# Pécsi Tudományegyetem
A Pécsi Tudományegyetem (röviden: PTE, 1982–2000 között: Janus Pannonius Tudományegyetem) Magyarország egyik legnagyobb hallgatói létszámmal rendelkező felsőoktatási intézménye. Annak ellenére, hogy a PTE címerében szerepel az 1367-es évszám, az egyetem nem ebben az évben, I. Lajos magyar király Pécsett alapított középkori egyetemnek (amely a legelső volt az országban), hanem az 1912-ben alapított pozsonyi Erzsébet Tudományegyetemnek a hivatalos jogutódja. A pécsi szakokon az oktatás 1921-ben indult, mára közel 24 000 diákja van, melyből több mint 5500 külföldi hallgató.
A HVG 2025-ös felsőoktatási rangsora szerint a Pécsi Tudományegyetem a 8. legjobb egyetem Magyarországon az összetett képzési rangsor alapján. 5. alkalommal a legzöldebb magyar egyetem, 2024-ben világszinten a 25. A QS World University Ranking a 771-780. pozícióba sorolja.

## Története

### Középkor

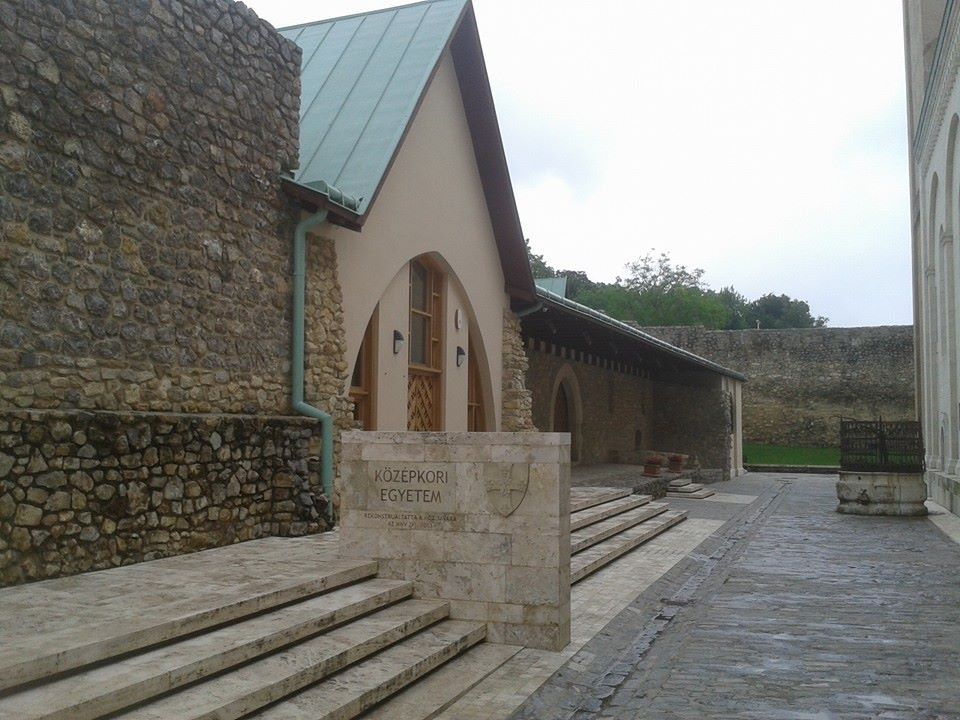
A pécsi középkori egyetem feltételezett épülete 2015-ben

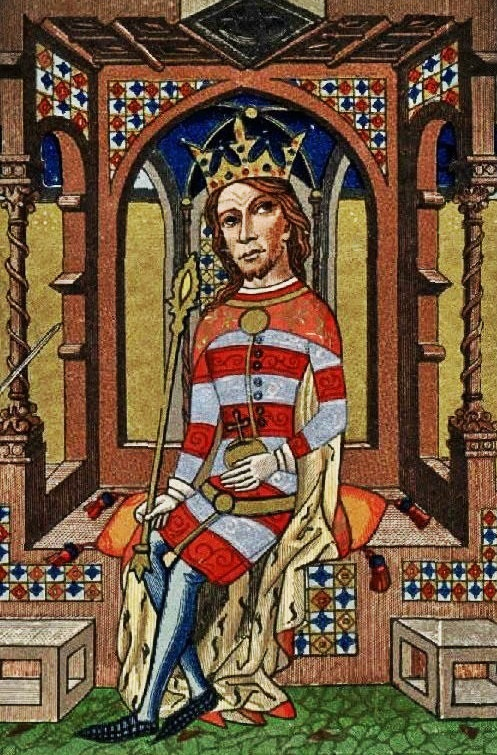
Nagy Lajos magyar király a püspöki székvárosban, Pécsett egyetem létrehozását kezdeményezte 1367-ben

A középkori pécsi egyetem alapítására az első közép-európai egyetemalapítási hullámban utolsóként került sor 1367-ben. (Az első három egyetem a térségben: Prága (1348), Krakkó (1364), Bécs (1365)) A történeti köztudat az egyetem alapítójaként Nagy Lajost tartja számon, a király szerepe az alapításban azonban formálisnak tekinthető, a szentszéki eljárás részeként. A pécsi egyetem működését 1367. szeptember 1-én engedélyezte Boldog V. Orbán pápa bullájában, Nagy Lajos magyar király kérésére. Az első magyar egyetem igazi szellemi atyja a korabeli pécsi püspök, Koppenbachi Vilmos volt, aki egyházi hivatala (1361–1374) mellett királyi kápolnaispán és titkos kancellár volt, Nagy Lajos egyik fontos diplomatája és bizalmi embere. A pécsi univerzitást az egyházjog és a latin nyelv megfelelő tanítására szánta elsősorban, hogy a kor magyar diákjainak ne kelljen külföldre utazniuk, ha egyetemre akarnak járni. Pécsen a bölcseleti és a jogi kar működését lehet biztosra venni, azaz a középkori egyetem csonka volt. A pápa a teológia kar felállítását nem engedélyezte. A középkori pécsi egyetem kapcsán nagyon kevés írásos dokumentum maradt fenn, működéséről alig tudunk valamit. Összesen négy tanárt és hét diákot ismerünk név szerint, akik bizonyíthatóan az egyetemen tanítottak, illetve tanultak. A leghíresebb középkori pécsi professzor az itáliai Galvano di Bologna volt, aki 1372–1374 között tartózkodott Pécsen. Az egyetem második, és utolsó kancellárja Alsáni Bálint pécsi püspök (későbbi bíboros) volt (1374–1408). Az egyetem alapvetően kötődött Vilmos püspök személyéhez, halála után hanyatlani kezdett, majd megszűnt valamikor 1390 körül, szinte biztosan nem működött az óbudai egyetem alapításakor, 1395-ben. A modern pécsi egyetem nem jogfolytonos középkori elődjével, csak szellemi örökségről beszélhetünk. A városban egyetemi szintű képzés ezután nem létezett a 20. század elejéig, a neves és színvonalas káptalani iskola azonban továbbra is fennmaradt. A pécsi középkori egyetem feltételezett épületét 1978–1998 között tárták fel a püspökvárban, az Aranyos Mária kápolnától keletre, a pécsi székesegyház közvetlen közelében, annak északi oldalán. Az épület meghatározása vitatott, sok kutató nem ért egyet azzal, hogy az épületben működött volna a középkori studium generale. 2015-ben a helyreállított épületben állandó egyetemtörténeti kiállítás nyílt meg, jelentős középkori gótikus szobrászati emlékekkel.

### Újkor

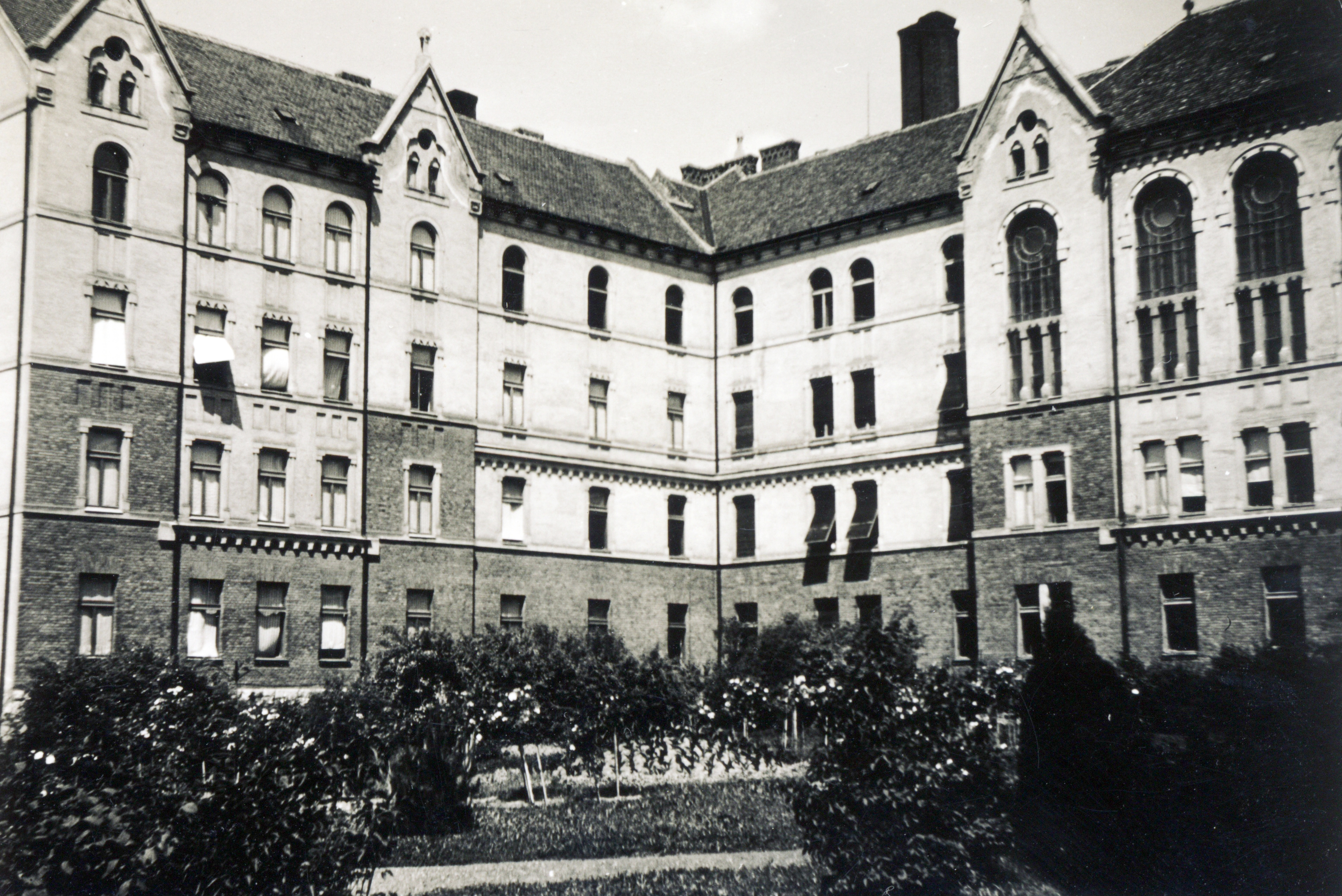
Az egykori jezsuita Pius gimnázium és internátus, ma a Pécsi Tudományegyetem Bölcsészettudományi és a Természettudományi karának ad otthont

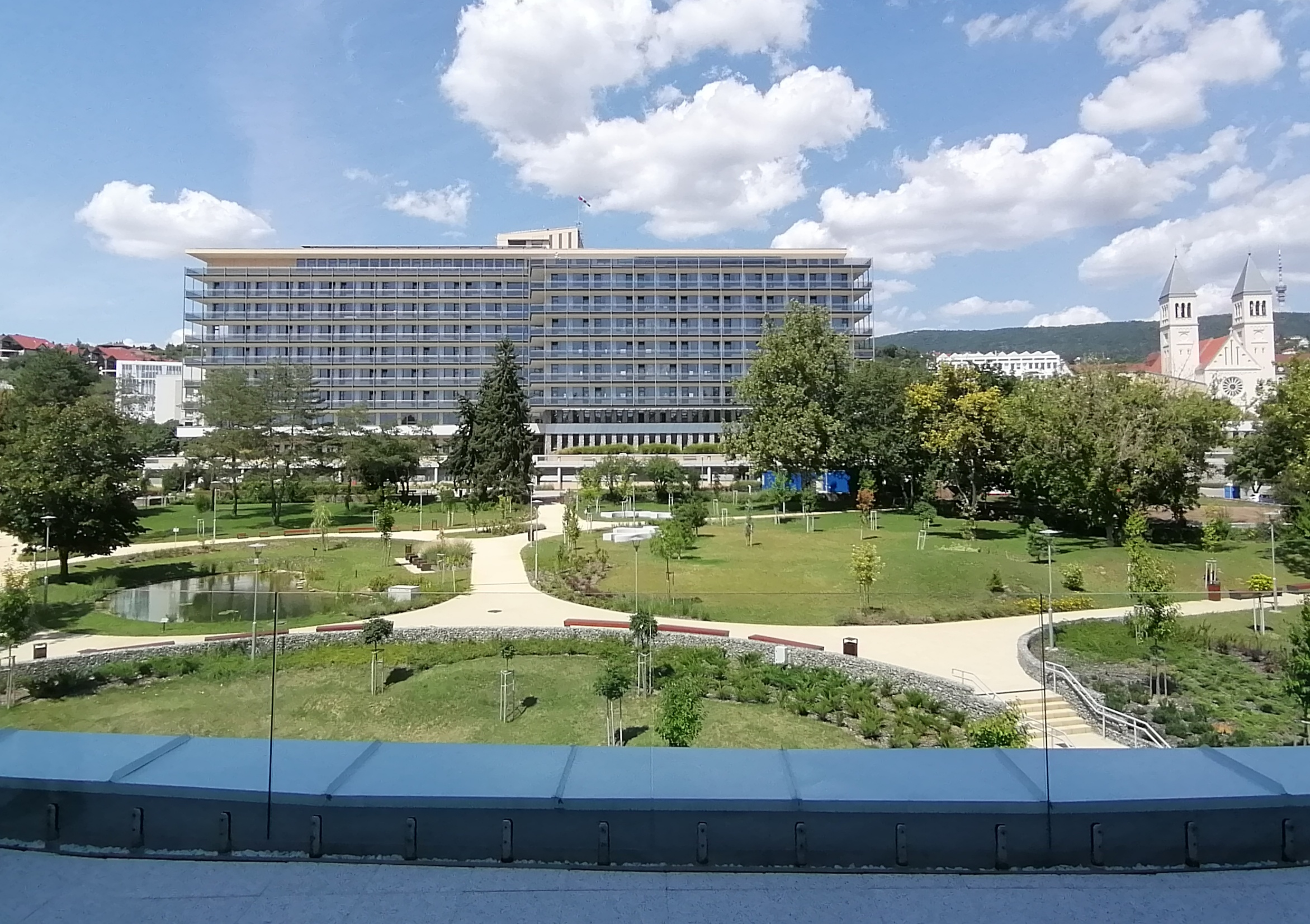
A 400 ágyas klinika épülete

1785-ben II. József császár a Királyi Akadémia székhelyét Győrből Pécsre tette át mintegy húsz évre. 1833-ig kellett várni, hogy Szepesy Ignác püspök, a városi tanáccsal együttműködve megalapítsa a Pécsi Akadémiát, jogi és bölcsész szakokkal.
1912-ben alapították a pozsonyi Magyar Királyi Erzsébet Egyetemet, amely a pécsi egyetem jogelődjének tekinthető. Az első világháborút követő viszontagságok után, 1921-ben a Magyar Nemzetgyűlés végül elfogadta azt a törvényt, amely időlegesen átköltöztette a pozsonyi egyetemet Pécsre. A város szerb megszállása miatt késve ugyan, mindenesetre az egyetem 1923-tól négy karral működött: jog, orvostudomány, bölcsészet és evangélikus teológia. Az utóbbi Sopronban. A második világháború alatt a bölcsészkart ideiglenesen áthelyezték részben Szegedre, részben pedig Kolozsvárra. 1950-ben leválasztották és akadémiává fokozták le az Evangélikus Hittudományi Kart.
1951-ben pedig az orvosi kar vált ki és önálló egyetemként működött tovább (Pécsi Orvostudományi Egyetem), így a Pécsi Egyetem egyetlen karral működött tovább (jogi kar). Az orvostudományi egyetemen közben fejlesztések történtek. 1966-ban megnyílt az ún. 400 ágyas klinika, amelyben öt különböző egység működött (belgyógyászat, ortopédia, radiológia, sebészet, szemészet). 1973–74-ben kezdődött el a fogorvosképzés.
1975-ben megalakult a közgazdaságtudományi kar, ami 1982-ben egyesült a Pécsi Tanárképző Főiskolával, valamint a Jogi Karral. Az új intézmény a Janus Pannonius Tudományegyetem elnevezést vette fel. 1990-től létrejött az Egészségtudományi Kar a Pécsi Orvostudományi Egyetemen belül. Közben kettévált a Tanárképző Főiskolai Kar, Bölcsészettudományi és Természettudományi karokra. A Pollack Mihály Műszaki Főiskolát 1995-ben egyesítették a Janus Pannonius Tudományegyetemmel. 1996-ban megalakult a Művészeti Kar az egyetem hatodik szervezeti egységeként.
2000-ben létrejött a Pécsi Tudományegyetem a Janus Pannonius Tudományegyetem, a Pécsi Orvostudományi Egyetem és a szekszárdi Illyés Gyula Pedagógiai Főiskola egybeolvadásával. 2004-ben a Pollack Mihály Műszaki Főiskola egyetemi kari státuszt kapott. Érdekesség, hogy új nevében egyedülálló módon megtarthatta a híres építész nevét (Pollack Mihály Műszaki Kar). Az egyetem tizedik karaként jött létre 2005-ben a Felnőttképzési és Emberi Erőforrás Fejlesztési Kar (FEEK), 2006-ban az Egészségügyi Főiskolai Kar is egyetemi karrá alakult. A PTE-n 2003-tól levéltár is van, mely 2005-től szaklevéltárként működik.

### 650 éves évforduló
2017-től szeptember első napja a Magyar Felsőoktatás Napja, az első magyarországi egyetemalapítás emléknapja, így a magyar tudomány eredményei és a magyar felsőoktatás nemzeti örökséggé válnak. Az egykori pécsi középkori egyetem alapításának 650 éves évfordulója alkalmából a hagyományok ápolása, hangsúlyozása, a kulturális értékek közvetítése, megőrzése került középpontba. Alapvető célja a mai pécsi egyetem hazai és nemzetközi imázsának jelentős növelése, az egyetemi identitástudat erősítése az oktatókban, a dolgozókban, a jelenlegi és a volt hallgatókban egyaránt. További célként szerepel az egyetemi teljesítmények növelése.

### Modellváltás
A PTE Szenátusa 2021. január 29-i rendhagyó ülésén szavazta meg az egyetem modellváltási szándékát, amely még 2020-ban merült fel a Kormány részéről (Emberi Erőforrások Minisztériuma). 2021. július 29-én jegyezték be a bíróságon az Universitas Quinqueecclesiensis Alapítványt, mely hivatalosan is átvette a PTE fenntartói szerepét. A kuratórium elnöke 2024. november 12-től dr. Barna Zsolt, az MBH Bank Nyrt. elnök-vezérigazgatója, prof. dr. Bódis József  elnöki főtanácsadó, a kuratórium továbbá tagjai dr. Mikes Éva, Szili Katalin, Decsi István és dr. Szemerey Zoltán.

## Szervezet

### Karok

#### Állam- és Jogtudományi Kar

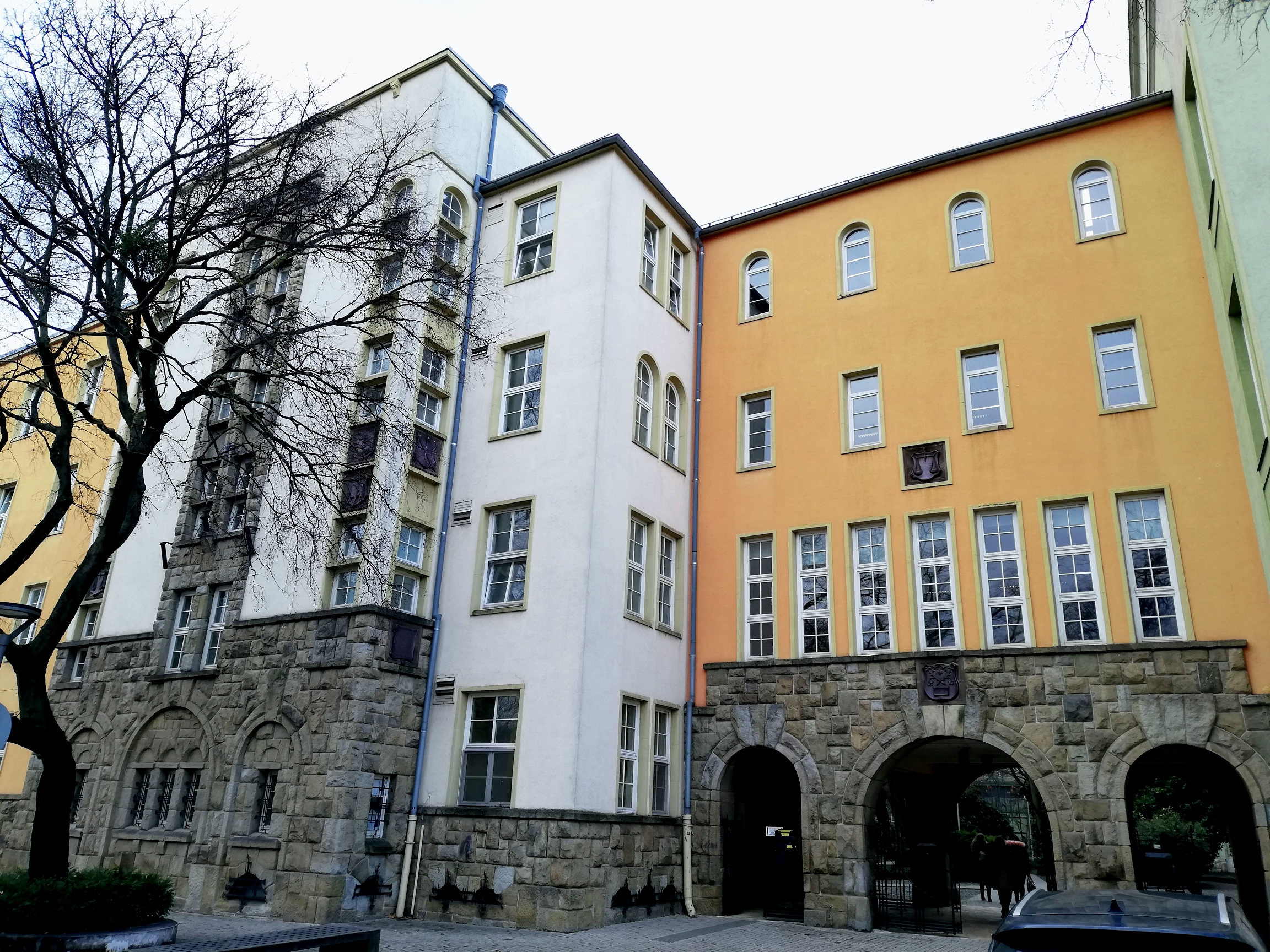
Az ÁJK épületének bejárata

Pécsen a jogi felsőoktatás gyökerei 1367-ig, az első magyar egyetem alapításáig nyúlnak vissza. Ahogy a béke és a háború korszakai váltakoztak a magyar történelemben, úgy folyt, illetve nem folyt jogászképzés Pécsen. A reformkorszakban, báró Négyesy Szepesy Ignác által Pécsre hozott joglíceumban tanulhattak jurátus-generációk, majd az 1848–49-es forradalom és szabadságharcot követően – a kiegyezés idején – Pécsi Akadémia néven újult meg az intézmény. 1921-ben a Pozsonyból menekült Magyar Királyi Erzsébet Tudományegyetem kapott új otthont itt és kezdte meg két év múlva, 1923-ban működését. A Jog- és Államtudományi Kar neve az ötvenes években Állam- és Jogtudományi Kar lett. 1982-től a Janus Pannonius Tudományegyetem, majd a felsőoktatási integrációt követően 2000-től a Pécsi Tudományegyetem keretein belül folytatja működését. 1970-ben – a megnövekedett hallgatói létszám miatt – a 48-as téri épület egy emelettel bővült. Itt nyert elhelyezést néhány tanszék, szemináriumi terem, valamint az V. sz. tanterem, későbbi nevén Auditórium Maximum, 2003-tól pedig Irk Albert-terem. Az utóbbi években számítógéptermek létesültek és 1999 novemberében átadták a 300 fő befogadására alkalmas nagytermet is. 2001-ben készült el a Dohány utcai épület felújítása, ahol a kar tanulmányi osztálya és 7 tanszék nyert elhelyezést. Időközben megkezdődött a 48-as téri, illetőleg Rákóczi úti épületszárnyak felújítása, s azok 2003-ban átadásra is kerültek. A 2011-es statisztikák alapján osztatlan képzésen összesen 613 diák tanult, míg az egyéb képzési formáknak felelt meg.
A kar oktatási, kutatási és igazgatási infrastruktúrája – változatlanul – kiemelkedően jónak minősíthető. Szervezeti egységei jelenleg három épületben helyezkednek el; mindegyik épület felszereltsége (bútorzata, irodai felszereltsége stb.) teljes. Az Európa Központ, az Európai Dokumentációs Központ és a kari könyvtár a 2010-ben átadott Tudásközpontban működik. A kar több mint 1000 hallgató számára biztosít magas színvonalú képzést, a jogi valamint igazgatási képzési területen, valamennyi képzési szinten: felsőoktatási szakképzésben (jogi asszisztens), BA alapszakon (igazságügyi igazgatási), osztatlan (egységes) képzésben (jogász), MA mesterszakon (közigazgatási) és szakirányú továbbképzésekben. A képzések nappali és levelező munkarendben folynak, államilag támogatott és költségtérítéses formában. Népszerűek a szakokleveles és szakjogász képzések (pl. csődjogi, munkajogi, borjogi, infokommunikációs). A Doktori Iskola közel száz végzett diplomás számára tudományos, PhD fokozat megszerzésére irányuló felkészítést és felkészülést biztosít.

#### Általános Orvostudományi Kar

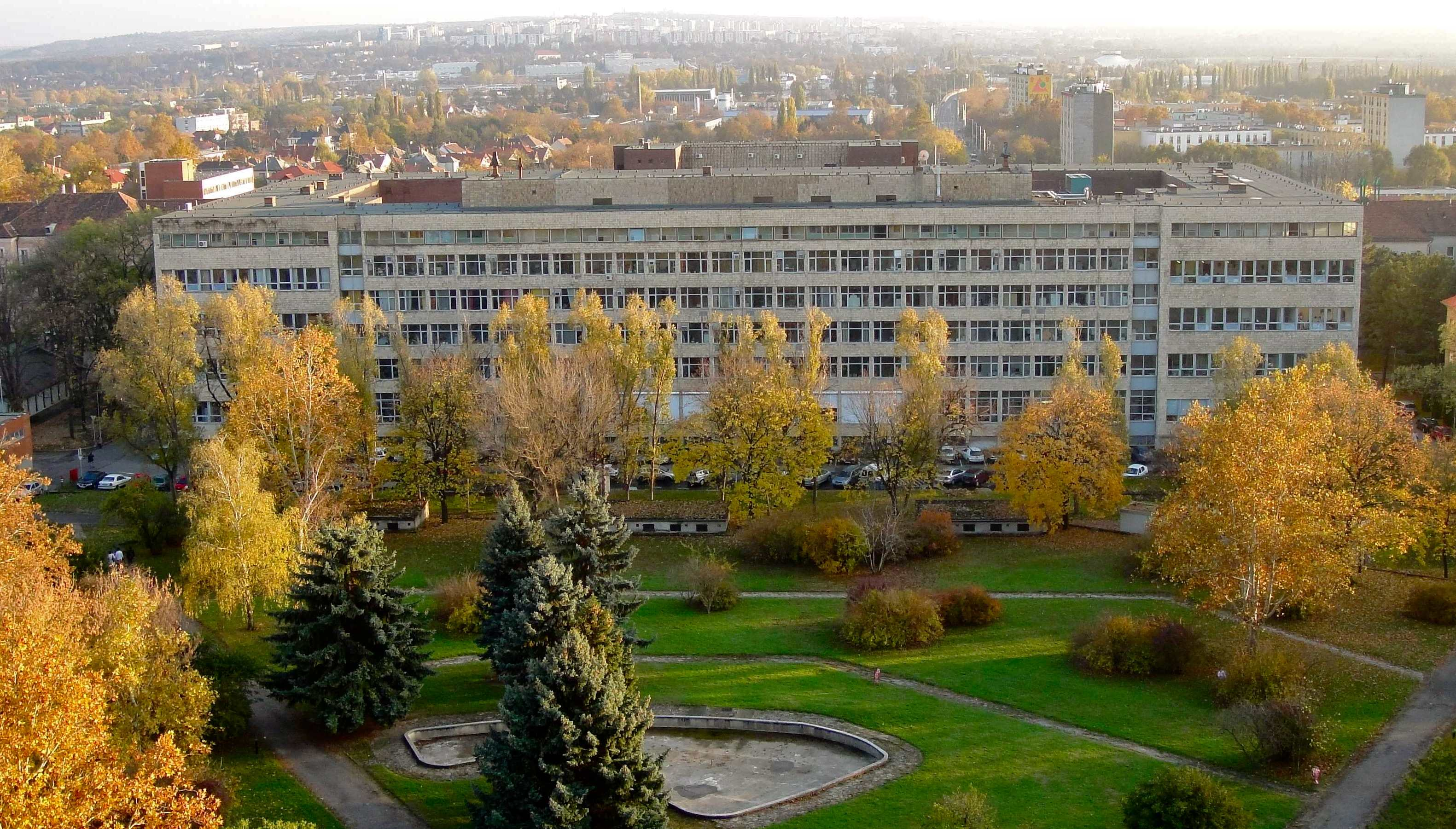
Az ÁOK épülete

Az 1912-ben Ferenc József által alapított pozsonyi Magyar Királyi Erzsébet Egyetemet 1921-ben a Magyar Nemzetgyűlés XXV. törvénycikke Pécsre költöztette. Az Erzsébet Tudományegyetem 1923. október 15-én kezdte meg működését.
1950-ben a vallás és közoktatási minisztériumtól az egészségügyi minisztériumhoz került az orvosképzés, illetőleg a klinikák és intézetek irányítása. 1951. február 1-jével az orvosi kar kivált, és önálló egyetemként Pécsi Orvostudományi Egyetem néven, az Egészségügyi Minisztérium felügyelete alatt működött tovább.
2000. január 1-től a felsőoktatási integráció keretében a JPTE és a POTE Pécsi Tudományegyetem néven egyesült, így a pécsi medikusképzés önálló intézménye megszűnt; az orvosképzés a PTE Általános Orvostudományi Karán (PTE ÁOK) folytatódott.

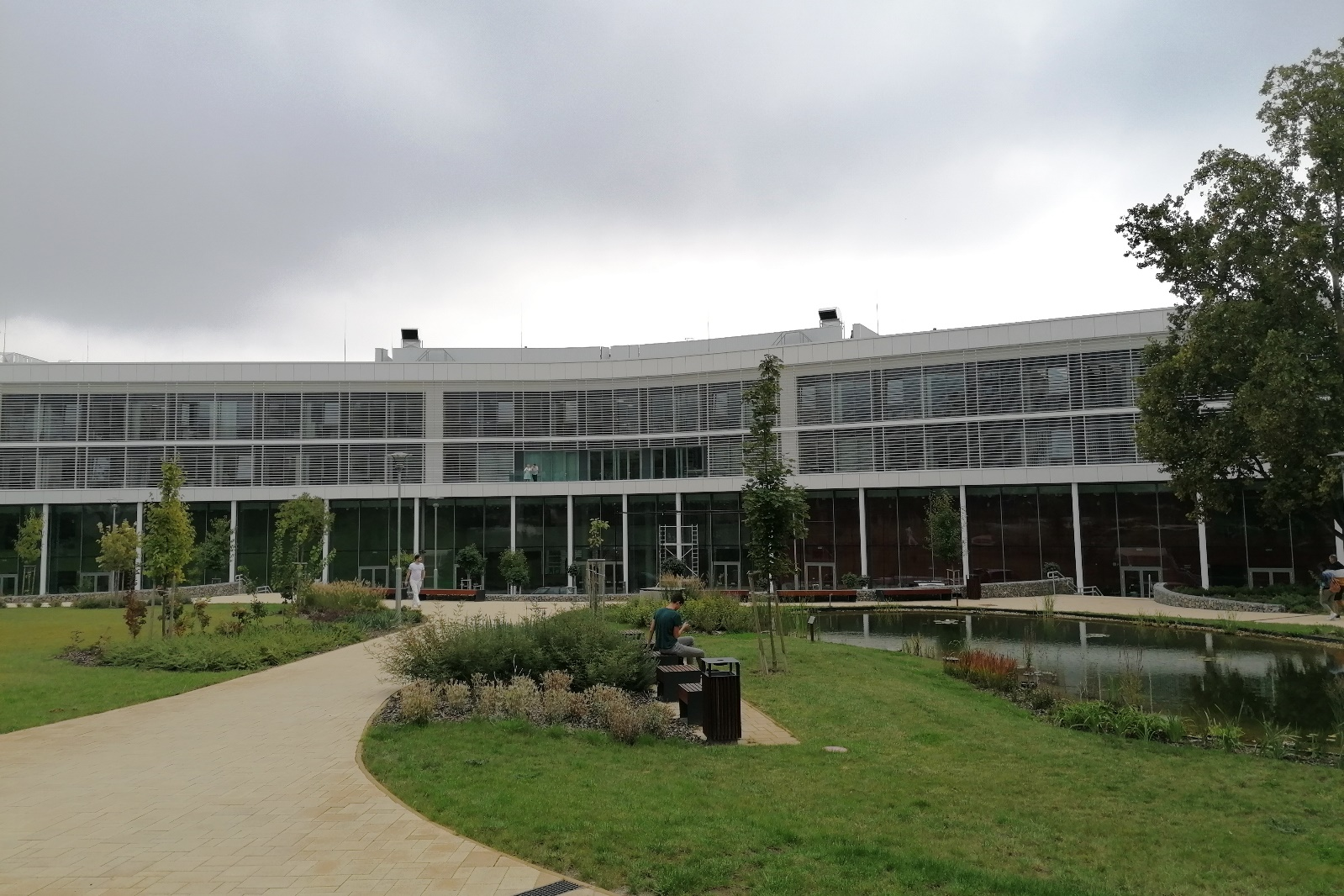
PTE ÁOK új elméleti tömbje

2000-ben indult először gyógyszerészképzés, 30 diákkal, mely 2016. január 1-től önálló karként működik. 2003-ban került bevezetésre a kreditrendszer. A tananyag, a tantervi struktúra kialakítása folyamatosan követi a nemzetközi trendeket. Az angol nyelvű orvosképzés világszerte elismert felkészültségű szakembereket bocsát ki, 1984 óta. Az igényekre reagálva 2004-ben megindult a német nyelvű orvosképzés, 2005-ben az angol nyelvű, 2006-tól pedig német nyelvű fogorvosképzés is szerepel a kar képzési palettáján. A kar és az egyetem jó kapcsolatainak és az ECTS rendszerhez történt csatlakozásnak köszönhetően a kar hallgatói az Erasmus és egyéb nemzetközi programokon keresztül csatlakozhatnak hazai és külföldi egyetemek orvos-, fogorvos- és gyógyszerész képzéseihez. Az intézmény lehetőséget nyújt a szakmai gyakorlatok külföldön történő elvégzéséhez, ezáltal is bővítve a hallgatók ismereteit, tapasztalatszerzési lehetőségeit. A képzésekben 29 klinika, 22 elméleti intézet, 9 oktató kórház, és több mint 500 orvos, kutató, elméleti szakember vesz részt. A kari könyvtár több ezer kiadvánnyal, rangos hazai és nemzetközi folyóiratokkal, valamint az online adatbázisához való folyamatos hozzáféréssel szolgálja az ismeretszerzés lehetőségeit. Az egyetemi klinikák a város, a megye, valamint a dél-dunántúli régió legmagasabb szakmai színvonalú egészségügyi intézményei, melyek a gyakorlati felkészülés lehetőségét kínálják a hallgatóknak. A Klinikák a tudományos fejlődés bázisaiként is funkcionálnak.
A Kar központi épületének 800 fős aulájában évente megrendezett orvosi, gyógyszerészeti szakkiállítások, konferenciák, tudományos rendezvények is növelik a hallgatók szakmai kompetenciáját. Ugyancsak ez a helyszín kínál teret Pécs város számos művészeti, zenei rendezvényének is.

#### Bölcsészet- és Társadalomtudományi Kar

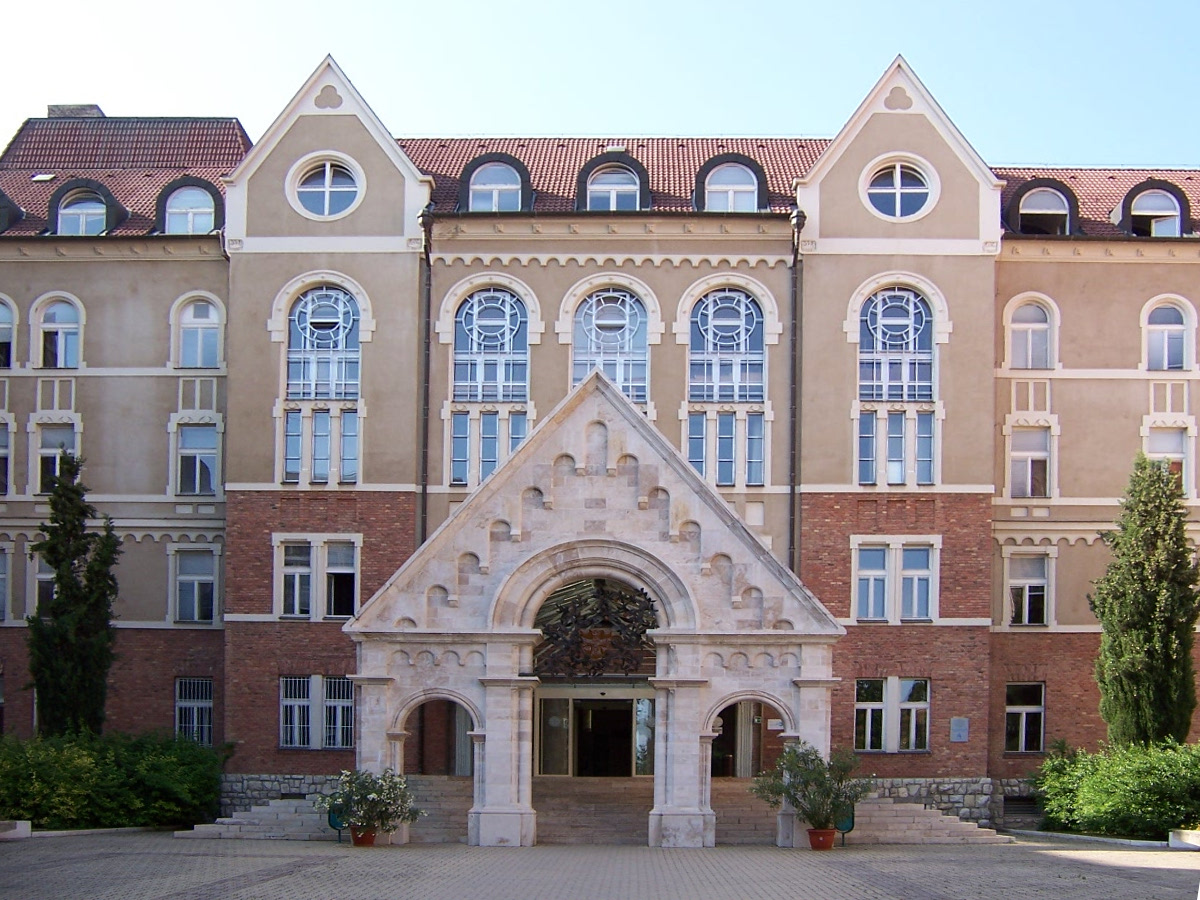
A Bölcsészettudományi és Természettudományi kar főépülete

A kar története több száz éves múltra tekint vissza. Először 1785-ben II. József császár helyezteti Pécsre a bölcseleti karral is rendelkező Győri Királyi Akadémiát. Az intézmény 1802-ben visszakerül eredeti székhelyére, Győrbe, azonban a képzésre 1828-ban ismét lehetőség nyílik a megyeszékhelyen, amikor Szepesy Ignác püspök bölcseleti stúdiumot indított, amely a teológiai tanulmányokat megalapozó házi tanfolyam volt. Négy évre rá a mai helyére került a Klimó György püspök által nyilvánossá tett és Szepesy Ignác által jelentősen gyarapított püspöki könyvtár. A következő évben Szepesy Ignác püspök megalapította az Episcopate Lyceum Quinque Ecclesiae-t, a Pécsi Püspöki Jogakadémiát, amelynek részét képezte egy bölcseleti kar is.
A magyar nyelvű oktatás 1923-ban kezdődhetett meg, amikor a pozsonyi Erzsébet Tudományegyetem Pécsre került, ám 1940-ben a bölcsészeti kart Szegedre és részben Kolozsvárra telepítették. A bölcsészképzés akkor indult újra, amikor 1982-ben az 1948-ban alapított Pécsi Pedagógiai Főiskola jogutódja, a Tanárképző Kar csatlakozott az Állam- és Jogtudományi, illetve a Közgazdaságtudományi Karhoz, az egyesített intézmény pedig felvette a Janus Pannonius Tudományegyetem nevet. 1992-ben a Tanárképző Kar két részre bomlik, és megalakul az önálló Bölcsészettudományi Kar és a Természettudományi Kar. Ugyanebben az évben az országban elsőként a Bölcsészettudományi Karon bevezetik a „tanulmányi egység" alapú képzést, a kreditrendszer elődjét.
2000-ben A Janus Pannonius Tudományegyetem, a Pécsi Orvostudományi Egyetem és a szekszárdi Illyés Gyula Pedagógiai Főiskola egyesülésével létrejött az akkor még kilenc karú Pécsi Tudományegyetem. Az országos tendenciákhoz mérten, a bolognai folyamat eredményeként 2006-ban a Pécsi Tudományegyetem Bölcsészettudományi Karán is beindul a kétszintű képzési rendszer alapképzési és mesterképzési szakokkal.
A Pécsi Tudományegyetem Bölcsészettudományi Kara autonóm oktatási, kutatási és tudományos közéleti tevékenységet folytató szervezeti egység. 2020. augusztus 1-jétől Bölcsészet- és Társadalomtudományi Karnak hívják.

#### Egészségtudományi Kar

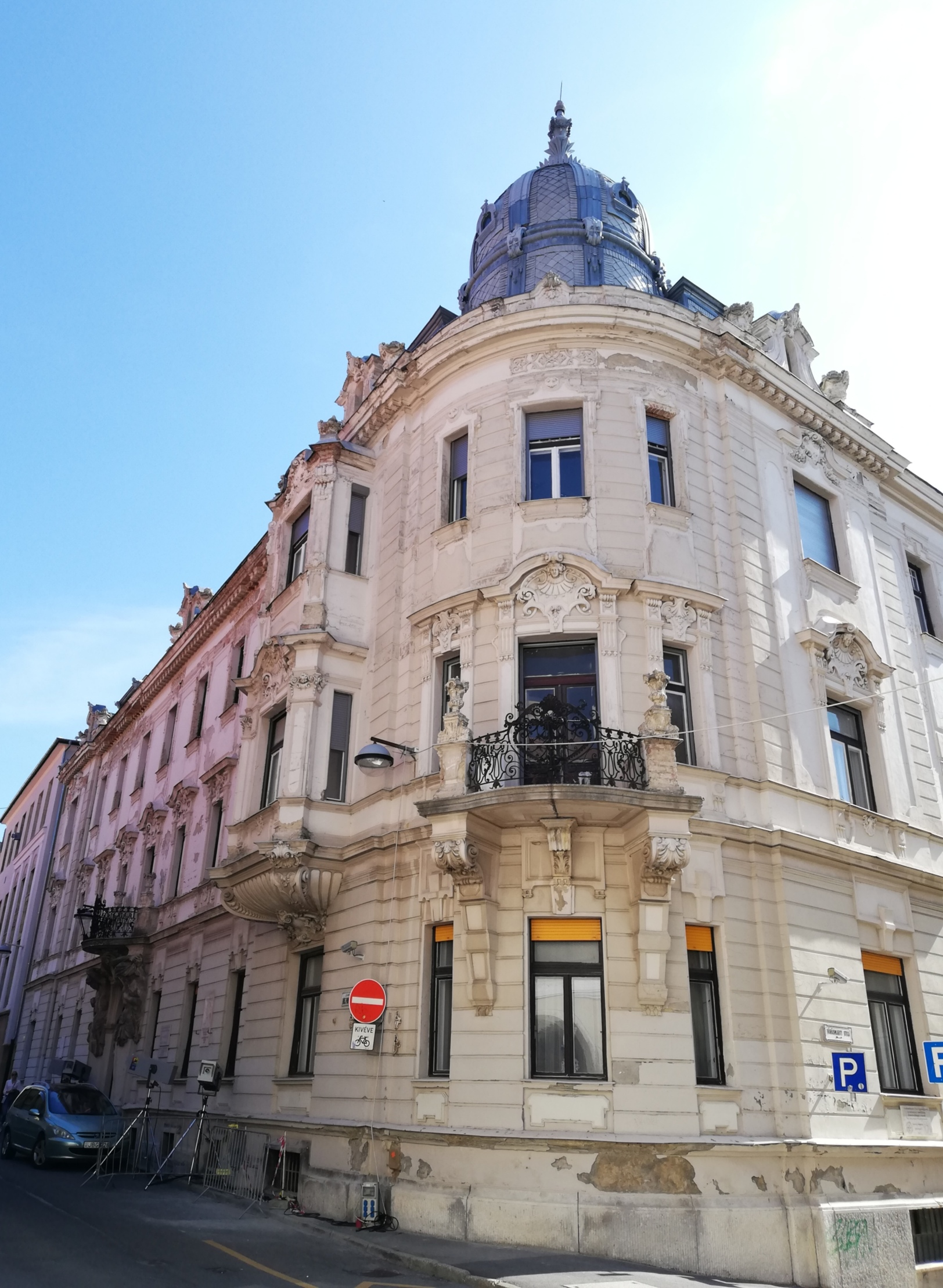
Az ETK Dékáni Hivatalának épülete

A Pécsi Orvostudományi Egyetemen az egészségügyi főiskolai képzés a Szociális és Egészségügyi Miniszter 1989. augusztus 18-i keltezésű "Alapító Okirata" alapján 1990. szeptember 1-jén indult a Minisztérium, a POTE, valamint Somogy, Zala és Vas megyék vezetőinek közös előkészítő munkáját követően. A következő időszakot a képzés folyamatos kiépítése és felfejlesztése jellemezte. Mivel egy-egy városban többféle képzés működött, „képzési központ” elnevezéssel és intézeti jogosultsággal rendelkező igazgatási jellegű szervezeti egységeket alakítottak ki. A hallgatók, az oktatók és oktatást segítők számának növekedése, a főiskolai tanári testület megalakulása de facto létrehozta a kari struktúrát. A következő feladat ennek jogi kodifikáltatása volt. A Kormány 132/1995. (XI. 9.) Korm. rendelete az eddigiekben de facto kari struktúrát de jure is elismerte.
A PTE egyik legfiatalabb és legdinamikusabban fejlődő kara, mely 2000. január 1-jétől az intézményi integráció révén a Pécsi Tudományegyetem részeként működik. Az oktatás négy képzési központban zajlik: Kaposváron, Pécsen, Szombathelyen és Zalaegerszegen, ahol hatékony együttműködés alakult ki a helyi oktatókórházakkal és szociális intézményekkel. A hallgatói létszám, a választható szakok száma, az oktatói, oktatást segítői létszám, valamint a képzési helyek számának tekintetében egyaránt ez a kar a hasonló profilú felsőoktatási intézmények közül az ország legnagyobb karaként tartható számon.
A kar úttörő szerepet játszik az egészségügyi és szociális képzések fejlesztésében, az országban elsőként indultak itt egyetemi, például okleveles ápoló, okleveles védőnő képzések. Ezáltal megteremtődött az egészségtudományi szakmák számára a doktori fokozat megszerzésének lehetősége, amelyre a karon megalakult Egészségtudományi Doktori Iskolában nyílik mód. A továbbtanulást tervezők jelenleg hat mesterképzési szak közül választhatnak.
2006. március 1-jétől a kar Egészségtudományi Kar néven egyetemi karrá válhatott. Az Egészségtudományi Kar végzett diplomásai szakterületüknek megfelelően az európai normákat kielégítő kompetenciaszinttel rendelkeznek. Az Európai Unióban a közösségi jog alapján hét automatikusan elismert szakterület közül két területen (ápoló, szülésznő) lehet ezen a karon oklevelet szerezni. Az intézményben angol és német általános és egészségügyi szaknyelv oktatása folyik, emellett az alap-, közép- és felsőfokú egészségügyi szaknyelvi vizsgák vizsgahelyeként is működik.

#### Gyógyszerésztudományi Kar

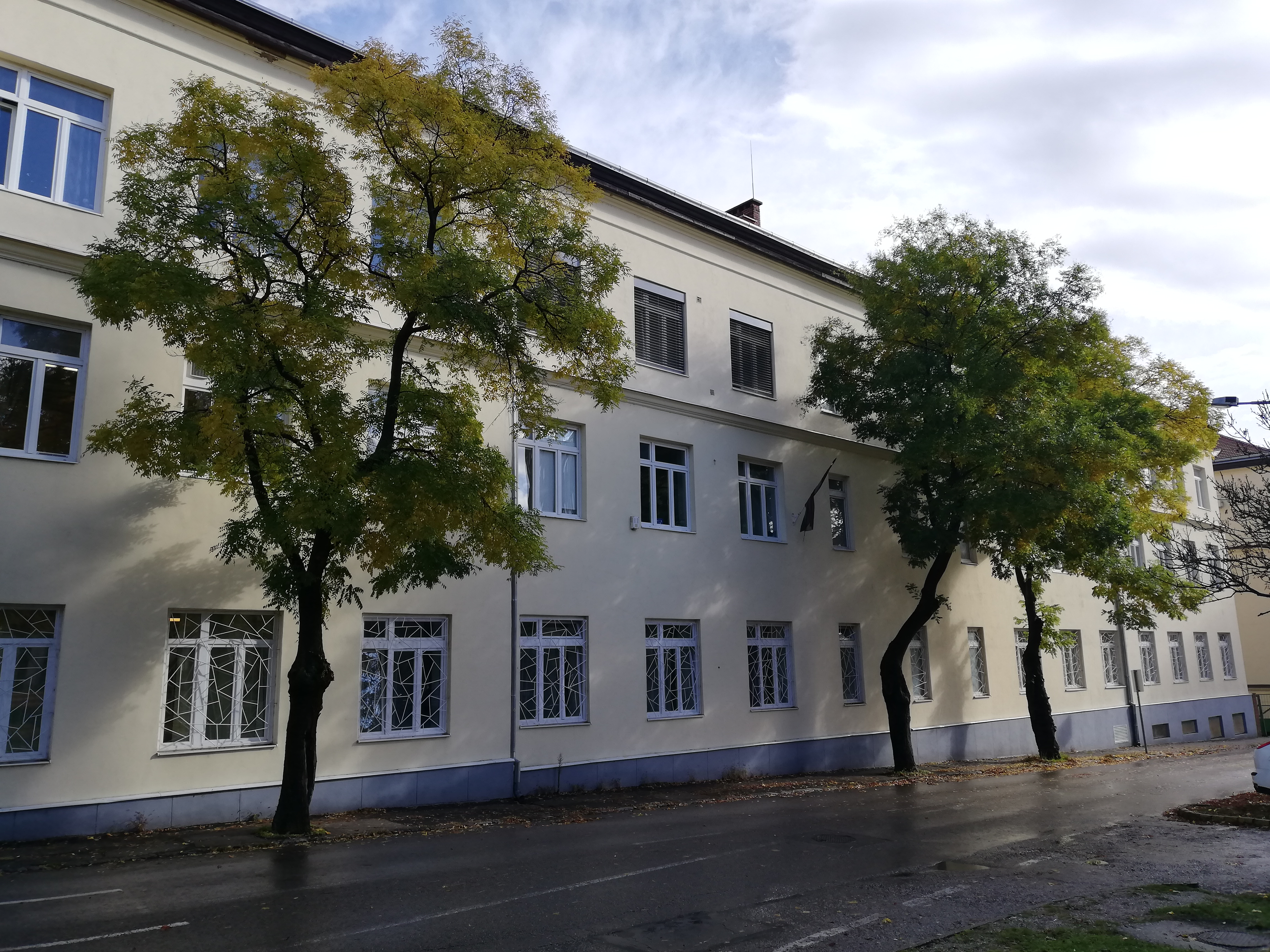
A GYTK épülete

A Pécsi Tudományegyetem oktatási és tudományos bázisán, a gyógyszerészeti szakintézetek megalakulásával, a Dunántúl egyetlen gyógyszerészképző helyeként, 2000. szeptemberében indult meg az oktatás. A Gyógyszerésztudományi Szakot a Magyar Akkreditációs Bizottság (MAB) 2006-ban akkreditálta. A MAB megállapította: „A pécsi gyógyszerészképzés minden vonatkozásban megfelel a képzéssel szemben támasztott szakmai követelményeknek. A jelentős számú, tudományos minősítéssel rendelkező oktató tevékenysége az alapja és biztosítéka annak, hogy európai összehasonlításban is kiváló felkészültségű gyógyszerészeket képeznek.” A gyógyszerész, mint a gyógyszerek szakértője, a társadalmi igényeknek megfelelően igen sokrétű tevékenységet fejt ki. A gyógyszerek előállítását, ellenőrzését végzi, ismeri a gyógyszerek hatásmechanizmusát, a hatóanyagok kölcsönhatásait, a különböző gyógyszerkészítmények biológiai hasznosulását, a gyógyszerek, gyógytermékek racionális, gazdaságos, ugyanakkor hatékony alkalmazásának lehetőségeit.
A végzettséget a hallgatók 5 éves osztatlan mesterképzéssel érik el. A képzés első féléveiben elsősorban a biológia, a kémia és a fizika alapismereteinek elsajátítása a cél. Az orvosi elméleti ismereteket és gyakorlati készségeket az anatómiai, élettani, kórélettani, mikrobiológiai és immunológiai tanulmányok adják. A harmadik évtől behatóbban ismerkednek meg a hallgatók a gyógyszerészet szakmai tárgyaival, melyek között a Pécsen folyó képzés keretében kiemelt fontosságot kapnak a gyógyszerészi kémiai, gyógyszer-hatástani, biofarmáciai, gyógyszertechnológiai, farmakognóziai, gyógyszerterápiás és gyógyszerészeti-gazdaságtani ismeretek oktatása. A képzés java része a szak külön épületében a „Gyógyszerésztudományi tömbben” a Rókus utca 2. sz. alatti épületben újonnan kialakított, korszerűen felszerelt szakintézeteiben történik. Tanulmányaik tizedik félévében a hallgatók szakmai gyakorlatokon vesznek részt és befejezik diplomadolgozatuk elkészítését. A tudományos munka iránt érdeklődő hallgatók bekapcsolódhatnak valamelyik intézet kutatómunkájába Tudományos Diákkör keretében.
A magyar gyógyszerész diploma általánosan elfogadott Európában. Hallgatóinknak lehetőségük nyílik tudományos fokozat (PhD) megszerzésére is a karon működő jó színvonalú és hírű Gyógyszertudományi Doktori Iskola keretében. A végzést követően 3–5 év alatt továbbképzés keretében szakgyógyszerészi képesítés megszerzésére van lehetőség mintegy 15 különféle szakterületen. A végzett gyógyszerészek számos álláshely között válogathatnak, szakmailag érdekes, értékes tevékenységet folytathatnak, jó érvényesülési és anyagi lehetőségekre számíthatnak.

#### Közgazdaságtudományi Kar

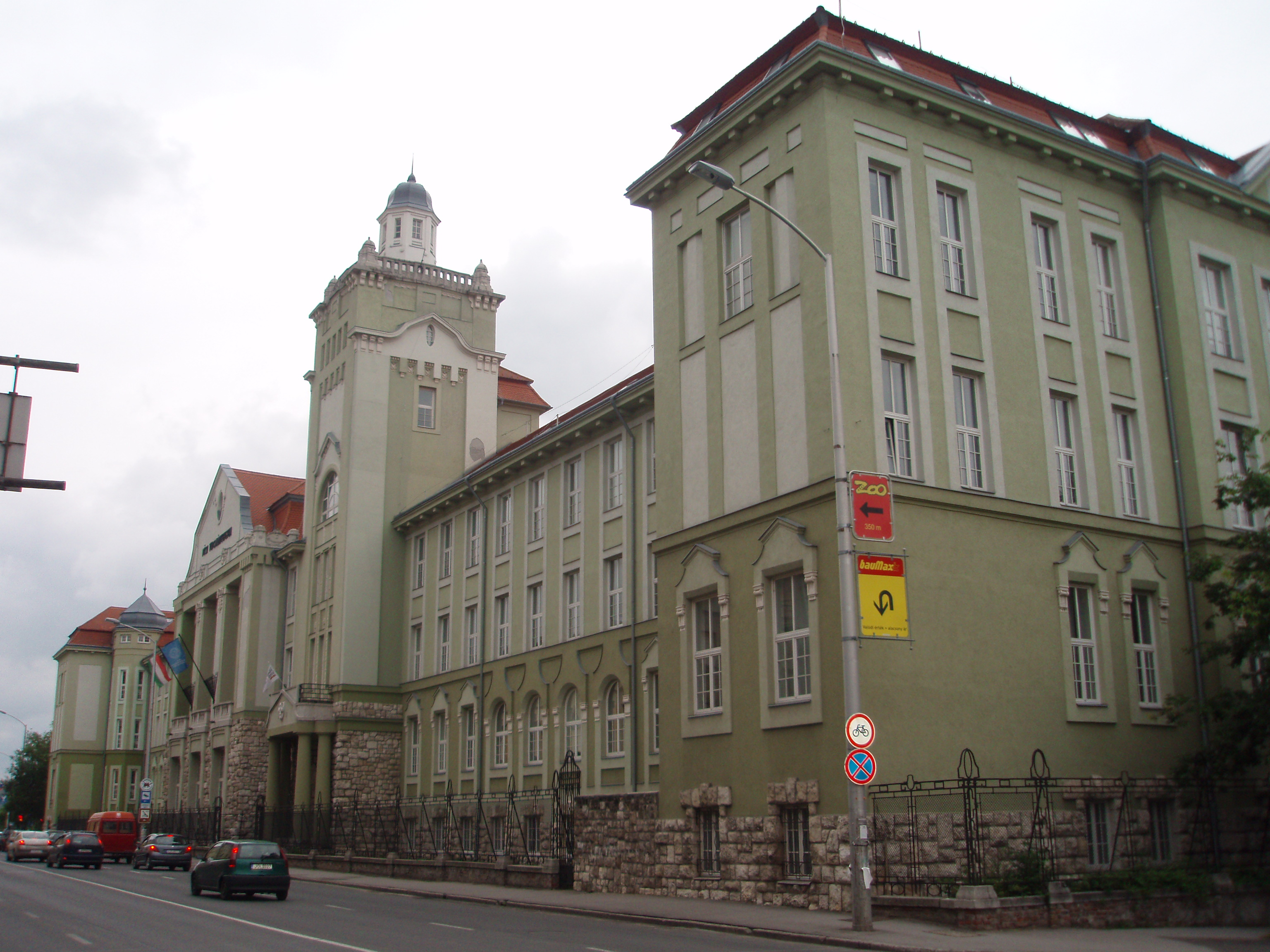
A KTK épülete

A Pécsi Tudományegyetem Közgazdaságtudományi Kara 1970 óta szereplője a magyar felsőoktatásnak. A Kar missziója az üzleti tudományok széles körű elméleti, módszertani és társadalomtudományi bázison megalapozott rangos, világszínvonalú művelése, közvetítése és oktatása. 1970 szeptemberében Hoóz István egyetemi tanár, tagozatvezető irányítása alatt 103 elsőéves hallgató kezdte meg tanulmányait a Marx Károly Közgazdaságtudományi Egyetem Pécsi Kihelyezett Nappali Tagozatán. Az első „kísérleti" években szerezte meg az intézmény a tapasztalatokat a „vállalati munkahelyek betöltésére alkalmas közgazdászok képzése, e témakörben tudományos kutatómunka végzése" terén, beleértve a hazai és nemzetközi tudományos kapcsolatrendszer kiépítését is. Ekkor alakultak ki a később gyakran „pécsi modellnek" is nevezett képzési rendszer alapvonalai. A pécsi a második legrégebbi és az első nem budapesti közgazdasági egyetemi kar Magyarországon, s ez utóbbi minőségében bizonyos mértékben példaként szolgált a később létesített vidéki közgazdaság-tudományi, gazdálkodástudományi karok létrehozásakor. A 70-es évek második felétől a Kar nagy lendülettel indult el a vállalati, és az üzleti szféra igényeinek kielégítése irányába. A Pécsiközgáznak kiemelt programja volt 2020-ban, a pécsi közgazdász képzés indulásának 50 éves évfordulójára.
Az 1980-as években jelentős javulás következett be az oktatás és a tudományos kutatás tárgyi feltételeiben. Megindult a levelező oktatás, egyre több külföldi diák tanult a karon, s a szakasz egyidejűleg a posztgraduális programok megindulásának időszaka is. Jelentős hangsúlyt kapott a kar bel- és külföldi kapcsolatainak továbbépítése. Oktatói közül számosan részesültek a Soros-program (és mások) által finanszírozott külföldi ösztöndíjakban, továbbképzési és kutatási lehetőségekben, és a külföldi tapasztalatszerzés valamelyest könnyebbé vált a hallgatók számára is.
A 90-es években került a kétfokozatú képzés bevezetésre, s ugyancsak ebben az időszakban indult meg az MBA program is. Ebben az időszakban két-három olyan nemzetközi kapcsolat került szilárd alapokra, amelyek ma is meghatározó erejűek a Kar életében (Ohio University, Middlesex University és mások), és általában is számos nemzetközi együttműködési kezdeményezésre (kapcsolatok, konferenciák stb.) került sor. Ebben az időszakban történt meg a kar első akkreditációja, amire 1995/96-ban került sor, „kiváló" minősítéssel. Az évtized hozta meg az első részidős mesterprogram beindítását, az angol nyelvű (BA majd MSc) program kidolgozását és megvalósítását, amely 1996-ban indult a Middlesex University Business School és a PTE együttműködésének eredményeként. A széles képzési palettát a doktori képzés elindításával és a habilitációs rendszer kidolgozásával tették teljessé. Az új oktatási programok között említendő továbbá az angol nyelvű mester- és doktori képzés megindítása, a Hageni Egyetem német nyelvű távoktatási programjának indítása, a szendvics-rendszerű szakközgazdász-képzés, a szakfordító képzés szakirányú továbbképzési formája, a két Doktori Iskola végleges akkreditációja, a Szekszárdon megindult főiskolai képzés. 2006-ban bevezetésre került a Bologna rendszerű képzés. Az oktatás mellett az infrastruktúra is fejlesztésen esett át a 48-as téri Rákóczi úti épületegyüttes rekonstrukciójával. Az intézményt a francia Eduniversal a világ ezer legjobb üzleti iskolája közé választotta. 2020-ban pedig a Pécsiközgáz Business Administration and Managament képzése EFMD EPAS nemzetközi programakkreditációt szerzett.
A karon található alapszakok: Emberi erőforrások, Gazdálkodás és menedzsment (magyar és angol nyelven), Kereskedelem és marketing, Pénzügy és számvitel, Turizmus-vendéglátás (magyar és angol nyelven). Mesterképzések: Marketing, Pénzügy, Turizmus- menedzsment, Vezetés és szervezés (magyar és angol nyelven), MBA (Master of Business Administration). Doktori képzések: Gazdálkodástani Doktori Iskola, Regionális Politika és Gazdaságtan Doktori Iskola

#### Kultúratudományi, Pedagógusképző és Vidékfejlesztési Kar

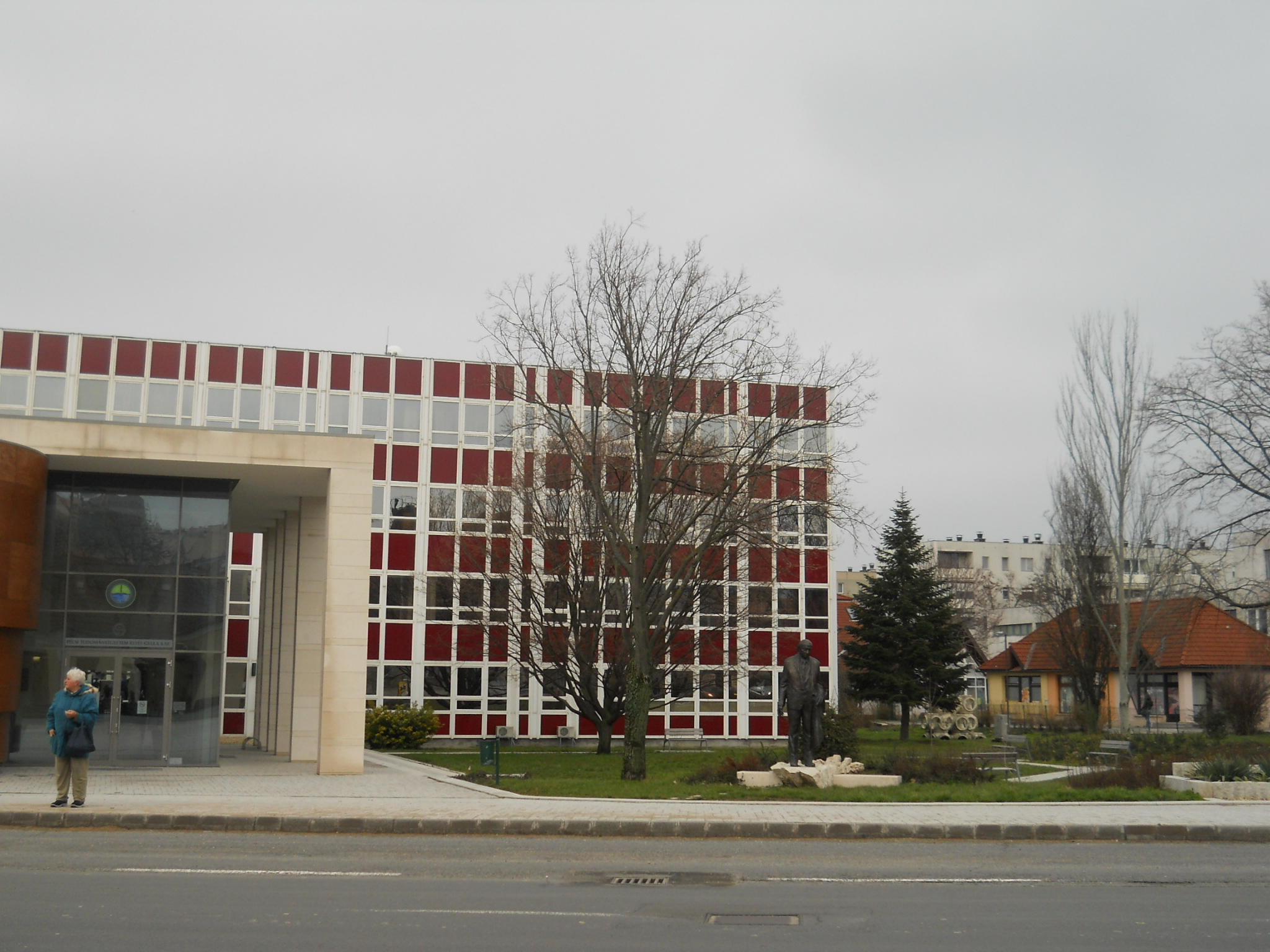
A KPVK épülete Szekszárdon

A kar 2015. szeptember 1-jén jött létre a két jogelőd Felnőttképzési és Emberi Erőforrás Fejlesztési Kar és a szekszárdi központú Illyés Gyula Kar összevonásával.
A pécsi képzési központ története a Pécsi Tanárképző Főiskola 1973/1974-es tanévében kezdődött a „Közművelődési szakcsoport” megalakulásával. A főiskola egyetemi karrá alakulásakor a szakcsoport Közművelődési Tanszékké vált a Janus Pannonius Tudományegyetem keretein belül. A tanszék az 1990-es évek elejét a növekedés állapotában élte meg. A nappali és levelező tagozatos hallgatók számának növekedése indokolttá tette, hogy a JPTE Szenátusa és a rektor döntése alapján a tanszék önálló karközi intézetté alakuljon és 1998 szeptemberében három tanszékkel létrejöjjön a Felnőttképzési és Emberi Erőforrás Fejlesztési Intézet. Az Intézet rövidesen két újabb tanszékkel bővült ki. 1998-ban bevezették az ISO 9001-es szabvány szerinti minőségbiztosítási rendszert, mely a szervezet teljes működésének minőségét garantálja. 2001-től 2005-ig az Intézet a Természettudományi Kar önálló részeként működött.
2005 májusában megszületett a Felnőttképzési és Emberi Erőforrás Fejlesztési Kar (röviden FEEK), amely akkor 4500 fős hallgatói létszámával a Pécsi Tudományegyetem második legnagyobb kara volt. A Karon 5 intézet és azokon belül több intézeti tanszék működött tudományos kutatóműhelyekkel.
A szekszárdi képzési központ ma Tolna vármegye egyetlen felsőoktatási intézménye, meghatározó képző és továbbképző központ. Az előd Illyés Gyula Kar jogelődjét 1977-ben alapították, az akkor 100 hallgatóval és 13 oktatóval indult főiskolai képzés mára már jelentősen átalakult. Az Illyés Gyula Pedagógiai Főiskola egy országos integrációs folyamat következtében vált a Pécsi Tudományegyetem Illyés Gyula Karává és képez óvodapedagógusokat, német nemzetiségi óvodapedagógusokat, tanítókat, német nemzetiségi tanítókat, csecsemő- és kisgyermek nevelőket, általános szociális munkásokat és 2002-től közgazdász- és kommunikációs szakembereket (kommunikáció és médiatudomány, környezetkultúra). A karon a Gazdaságtudományi Intézet belső átalakulásával megindult a turizmus–vendéglátás képzése, amely ma a kevés turizmusképző hely egyike. A kezdetben csak pedagógusképzést (előbb csak tanító, majd óvodapedagógus szakon) folytató intézmény ma már öt tudományterületen, 13 szakon képez szakembereket.
Felsőoktatási szakképzési szakokon (FOKSZ) idegenforgalmi szakmenedzser, vendéglátó szakmenedzser, média moderátor, ügyvitel, csecsemő és gyermeknevelő gondozó, ifjúságsegítő szakokon kezdhetik tanulmányaikat hallgatóink, hogy aztán folytathassák alapképzésben (BA): turizmus-vendéglátás, kommunikáció-médiatudomány, tanító, óvodapedagógus (német nemzetiségi szakirányokkal is), szociális munka szakokon. Mesterképzésben (MA) a turizmus menedzsment szakot és a pedagógia kora gyermekkor pedagógiája szakirányon folytathatják a diákok a tanulmányaikat. Az egymásra épülő szakstruktúra lehetővé teszi a hallgatói karriertervezést, így az államilag támogatott képzési időben több szak is elvégezhető, nagyobb mobilitást, elhelyezkedési lehetőséget biztosítva. Az épületegyüttest kollégium, hallgatói szolgáltató központ, uszoda, és egyéb sportolási lehetőség egészíti ki.
A kar szerteágazó nemzetközi kapcsolatokkal rendelkezik; a német nemzetiségi óvóképzés hagyományainak köszönhetően elsősorban német nyelvterületen (Lipcsei Egyetem, Bécsi Pedagógiai Akadémia, Feldkirchi Pedagógiai Akadémia), ahol az együttműködés az Erasmus hallgatói és oktatói csereprogram keretein belül zajlik. A kar bilaterális szerződést kötött továbbá a Partiumi Keresztény Egyetemmel, a Transilvánia Egyetemmel, a Nyitrai Egyetemmel, az Eszéki Egyetemmel, a Babeș–Bolyai Tudományegyetem Gyergyószentmiklósi Karával, melyek az együttműködés széles területeit felölelik. A megállapodások között megtalálhatók az iskolai-óvodai gyakorlati képzés, a kultúra és sport területére vonatkozó részek.

#### Művészeti Kar

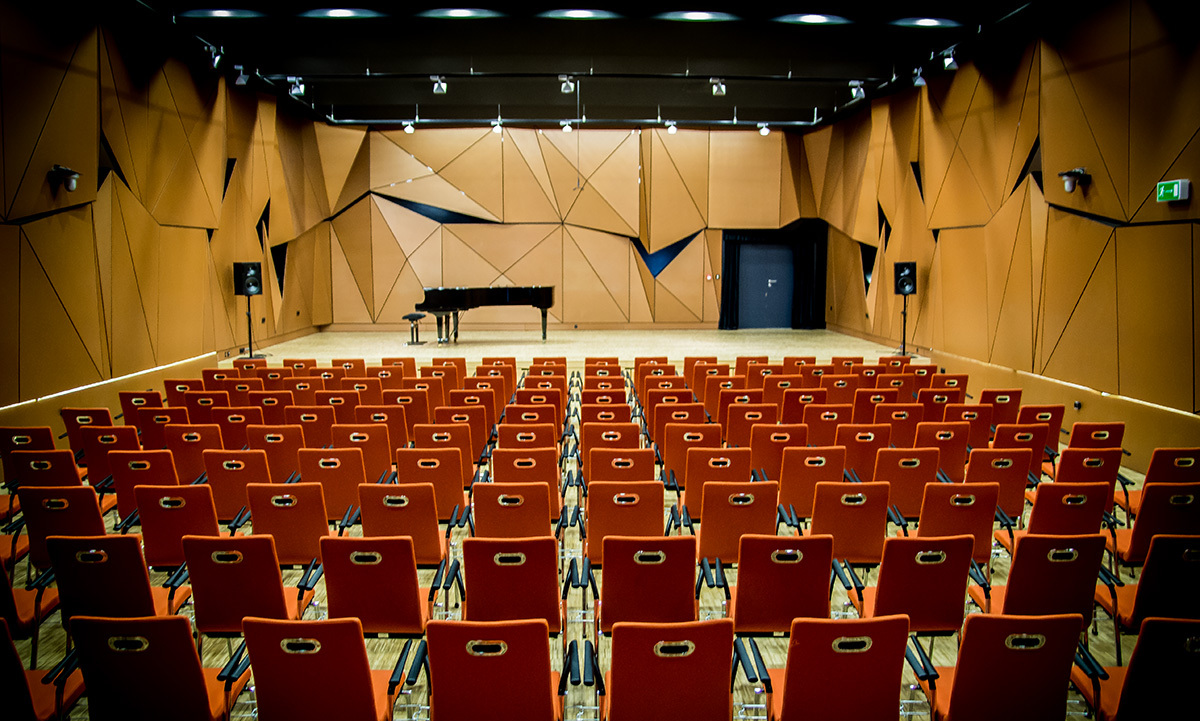
Liszt Ferenc Hangversenyterem

Pécs kulturális élete mind a zene −, mind a képzőművészet területén országos szempontból is kiemelkedő. A gazdag művészeti élet és a Pécsett összegyűlt neves képző- és zeneművészek segítették a Művészeti Kar létrejöttét, mely a jogelődök különböző művészeti tanszékeiből 1996-ban alakult meg. Ez az ország egyetlen felsőfokú zenei, képzőművészeti és alkalmazott, illetve médiaművészeti képzést integráltan folytató központja. A város művészeti hagyományai és progresszív kulturális élete, a tudományegyetemi háttér, a város művészegyéniségei meghatározó alapot biztosítanak a minőségi művészképzéshez. Az itt folyó magas fokú oktatás egyedülálló módon, tudományegyetemi közegben biztosítja a művészeti képzés legmagasabb szintjét is − a művészeti doktori képzést. Képzéseinkben helyet kapnak a korszakot meghatározó, művészetet érintő mediális technikák, a zenei- és a vizuális művészeti informatika kutatás programjai is. A kar mintegy 700 hallgatójával, több mint 100 oktatójával a város és a régió kulturális életének meghatározó alakítója. Művésztanárai, növendékei rendszeres résztvevői, díjazottjai az ország és Európa művészeti eseményeinek.

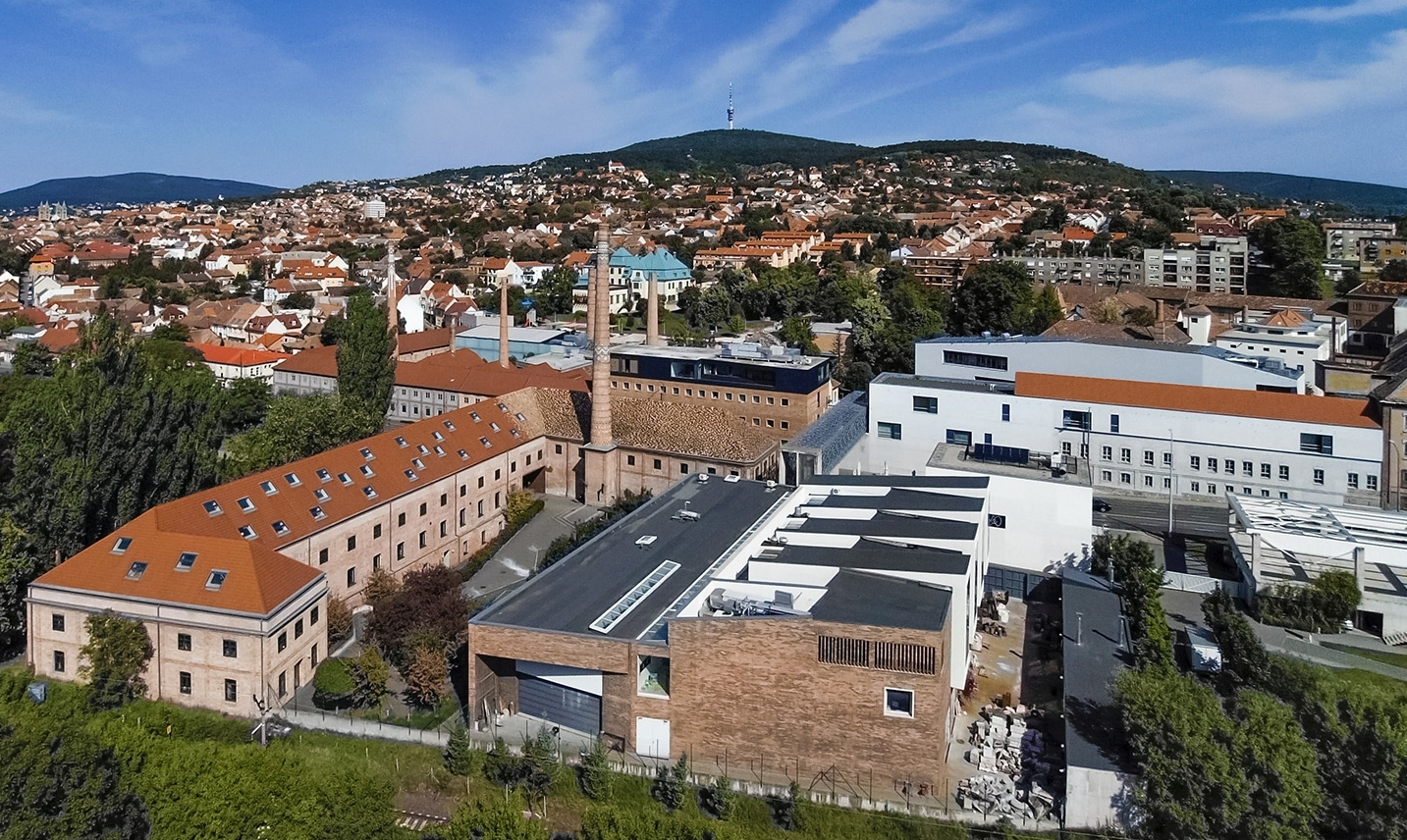
A PTE Művészeti Kar épületei felülnézetből (Horváth Gábor fotója)

A Művészeti Karnak otthont adó épület hosszú évekig a Damjanich utca 20. szám alatt volt, amíg 2011-ben elkészült a Zsolnay Negyed Egyetemi negyede, így a Kart a város új kulturális központjába helyezték át, ahol színvonalas körülmények között tudja fogadni a művészeti képzések iránt érdeklődő hallgatókat.  
A Kar önálló önálló oktatási, kutatási szervezeti egységei: Design és Médiaművészeti Intézet, Képzőművészeti Intézet, Zeneművészeti Intézet, Művészettörténet Tanszék. A Képzőművészeti Intézethez tartozik a Sepsiszentgyörgyi Képzőművészeti Tanszék, ahol festő és szobrász képzésekre jelentkezhetnek a hallgatók. A Kar doktori képzésének szervezeti kerete a Művészeti Doktori Iskola.
A Művészeti Kar által hirdetett képzések: szobrászat, festészet, restaurátor, intermédia, művészetterápia, tervezőgrafika, tárgyalkotás (kerámiatervezés, fémműves, üvegtervező, divat- és textiltervező), zeneművészet (hangszeres előadóművészet, jazz, ének, kóruskarnagy), tanári szakok (hangszeres zenetanár, ének-zenetanár, jazztanár, képzőművész-tanár, design és vizuális művészet), elektronikus zenei médiaművészet, doktori (DLA) képzés képzőművészeti és zeneművészeti területen. A külföldi hallgatók angol nyelvű képzéseken vesznek részt.

#### Műszaki és Informatikai Kar

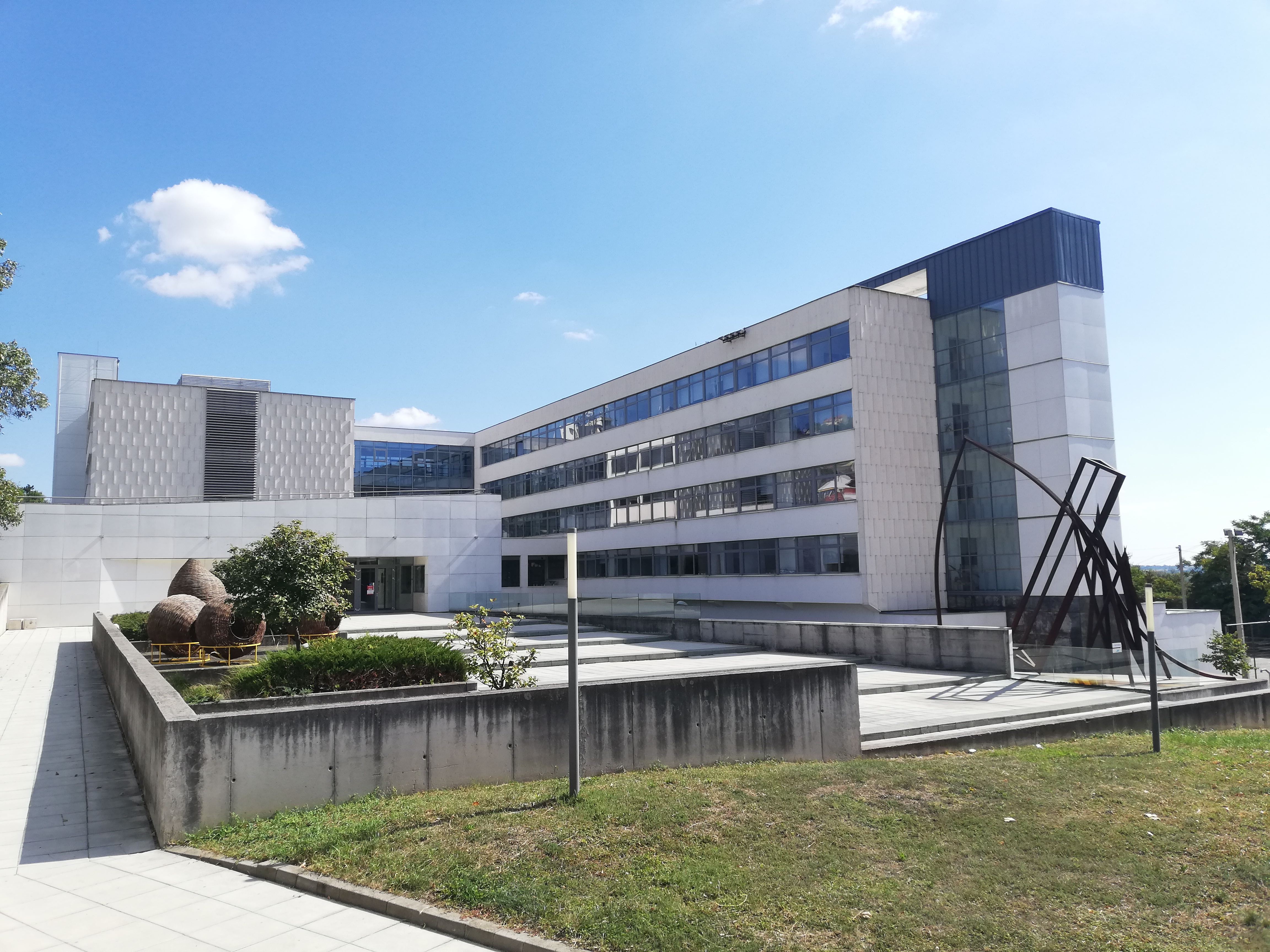
A MIK kampusza

A Műszaki és Informatikai Kart 1970-ben alapították, akkor még önálló főiskolaként. Jogelőd intézménye egy építőipari és gépészeti felsőfokú technikum volt. Névadója eredetileg a neves klasszicista építész Pollack Mihály, aki az 1800-as években számos középület, templom és vidéki kúria alkotójaként szerzett világra szóló hírnevet. A főiskola 1995. július 1-jei hatállyal integrálódott a Janus Pannonius Tudományegyetem, majd Pécsi Tudományegyetem szervezetébe, 2004-től pedig egyetemi karként működik. 2011-től változott a név Pollack Mihály Műszaki és Informatikai Karra (PTE PMMIK), így elnevezésében is mutatja a mérnökinformatika térnyerését az oktatásban és a kutatásban. 2015 márciusától az intézmény új neve Pécsi Tudományegyetem Műszaki és Informatikai Kar (PTE MIK).
A PTE Műszaki és Informatikai Kara a Dél-Dunántúl mérvadó építész-, mérnök-, és informatikusképző felsőoktatási intézménye, országos léptékben is a legdinamikusabban fejlődők között szerepel. Képzési palettáján az innovációképes műszaki szakmák szinte teljes skálája megmutatkozik. 2800 hallgatóval, több évtizedes tapasztalatával, megújított és kibővített egyetemi campusával, nemzetközi képzéseinek és a jelen lévő mintegy 500 nemzetközi hallgatónak köszönhetően Európa színes felsőoktatási környezetének egyik értékes eleme. A kar működésére az európai felsőoktatási trendeknek megfelelően a komplexitás, az integritás és a kortárs ismeretek átadásának igénye jellemző. A karon működő tanszékek, tudományos és szakmai platformok gyakran támaszkodnak a PTE-t körülvevő külső környezet tapasztalataira, innovációira a duális jellegű, ipari partner bevonásával zajló oktatás vagy pl. külső, ipari tanszékei által. A karon prosperáló kutatócsoportok, tudományos műhelyek többségében interdiszciplin témákkal, esetenként a műszaki szakmákon túlnyúló, pl. orvos-mérnök témákon dolgoznak.
A karon 2022-ben kilenc alapképzési (BA, BSc) szakra és nyolc mesterképzési (MA, MSc) szakra lehet jelentkezni. A hallgatók választhatnak a felsőoktatási szakképzések – műszaki felsőoktatási szakképzés, televíziós műsorkészítő – és a szakirányú továbbképzések széles skálájából, a Breuer Marcell Doktori Iskola pedig az építőművész DLA mellett a műszaki tudományon belül építészmérnöki tudományágban folytat PhD doktori képzést. 2013-ban az osztatlan építészképzésen szervezte meg a kar az első angol nyelvű oktatást, az azóta eltelt évek alatt mára több mint 500 főre emelkedett a világ minden tájáról a MIK-re érkező külföldi diákok száma. A karon 12 képzés érhető el angol nyelven, a 2021 szeptemberében indult Biomedical Engineering mesterszakot pedig kifejezetten angolul indították el. Mára országos ismertséget és elismertséget szerzett, így több ezer látogatót vonz a 2007-től a korábban külön megrendezett Építő, Épületgépészeti és Gépészeti és Villamos és Informatikai Szaknapok helyett minden évben megrendezett Pollack Expo. A szakkiállítást, nemzetközi és országos konferenciákat, mérnök-továbbképzést, állásbörzét egyesítő rendezvény az egyetem, az ipar és mérnöktársadalom találkozóhelye a tradíció, az innováció és a kooperáció szellemiségében.

#### Természettudományi Kar

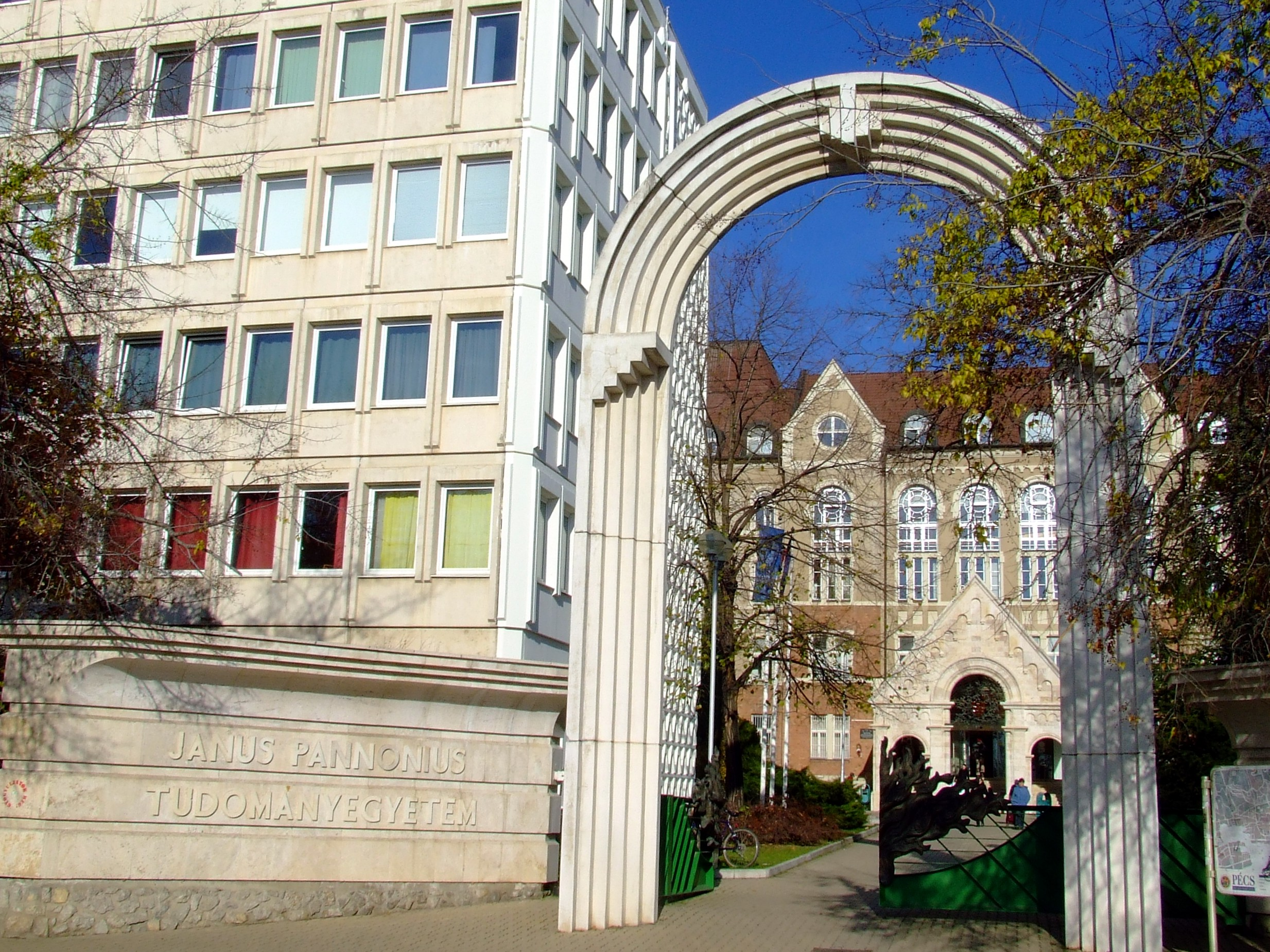
A Pécsi Tudományegyetem Természettudományi és Bölcsészettudományi karának bejárata

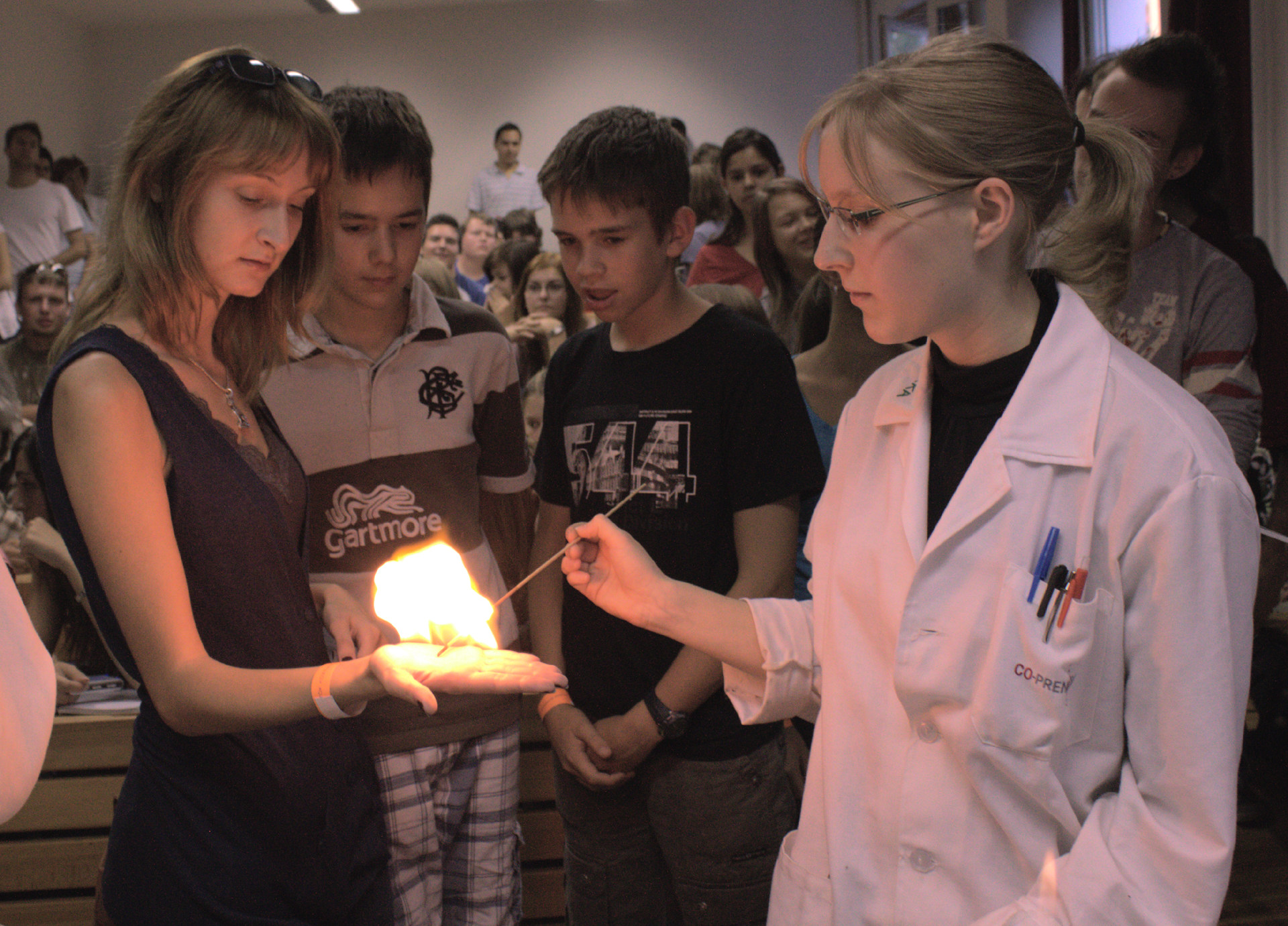
Kutatók Éjszakája a PTE Természettudományi karán, amely a hazai felsőoktatás népszerűsítési programjának a része

A PTE Természettudományi Karának jogelődjei részben a Nagy Lajos által 1367-ben alapított első magyar egyetem, illetve a pozsonyi Erzsébet Tudományegyetem, melyet 1921-ben helyeztek át Pécsre. Természettudományi oktatás 1948-ban indult Pécsen, az akkor még önálló Tanárképző Főiskolán. 1982-ben a korábbi főiskola Tanárképző Karként a Jogtudományi Karral és a Közgazdaságtudományi Karral tagja lett az akkor létrehozott Janus Pannonius Tudományegyetemnek. Ettől kezdve indult meg úgy a természettudományi, mint a bölcsész képzés egyetemi szintre emelkedése. Ennek eredményeként 1992-ben, az addig három karú egyetemen egy időben kialakulhatott a Természettudományi Kar és a Bölcsészettudományi Kar. Az 1910-es, 1920-as években elkészült, régi jezsuita gimnáziumi épületegyüttes felújítása 1991-ben indult meg. Ennek eredményeként 1992-re felépült a Bölcsészkarral közös kari könyvtár és aula, majd 1993-ban új hallgatói és kutatói laborszárnnyal, 1994-ben és 1995-ben pedig felújított előadótermekkel, szemináriumi helyiségekkel és dolgozószobákkal gyarapodott a Kar. 1997 nyarán adták át a tornacsarnokot és a modern uszodát magába foglaló új sportcentrum épületét. Az épületegyüttes rekonstrukciója 1998-ban befejeződött. Ezzel a Kar minden területe modern elhelyezést kapott.
A Természettudományi Kar épületegyüttese kitűnő rekreációs lehetőségeket magában rejtő környezetben foglal helyet. A TTK-BTK campus részét képezi a jelentős értékkel bíró botanikus kert, valamint a sportpálya, csakúgy, mint az új sportcentrum épülete. Közel 7 milliárd forint értékű beruházásból, 2012 nyarán készült el az új Szentágothai János Kutatóközpont, amelynek eszközeit nemcsak a kutatók, oktatók, hanem a kar hallgatói is igénybe vehetik.
A Kar szervezeti egységei: Biológiai Intézet, Fizikai Intézet, Földrajzi és Földtudományi Intézet, Kémiai Intézet, Matematikai és Informatikai Intézet, Sporttudományi és Testnevelési Intézet, a Számítástechnikai és Oktatástechnikai Központ valamint a Sportközpont. Az országban egyedülálló sajátosság, hogy a pécsi egyetemen testnevelő- és sporttudományi képzés folyik. Alapképzést 11 szakterületen (biológia, fizika, földrajz, földtudományi, kémia, matematika, gazdaságinformatikus, környezettan, programtervező informatikus, sportszervező, és testnevelő - edző) folytatnak, tanári és nem tanári szakokon egyaránt. A karon négy doktori iskolában folyik posztgraduális képzés: a Biológiai Doktori Iskolában, a Fizikai Doktori Iskolában, a Földtudományok Doktori Iskolában, továbbá a Kémiai Doktori Iskolában.

### Klinikai Központ

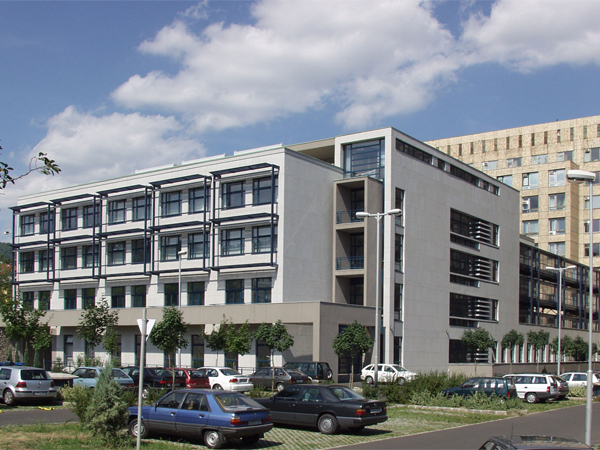
A Szívgyógyászati Klinika épülete

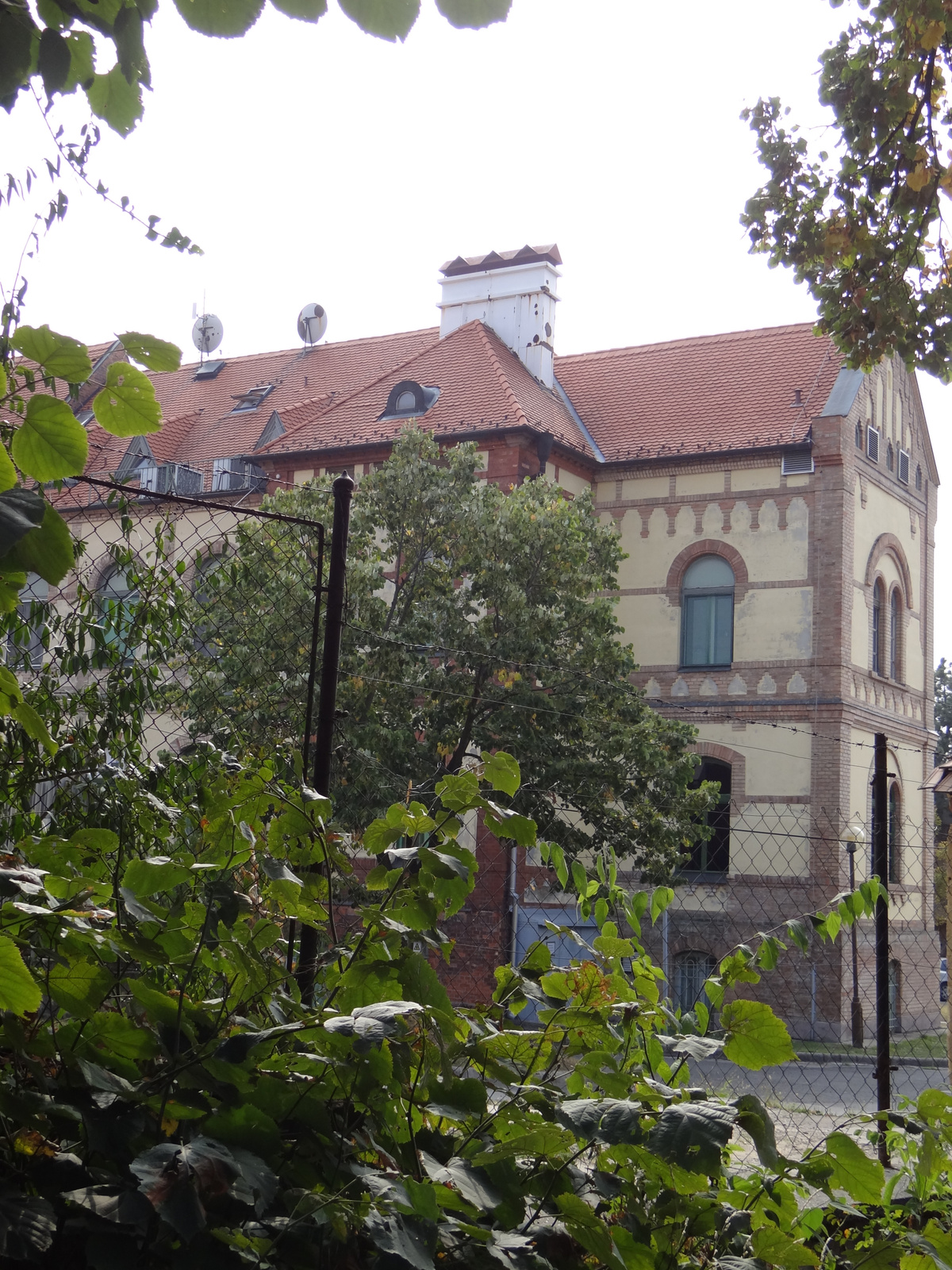
A Klinikai Központ egyik épülete

Mára a Klinikai Központ is szerves része a Pécsi Tudományegyetemnek. Magyarország egyik legnagyobb egészségügyi szolgáltatója, amelynek a gyógyítás mellett az oktatás és a kutatás is fő tevékenysége.
A Klinikai Központ több kisebb egységből (klinikából és intézetből) épül fel:
- I. sz. Belgyógyászati Klinika
- II. sz. Belgyógyászati Klinika és Nephrológiai, Diabetológiai Centrum
- Aneszteziológiai és Intenzív Terápiás Intézet
- Bőr-, Nemikórtani és Onkodermatológiai Klinika
- Érsebészeti Klinika
- Fogászati és Szájsebészeti Klinika
- Foglalkozás-egészségügyi és Munkahigiénés Központ
- Fül-Orr-Gégészeti és Fej-Nyaksebészeti Klinika
- Gyermekgyógyászati Klinika
- Idegsebészeti Klinika
- Immunológiai és Biotechnológiai Intézet
- Kórházhigiénés Szolgálat
- Laboratóriumi Medicina Intézet
- Neurológiai Klinika
- Onkoterápiás Intézet
- Ortopédiai Klinika
- Orvosi Genetikai Intézet
- Orvosi Képalkotó Klinika
- Orvosi Mikrobiológiai és Immunitástani Intézet
- Orvosi Rehabilitáció és Fizikális Medicina önálló Tanszék
- Pathologiai Intézet
- Pszichiátriai és Pszichoterápiás Klinika
- Reumatológiai és Immunológiai Klinika
- Sebészeti Klinika
- Sürgősségi Orvostani Tanszék
- Szemészeti Klinika
- Szívgyógyászati Klinika
- Szülészeti és Nőgyógyászati Klinika
- Traumatológiai és Kézsebészeti Klinika
- Urológiai Klinika

### Gyakorlóiskolák
- Pécsi Tudományegyetem Gyakorló Általános Iskola, Gimnázium és Óvoda (Az intézmény székhelye: 7633 Pécs, Dr. Veress Endre u. 15.)[62]
  - Intézményegység: 1. PTE Gyakorló Általános Iskola és Gimnázium Babits Mihály Gimnáziuma(7633 Pécs, Dr. Veress Endre u. 15.)[63]
  - Intézményegység: 2. PTE Gyakorló Általános Iskola és Gimnázium Deák Ferenc Gimnáziuma és Általános Iskolája (7624 Pécs, Őz u. 2.)[64]
  - Intézményegység: 3. PTE Gyakorló Általános Iskola és Gimnázium 1. Számú Általános Iskolája (7624 Pécs, Alkotmány u. 38.)[65]
  - Intézményegység: 4. PTE Gyakorló Általános Iskola és Gimnázium Óvodája (7624 Pécs, Szigeti út 12.)[66]
- Pécsi Tudományegyetem Szociális és Egészségügyi Szakgimnázium és Szakközépiskola (7632 Pécs, Berek utca 15.)[67]
  - Tagintézmény: PTE Szociális és Egészségügyi Szakgimnázium és Szakközépiskola Szent-Györgyi Albert Tagintézmény (9700 Szombathely, Jókai Mór utca 14.)[68]
- Pécsi Tudományegyetem Illyés Gyula Gyakorló Általános Iskola, Alapfokú Művészeti Iskola és Gyakorlóóvoda (7100 Szekszárd, Mátyás király utca 5.)[69]
- Pécsi Tudományegyetem Szigeti-Gyula János Egészségügyi Szakgimnázium és Szakközépiskola (7400 Kaposvár, Szent Imre utca 14/D.)[70]
- Pécsi Tudományegyetem Kelemen Endre Egészségügyi Technikum és Szakképző Iskola (7100 Szekszárd, Szent-Györgyi Albert utca 8–10.)[71]

### Kollégiumok

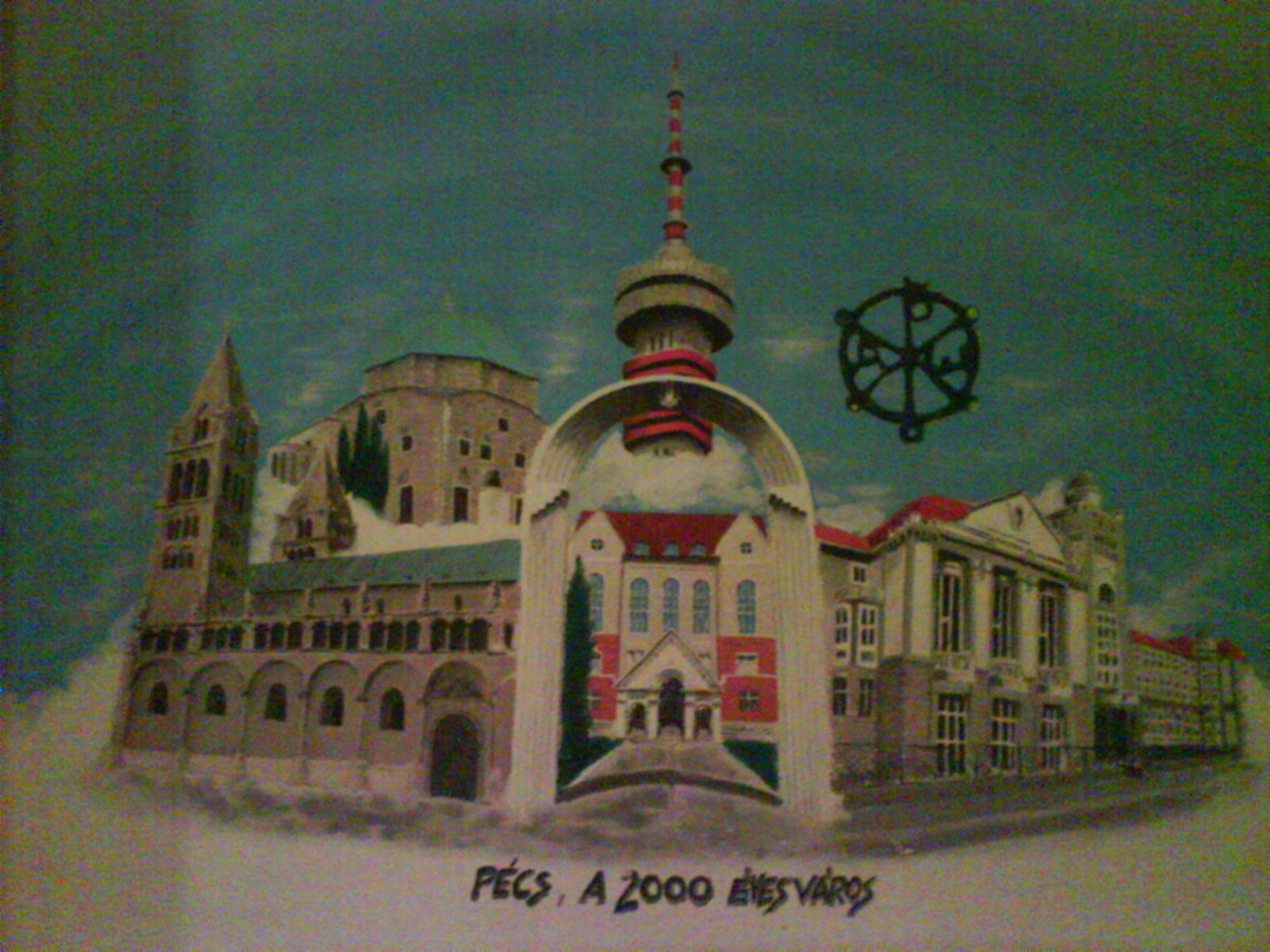
Rosta Tibor festménye a Szántó kollégium bejáratával szemben lévő falon

- PTE ÁOK Balassa János Kollégium (7624 Pécs, Jakabhegyi út 6.)
- Boszorkány Kollégium (7624 Pécs, Boszorkány út 2.)
- Hunyor vendégház és diákszálló (7624 Pécs, Jurisics Miklós utca 16.)
- Jakabhegyi Kollégium (7635 Pécs, Jakabhegyi út 8.)
- Kultúratudományi, Pedagógusképző és Vidékfejlesztési Kar Kollégiuma (7100, Szekszárd, Mátyás király utca 3.)
- Laterum kollégium (7633 Pécs, Hajnóczy út 37–39.)
- Szalay László Kollégium (Univ) (7622 Pécs, Breuer Marcell sétány 2.)
- Szántó Kollégium (7633 Pécs, Szántó Kovács János utca 1/d)
- Damjanich Kollégium (7624 Pécs, Damjanich utca 30.)
- ETK Kaposvári Kollégium (7400 Kaposvár, Szent Imre utca 14/b)
- ETK Szombathelyi Kollégium (9700 Szombathely, Jókai Mór utca 14.)
- ETK Zalaegerszegi Kollégium (Zalaegerszeg, Landorhegyi u. 23., 33.) [72]

Korábbi kollégiumok
- Balassa János Kollégium (7624 Pécs, Jakabhegyi út 6.)
- Szent Mór Kollégium (7622 Pécs, 48-as tér 4.)

### Szakkollégiumok
A szakkollégiumok felsőoktatási intézmények mellett működő öntevékeny hallgatói csoportok, amelyek elősegítik tagjaik szakmai és tudományos előmenetelét, a csoportban végzett tevékenységek pedig közösségi élményt nyújtanak. Céljuk továbbá a társadalmi problémák iránt fogékony értelmiségiek képzése. A Pécsi Tudományegyetemen 18 szakkollégium működik, többségük a karokhoz kötődő szakmai profillal, közülük nem mindegyik rendelkezik kollégiumi férőhellyel. Nem közvetlenül a PTE-hez köthető a Márton Áron Szakkollégium, amely elsősorban a határon túli magyar hallgatók elhelyezését, támogatását hivatott ellátni.
A PTE szakkollégiumai:
- B2 Transzdiszciplináris Szakkollégium (MIK)
- Grastyán Endre Szakkollégium (összegyetemi)
- Janus Pannonius Közgazdasági Szakkollégium (KTK)
- Juhász Jenő Szakkollégium (MIK)
- Kerényi Károly Szakkollégium (BTK)
- Óriás Nándor Szakkollégium (ÁJK)
- Szentágothai János Protestáns Szakkollégium (TTK)
- Társadalmi Befogadás Szakkollégiuma (KPVK)
- Wlislocki Henrik Szakkollégium (BTK)
- Cholnoky László Szakkollégium (ÁOK, GYTK)
- Lift Szakkollégium (MK)
- Művészek a Művészetért Szakkollégium (MK)
- PTE ÁOK Romhányi György Szakkollégium (ÁOK)
- Egészségtudományi Szakkollégium (ETK)
- Illyés Gyula Szakkollégium (KPVK)
- Kosztolányi Dezső Szakkollégium
- Márton Áron Szakkollégium
- Tanárjelöltek Szakkollégiuma

### Egyetemi média
- UnivPécs (egyetemi újság)
- univpecs.com[74]
- Universitas Televízió[75]
- Nyitott Egyetem[76]

## A világ egyetemeinek és a magyarországi egyetemek rangsorában
|                                      | 2016    | 2017    | 2018    | 2019    | 2020     | 2021    | 2022     | 2023      |
| ------------------------------------ | ------- | ------- | ------- | ------- | -------- | ------- | -------- | --------- |
| Center for World University Rankings |         |         |         |         |          |         | 1135     |           |
| HVG                                  |         |         |         | 6       | 7        |         | 8        |           |
| QS                                   | N.A.    | 701-750 | 751-800 | 701-750 | 651-700  | 651-700 | 651-700  | 701-750   |
| Times Higher Education               | 601-800 | 601-800 | 601-800 | 601-800 | 801-1000 | 601-800 | 801-1000 | 1001-1200 |

## Az Erzsébet Tudományegyetem és a Pécsi Tudományegyetem rektorai (1912–2022)

### Erzsébet Tudományegyetem (1912–1948)
- 1913–1914 Kérészy Zoltán[83][84]
- 1914–1915 Falcsik Dezső
- 1915–1916 Polner Ödön
- 1916–1917 Kérészy Zoltán[84]
- 1917–1918 Finkey Ferenc
- 1918–1919 Polner Ödön
- 1919–1920 Fenyvessy Béla
- 1920–1921 Lukinich Imre
- 1921–1922 Heim Pál
- 1922–1923 Kérészy Zoltán[84]
- 1923–1924 Halasy-Nagy József
- 1924–1925 Mihálffy Ernő[85]
- 1925–1926 Bakay Lajos
- 1926–1927 Gyomlay Gyula
- 1927–1928 Vasváry Ferenc[86]
- 1928–1929 Imre József
- 1929–1930 Weszely Ödön
- 1930–1931 Bozóky Géza
- 1931–1932 Entz Béla
- 1932–1933 Hodinka Antal
- 1933–1934 Pázmány Zoltán[87]
- 1934–1935 Mansfeld Géza
- 1935–1936 Prinz Gyula
- 1936–1937 Dambrovszky Imre
- 1937–1938 Scipiades Elemér[88]
- 1938–1939 Birkás Géza
- 1939–1940 Vinkler János
- 1940–1941 Tóth Zsigmond[89]
- 1941–1942 Vargha Damján György
- 1942–1943 Schaurek Rafael
- 1943–1944 Ángyán János
- 1944–1945 Holub József
- 1945–1946 Entz Béla
- 1946–1947 Krisztics Sándor[90]

### A Pécsi Tudományegyetem Állam- és Jogtudományi Kar rektori jogú dékánjai (1950–1974)
- 1951–1956 Kocsis Mihály
- 1956–1957 Kauser Lipót[91]
- 1957–1964 Bihari Ottó
- 1964–1968 Csizmadia Andor
- 1968–1974 Szotáczky Mihály[92]
- 1974–1975 Földvári József

### Az Orvosi Kar rektori jogú dékánjai (1951–1956) és a Pécsi Orvostudományi Egyetem rektorai (1957–1999)
- 1951–1954 Méhes Gyula (rektori jogú dékán)
- 1954–1956 Boros Béla (rektori jogú dékán)
- 1956–1957 Lissák Kálmán (rektori jogú dékán)
- 1957–1961 Huth Tivadar[93]
- 1961–1964 Cholnoky László
- 1964–1967 Donhoffer Szilárd
- 1967–1973 Boros Béla
- 1973–1979 Tigyi József
- 1979–1985 Flerkó Béla
- 1985–1991 Bauer Miklós
- 1991–1997 Kelényi Gábor[94]
- 1997–1999 Bellyei Árpád

### A Janus Pannonius Tudományegyetem rektorai (1975–1999)
- 1975–1984 Földvári József
- 1984–1992 Ormos Mária
- 1992–1994 Hámori József
- 1994–1997 Barakonyi Károly
- 1997–1999 Tóth József

### A Pécsi Tudományegyetem rektorai (2000–)
- 2000–2003 Tóth József
- 2003–2007 Lénárd László
- 2007–2010 Gábriel Róbert
- 2010–2018 Bódis József
- 2018– Miseta Attila

## Híres diákok, tanárok
Az Erzsébet Tudományegyetem szócikk közölte az 1913–1948 között működött neves tanárait és ezek fényképalbumát, így ez a felsorolás az említett tanárok nevét nem tartalmazza.
- Ádám Antal jogász, alkotmánybíró
- Agárdi Péter irodalomtörténész
- Aknai Tamás művészettörténész

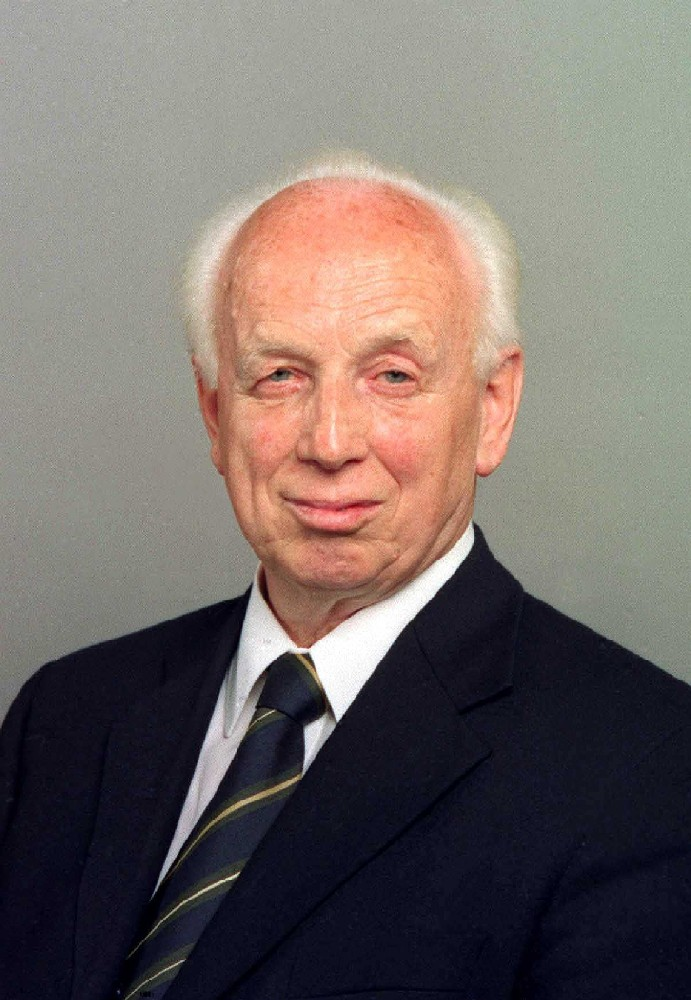
Mádl Ferenc

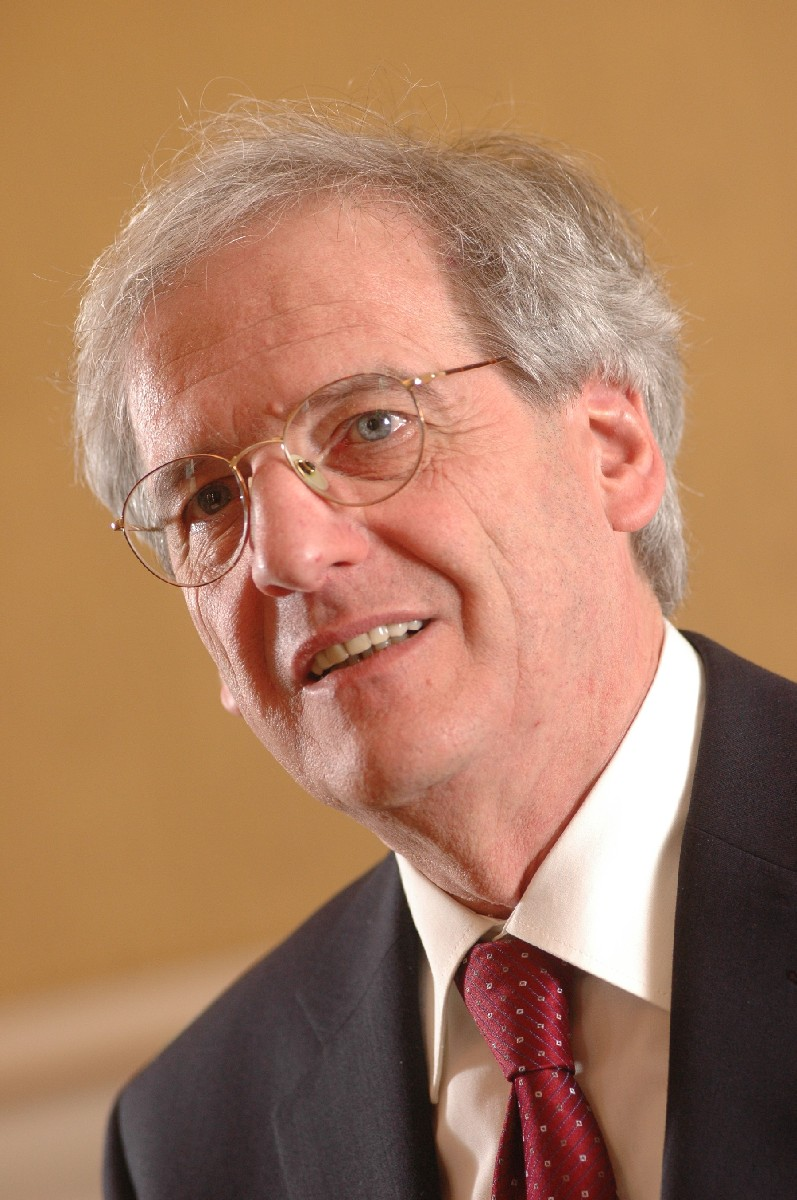
Sólyom László

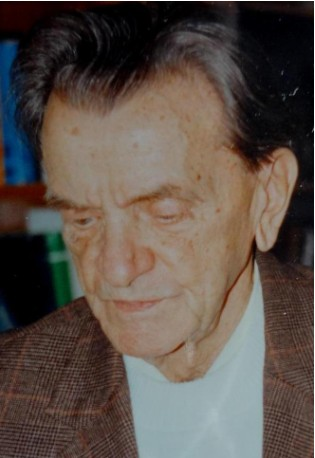
Simonyi Károly

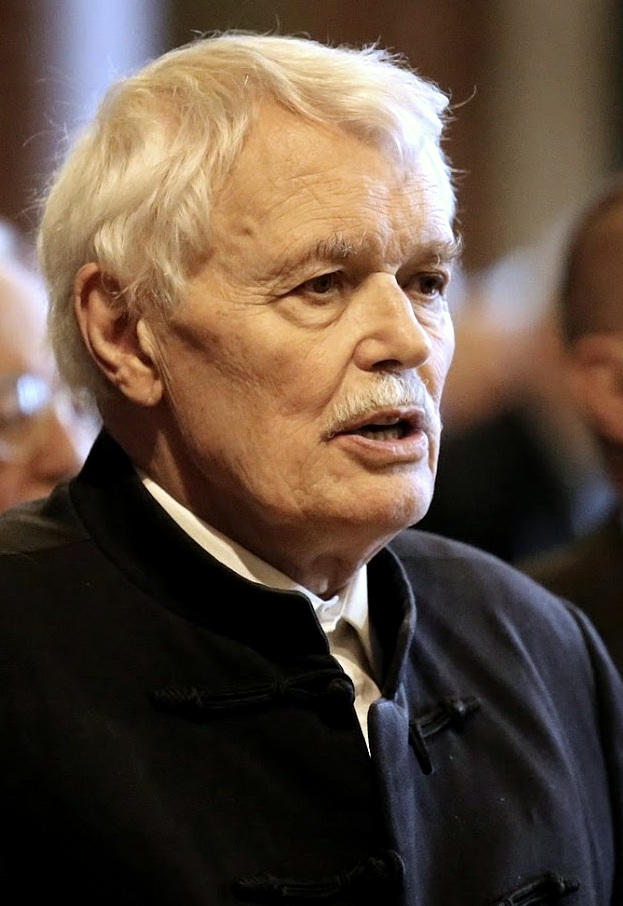
Andrásfalvy Bertalan

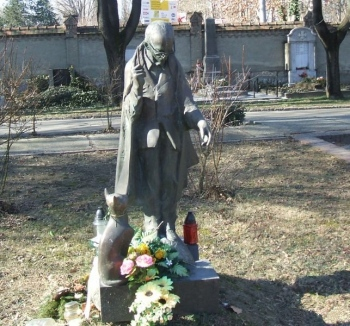
Grastyán Endre

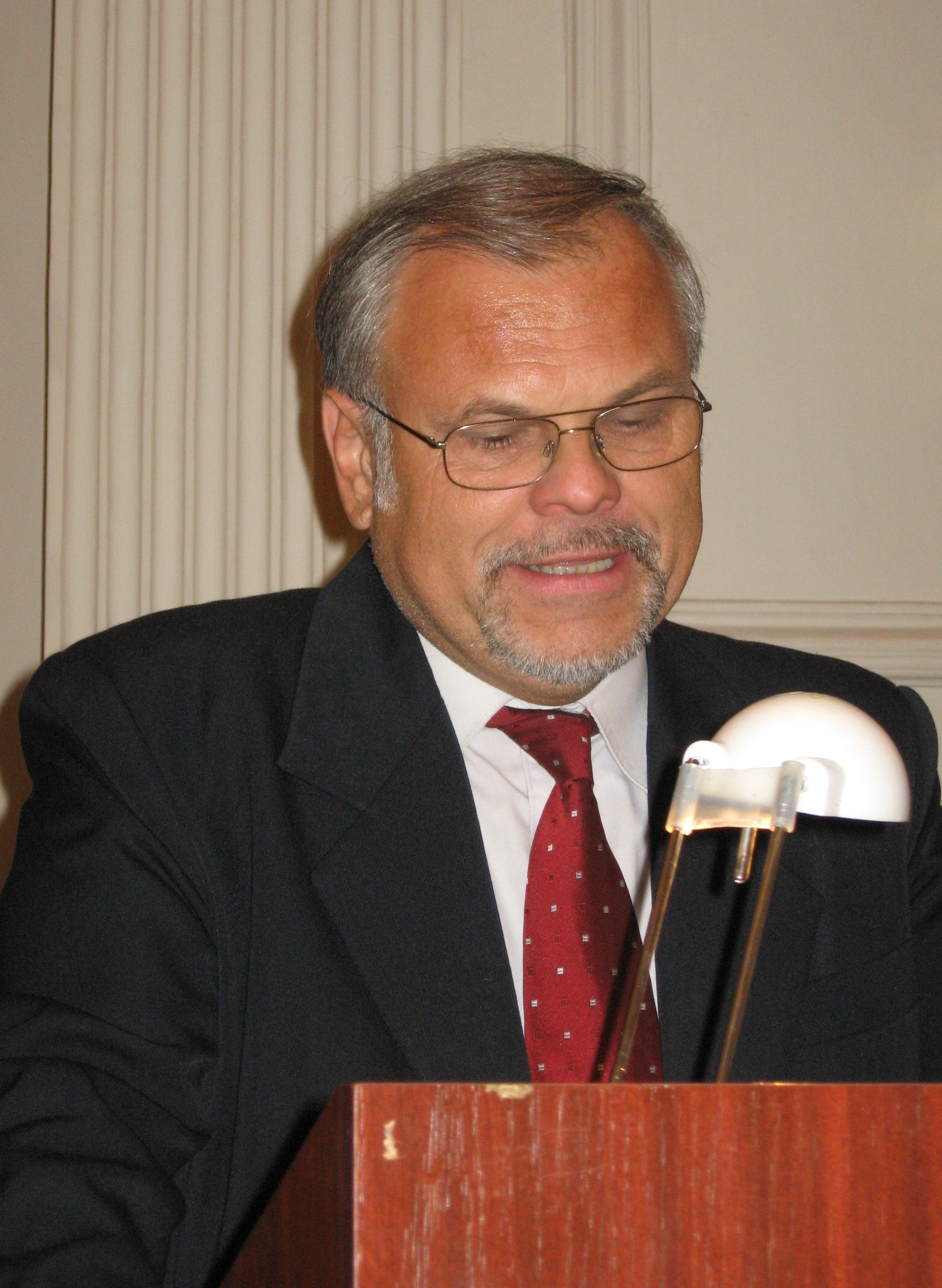
Kengyel Miklós

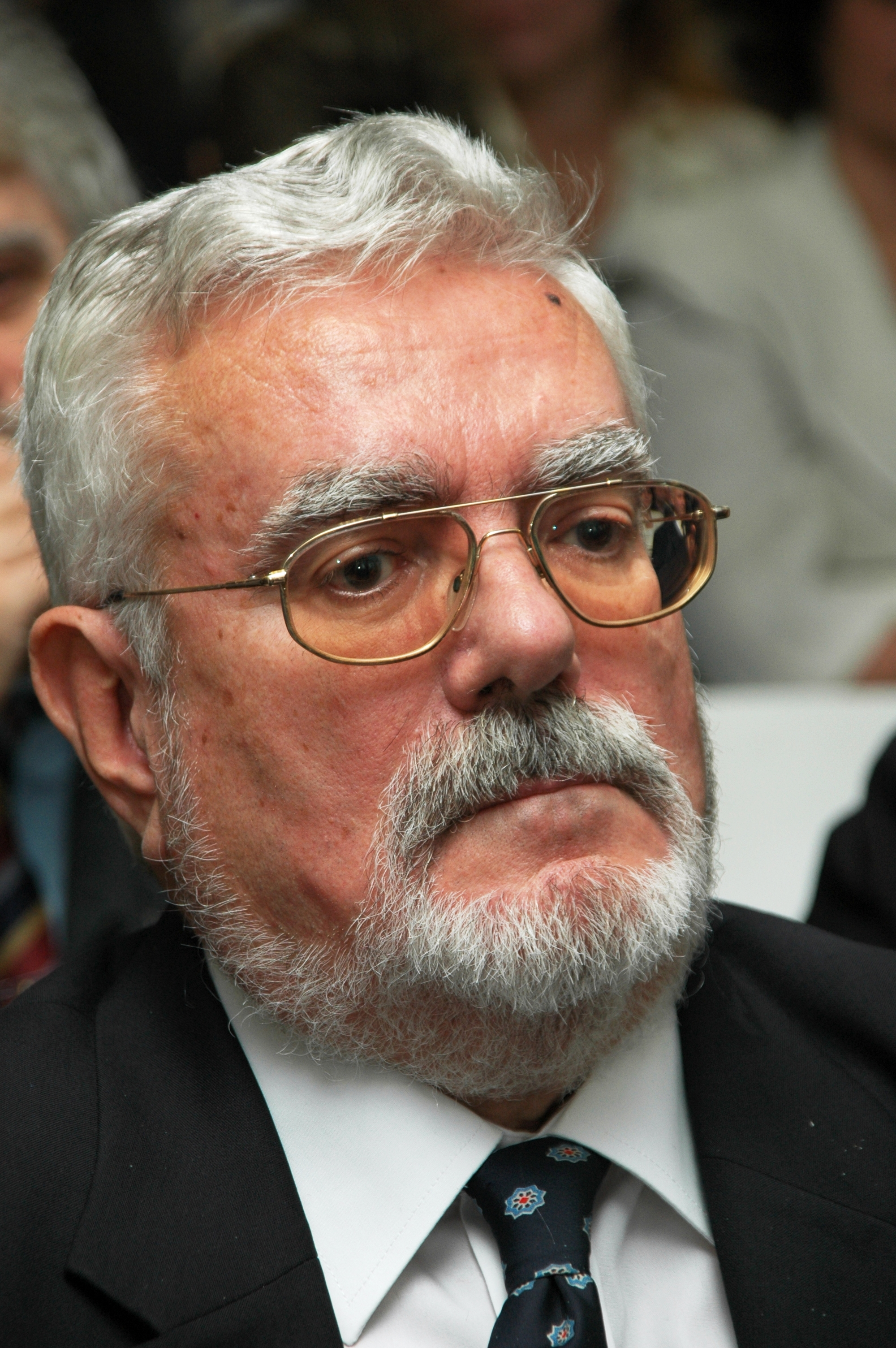
Bruhács János

Benedek Ferenc

- Andrásfalvy Bertalan etnográfus, politikus, volt miniszter
- Antal György karnagy
- Apagyi Mária zenetanár, zongoraművész
- Bachman Zoltán építész
- Bagi Zsolt filozófus, irodalmár
- Bagossy László színházrendező, író, egyetemi tanár
- Bársony János (építészmérnök) statikus mérnök
- Bánfalvi Béla Liszt Ferenc-díjas magyar hegedűművész
- Bauer Miklós orvos, volt rektor
- Bánfalvi Béla hegedűművész
- Bánky József zeneszerző, zenepedagógus
- Barakonyi Károly közgazdász, volt rektor
- Bárdi László orientalista, egyetemi docens
- Bécsy Tamás esztéta
- Beck Zoltán énekes-dalszerző, egyetemi adjunktus
- Beke Jenő közgazdász, egyetemi docens
- Bélyácz Iván közgazdász, a Magyar Tudományos Akadémia rendes tagja
- Benke József történész, az arabisztika kutatója
- Bellyei Árpád orvos, volt rektor
- Benedek Ferenc jogász
- Bencsik István szobrászművész
- Bereczkei Tamás pszichológus
- Bergics Lajos zenetanár
- Bergou János fizikus
- Bihari Ottó jogász, a Magyar Tudományos Akadémia rendes tagja
- Bódis József orvos, politikus, volt rektor
- Bókay Antal irodalomtörténész
- Borhidi Attila botanikus, ökológus, a Magyar Tudományos Akadémia rendes tagja
- Bretter Zoltán filozófus
- Bruhács János jogász
- Buday-Sántha Attila agrármérnök, közgazdász
- Buzsáki György orvos, a Magyar Tudományos Akadémia külső tagja
- Csernus Valér orvos
- Csiky Ottó jogász
- Dávid Ibolya politikus, volt miniszter
- Dóczi Tamás orvos, a Magyar Tudományos Akadémia rendes tagja
- Dövényi Zoltán geográfus
- Ember István orvos
- Enyedi György geográfus, a Magyar Tudományos Akadémia rendes tagja
- Fejtő Ferenc író, publicista
- Flerkó Béla orvos, a Magyar Tudományos Akadémia rendes tagja, volt rektor
- Font Márta történész
- Földvári József jogász, volt rektor
- Földes Iván (1914–1983) jogász
- Fülei-Szántó Endre nyelvész
- Gaszner Péter orvos, pszichiáter
- Gazdag László közgazdász
- Gyöngyössy Zoltán fuvola művész, zeneszerző
- Grastyán Endre orvos, a Magyar Tudományos Akadémia levelező tagja
- Gyurcsány Ferenc közgazdász, volt miniszterelnök
- Hajdu Ottó statisztikus, MTA doktora, egyetemi tanár
- Hámori József agykutató, rektor, a Magyar Tudományos Akadémia rendes tagja, volt miniszter
- Hebling János fizikus
- Hetesi István irodalomtörténész
- Hoppál Péter karnagy, egyetemi adjunktus, politikus, volt államtitkár
- Hoóz István demográfus, dékán, rektorhelyettes
- Horányi Özséb kommunikációs szakember
- Horvát Adolf Olivér római katolikus pap, ciszterci szerzetes, botanikus
- Horváth Gyula közgazdász
- N. Horváth Béla irodalomtörténész
- Hraskó Péter fizikus
- Janszky József fizikus, a Magyar Tudományos Akadémia rendes tagja
- Jobst Kázmér orvos, a Magyar Tudományos Akadémia rendes tagja
- Kajtár István jogász
- Kálmán C. György irodalomtörténész
- Kardos Tibor irodalomtörténész, filológus, a Magyar Tudományos Akadémia rendes tagja
- Karsai György irodalomtörténész
- Kátai Imre matematikus
- Katus László történész
- Kecskés László jogász, a Magyar Tudományos Akadémia rendes tagja
- Kelemen László pszichológus
- Kellermayer Miklós orvos
- Kellner Béla orvos, onkológus, a Magyar Tudományos Akadémia tagja
- Kengyel Miklós jogász, rektor
- Kerese István kutató gyógyszerész, biokémikus
- Kertész Attila karnagy
- Keserü Ilona festőművész
- Kézdi Balázs pszichológus
- Kilár Ferenc kémikus, Akadémiai Díjas
- Kincses Veronika opera-énekesnő
- Kiss György jogász, Magyar Tudományos Akadémia tagja
- Kiss László jogász, alkotmánybíró
- Klein Sándor pszichológus
- Klemm Antal nyelvész, finnugrista, a Magyar Tudományos Akadémia tagja
- Koltai Dénes andragógus, pedagógus, dékán
- Komjáti Zoltán közgazdász
- Kollár László vegyészmérnök, a Magyar Tudományos Akadémia tagja
- Korinek László, jogász, a Magyar Tudományos Akadémia rendes tagja
- Kosztolányi György orvos, a Magyar Tudományos Akadémia rendes tagja
- Kovács Antal olimpikon
- Kovács L. Gábor orvos, a Magyar Tudományos Akadémia rendes tagja
- Kovacsics József jogász, statisztikus
- Környey István orvos, ideggyógyász, a Magyar Tudományos Akadémia rendes tagja
- Kulcsár Kálmán jogász, a Magyar Tudományos Akadémia rendes tagja
- Lakatos Márk stylist, show-rendező, divat-újságíró és jelmeztervező
- Lábady Tamás jogász, bíró
- Lakner Tamás Liszt Ferenc-díjas magyar karnagy
- Lantos Ferenc Kossuth- és Munkácsy Mihály-díjas magyar festő
- László János pszichológus
- Lénárd László orvos, a Magyar Tudományos Akadémia rendes tagja
- Lissák Kálmán orvos, a Magyar Tudományos Akadémia rendes tagja
- Lombosi Jenő újságíró, a Dunántúli Napló főszerkesztője
- Lovasi András énekes
- Mádl Ferenc, a Magyar Tudományos Akadémia rendes tagja, egykori köztársasági elnök
- Mánfai György diaporáma- és fotóművész
- Matheovits Ferenc, (1914–1995) a Demokrata Néppárt országgyűlési képviselője
- Marsalkó Dávid rapper, zenész
- Méhes Károly orvos, a Magyar Tudományos Akadémia rendes tagja
- Mellár Tamás, volt KSH elnök
- Ormos Mária történész, a Magyar Tudományos Akadémia rendes tagja
- Pálné Kovács Ilona politológus, a Magyar Tudományos Akadémia rendes tagja
- Pap Norbert geográfus, régész
- Papp Lajos (orvos) orvos
- Petrétei József volt igazságügy-miniszter
- Petri Gábor orvos, sebész, a Magyar Tudományos Akadémia rendes tagja
- Pinczehelyi Sándor képzőművész
- Polányi Imre történész
- Pozsgai Zsolt drámaíró
- Pytel József orvos
- P. Szűcs Julianna művészettörténész
- Rédey Katalin (1947-2025) statisztikus
- Rekettye Gábor közgazdász
- Rétfalvi Sándor szobrászművész
- Rohonyi Zoltán irodalomtörténész
- Rozs Tamás zenész, tanár
- Schipp Ferenc matematikus
- Schóber Tamás zeneszerző, karnagy
- Síklaki István szociálpszichológus
- Simonyi Károly mérnök, tudós
- Sipos Béla közgazdász
- Sólyom László, alkotmányjogász, volt köztársasági elnök
- Szentágothai János Kossuth-díjas anatómus, a Magyar Tudományos Akadémia volt elnöke
- Szili Katalin humánökológus, politikus, a Magyar Országgyűlés volt elnöke
- Szolcsányi János orvos, a Magyar Tudományos Akadémia rendes tagja
- Takáts József eszmetörténész, irodalmár, kritikus
- Tamás Lajos jogász
- Telegdy Gyula orvos, a Magyar Tudományos Akadémia rendes tagja
- Tillai Aurél karmester, zeneszerző
- Tillai Ernő építész
- Thomka Beáta irodalomtörténész, fordító
- Toller László jogász, politikus, polgármester
- Tolvaly Ernő festő
- Tóth József geográfus, rektor
- Tóth Mihály jogász
- Tóth Tibor történész
- Ujvári Jenő alpolgármester
- Varga Attila közgazdász, a Magyar Tudományos Akadémia tagja
- Vastagh Zoltán főigazgató, dékán
- Veress József (közgazdász) MTA doktora, egyetemi tanár, a BCE rektorhelyettese
- Vértes Marietta orvos
- Vidovszky László zenepedagógus, zeneszerző
- Visegrády Antal jogász
- Visy Zsolt régész
- Vörös József közgazdász, a Magyar Tudományos Akadémia rendes tagja
- Weiss János filozófus
- Zsigmond László történész, Kossuth-díjas történész, a Magyar Tudományos Akadémia tagja

## A Pécsi Tudományegyetem neves egyetemi tanárainak életrajzai és arcképcsarnoka
- PTE, legendás professzoraink. A sorozat szerzője Szilágyi László. A PTE kiváló egyetemi tanárai (Hozzáférés: 2022. január 28.)
- MTA doktorok a PTE-n. MTA doktorok a PTE-n (Hozzáférés: 2022. január 28.)
- PTE BTK korábbi dékánjainak az arcképcsarnoka. Arcképcsarnok (Hozzáférés: 2022. január 28.)
- PTE ÁOK egykori rektorait, dékánjait, neves professzorait mutatja be, fényképek és életrajzok. Arcképcsarnok (Hozzáférés: 2022. január 28.) arch*PTE ÁOK egykori rektorait, dékánjait, neves professzorait mutatja be, fényképek és életrajzok. Arcképcsarnok (Hozzáférés: 2022. január 28.)
- 50 éves a pécsi közgazdászképzés. 1970-ben alapították a KTK-t Pécsett (Hozzáférés: 2022. január 28.)
- 25 éves a Művészeti Kar. 1996-ban alapították a MK-t Pécsett (Hozzáférés: 2022. január 28.)

## Az Erzsébet Tudományegyetem és a Pécsi Tudományegyetem rektorainak (1913–2018) fényképalbuma

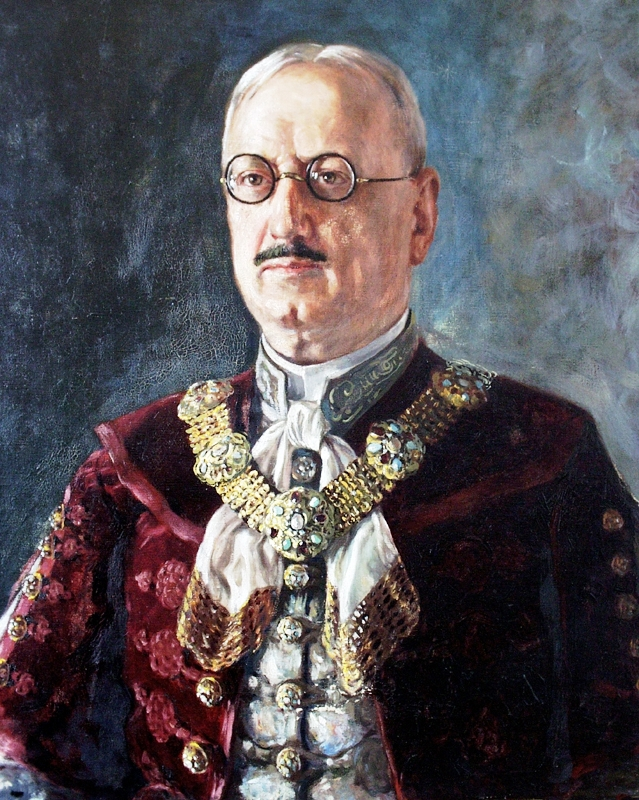
Kérészy Zoltán (1868–1953) jogász, rektor (1913/1914, 1916/1917 és 1922/1923)
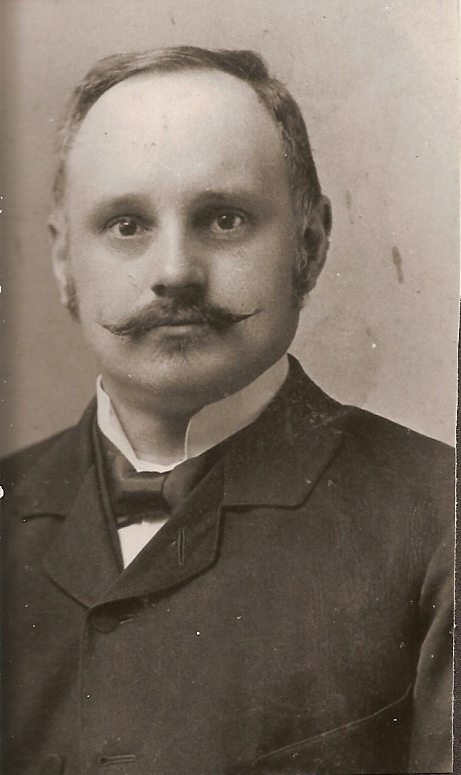
Falcsik Dezső (1862–1924) jogász, rektor (1914/1915)
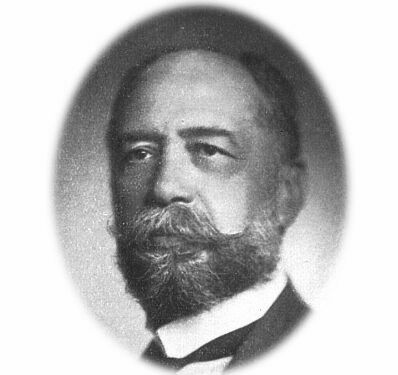
Polner Ödön (1865–1961) jogász, rektor (1915/1916 és 1918/1919)
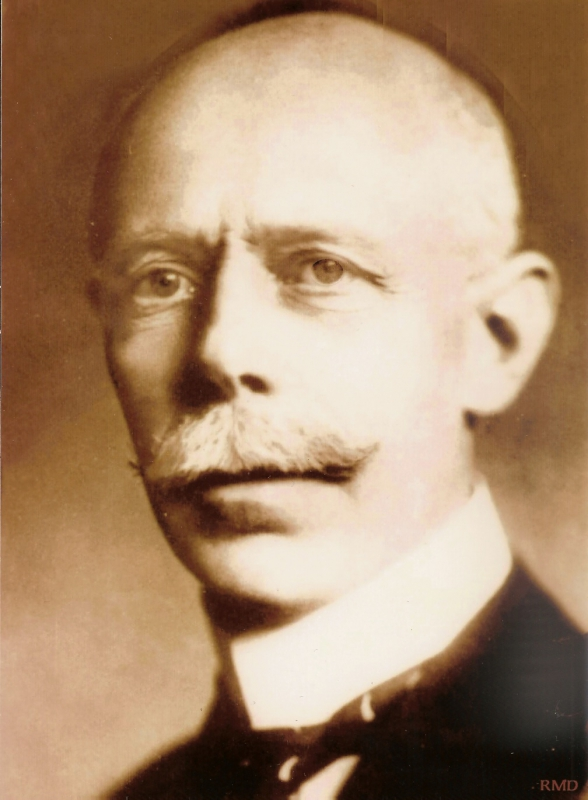
Finkey Ferenc (1870–1949) jogász, rektor (1917/1918)
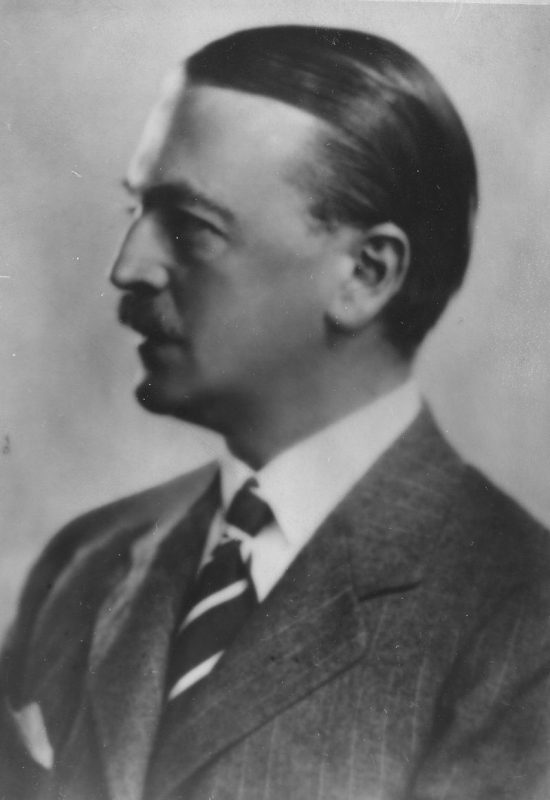
Imre József (1884–1945) orvos, rektor (1918/1919)
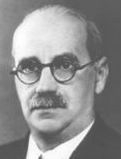
Fenyvessy Béla (1873–1954) orvos, rektor (1919/1920)
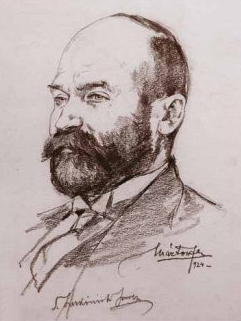
Lukinich Imre (1880–1950) történész, rektor (1920/1921)
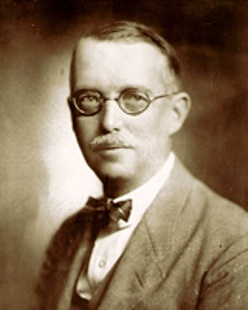
Heim Pál (1875–1929) orvos, rektor (1921/1922)
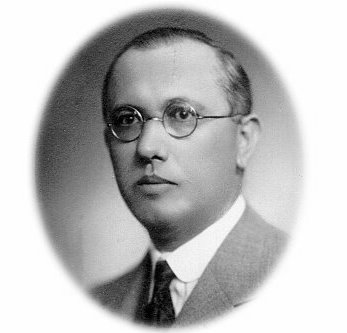
Halasy-Nagy József (1885–1976) filozófus, rektor (1923/1924)
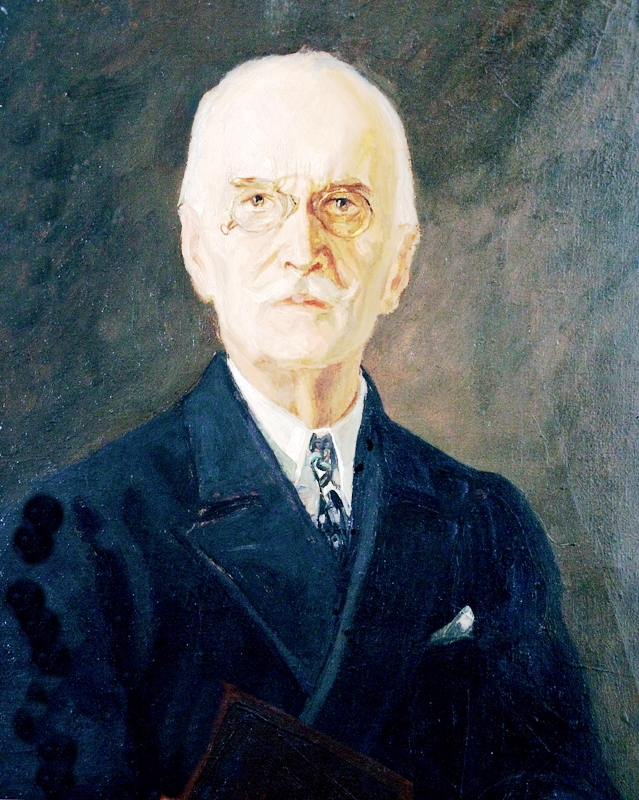
Mihálffy Ernő (1863–1945) jogász, közgazdász, rektor (1924/1925)
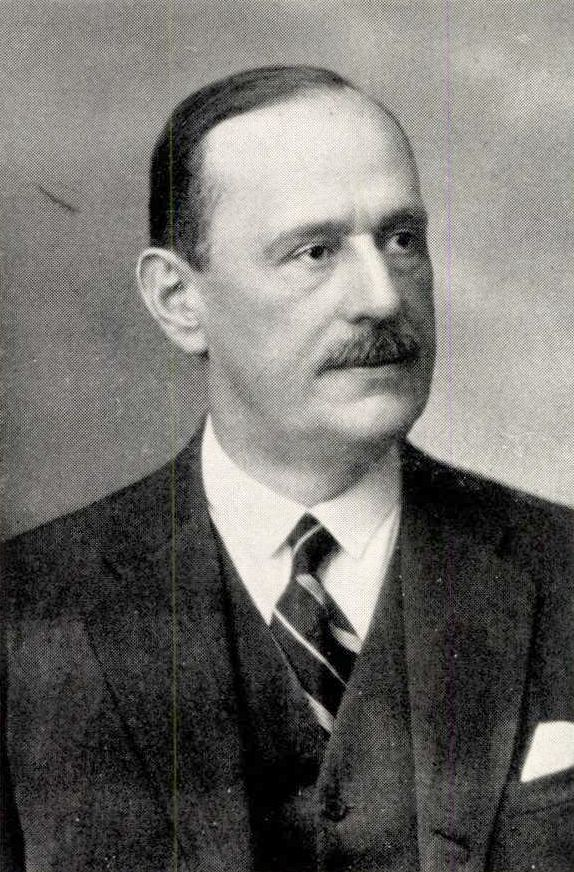
Bakay Lajos (1880–1959) orvos, rektor (1925/1926)
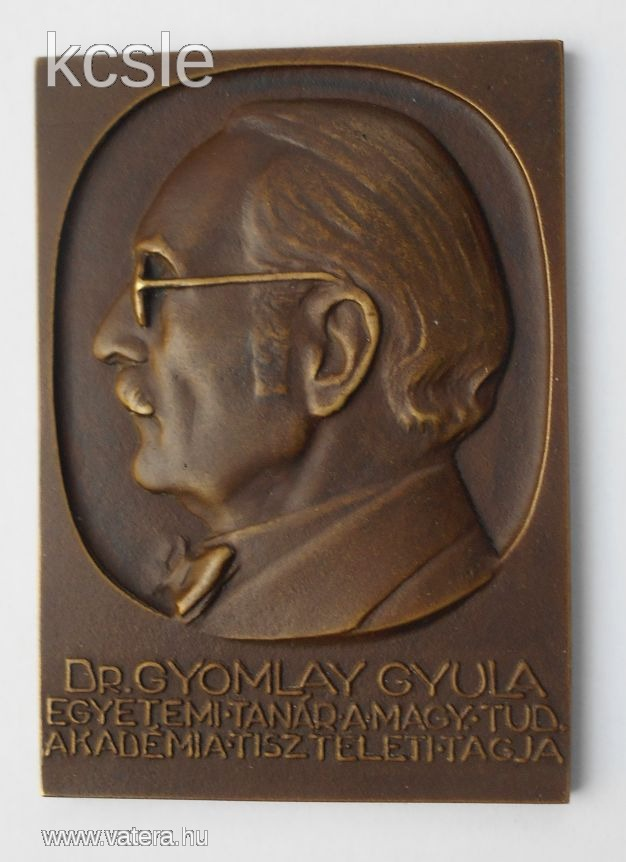
Gyomlay Gyula (1861–1942) bölcsész, rektor (1926/1927)
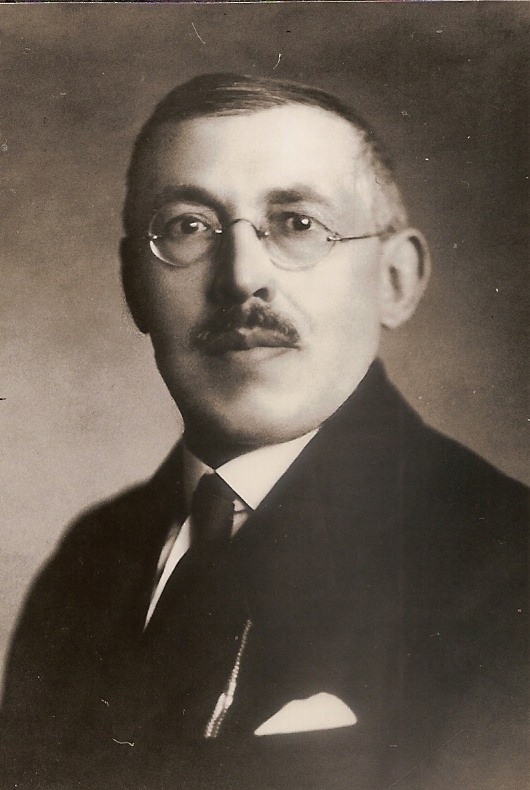
Vasváry Ferenc (1872–1952) statisztikus, rektor (1927/1928)
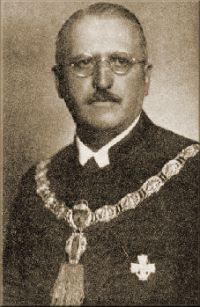
Weszely Ödön (1867–1935) statisztikus, rektor (1929/1930)
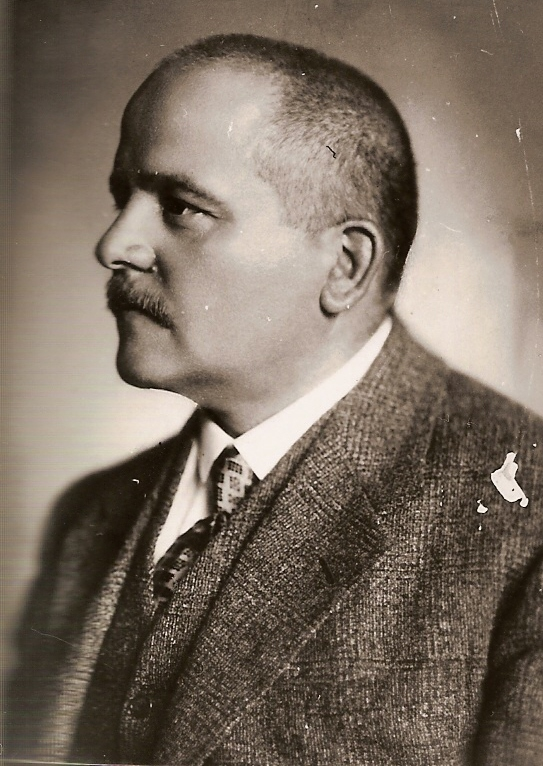
Bozóky Géza (1875–1960) jogász, rektor (1930/1931)
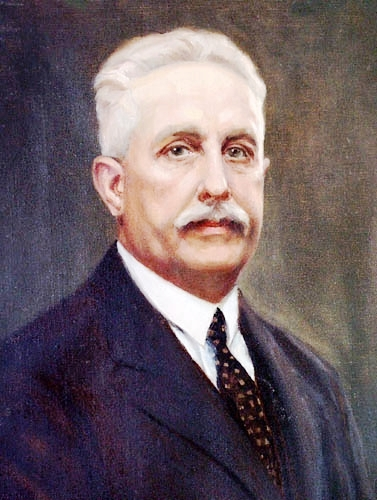
Entz Béla (1877–1959) orvos, rektor (1931/1932, 1945/1946)
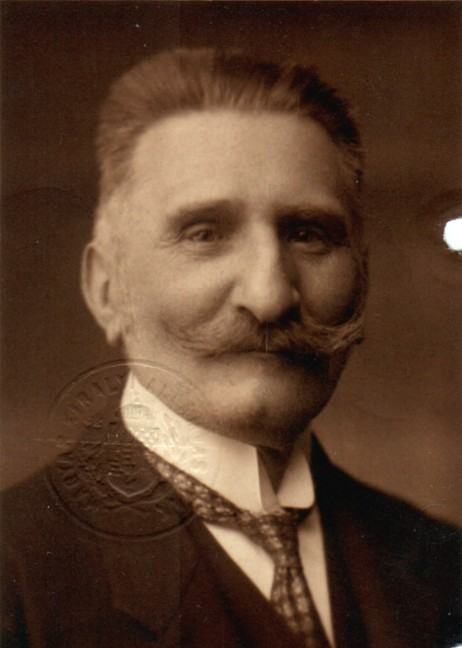
Hodinka Antal (1864–1946) történész, rektor (1932/1933)
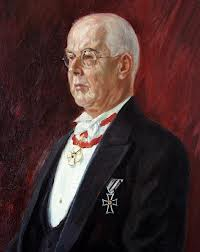
Pázmány Zoltán (1869–1948) jogász, rektor (1933/1934)
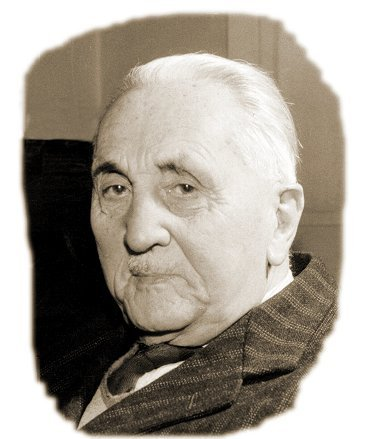
Prinz Gyula (1882–1973) geográfus, rektor (1934/1935)
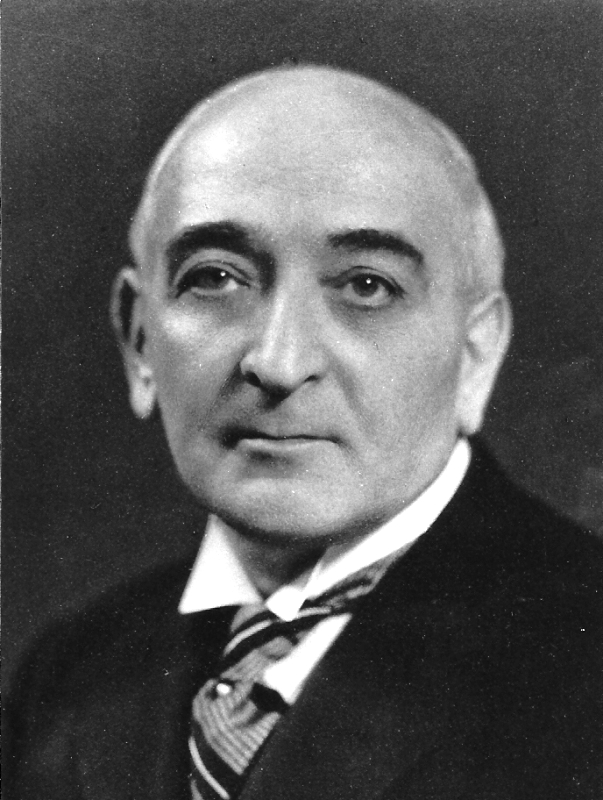
Mansfeld Géza (1882–1950), orvos, rektor (1934/1935)
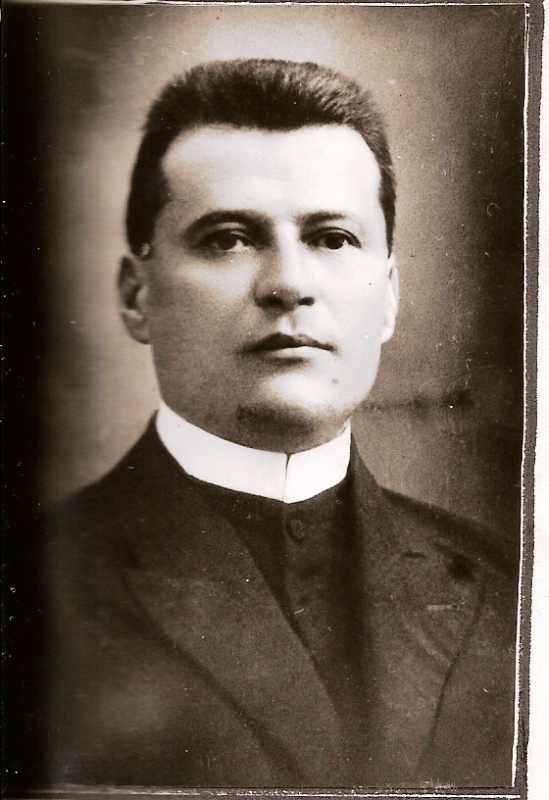
Dambrovszky Imre (1869–1945) pap, jogász, rektor (1936/1937)
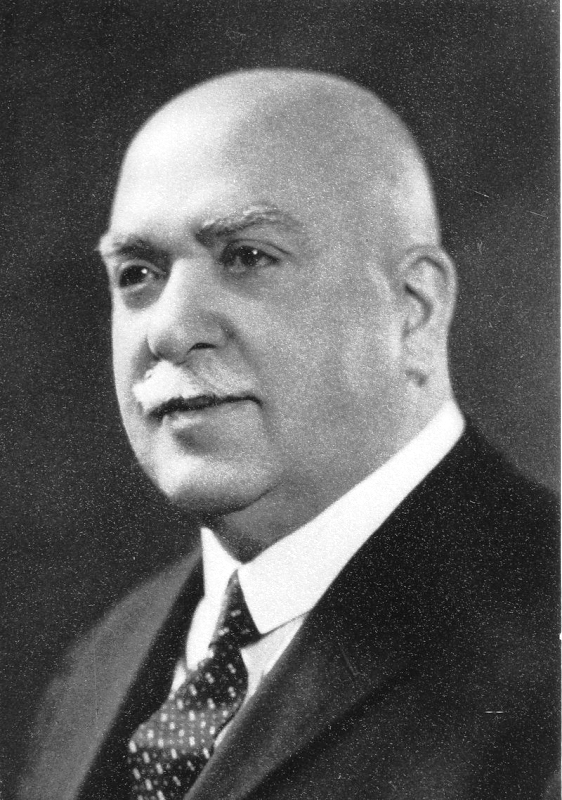
Scipiades Elemér (1875–1944) orvos, rektor (1937/1938)
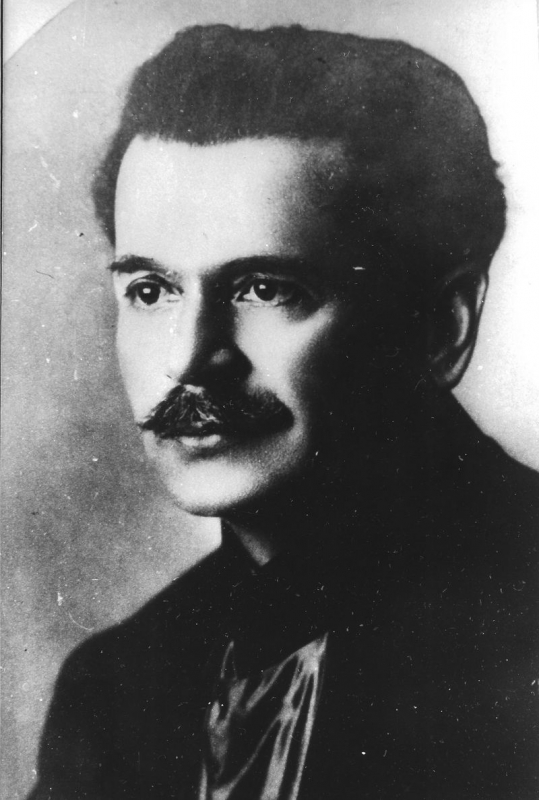
Birkás Géza (1879–1951) bölcsész, rektor (1938/1939)
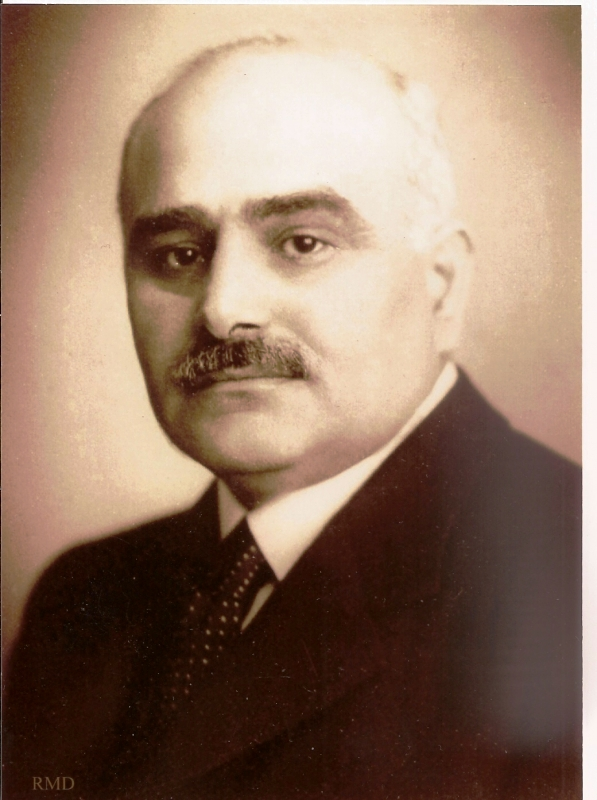
Vinkler János (1886–1968) jogász, rektor (1939/1940)
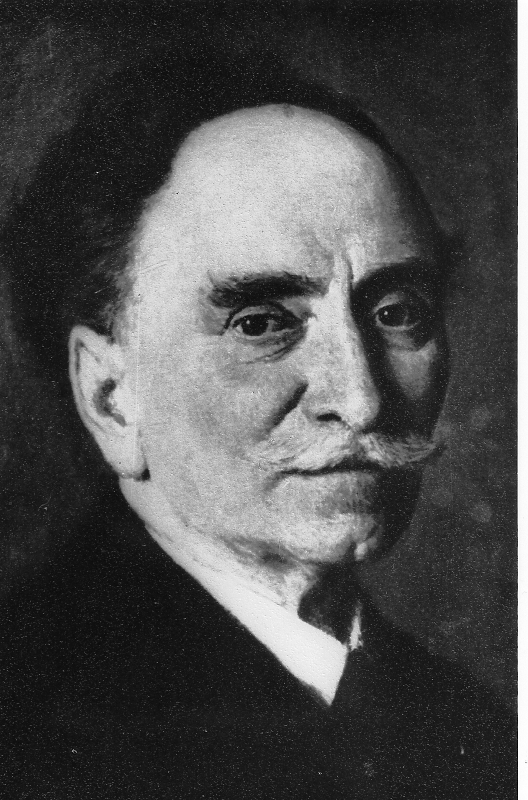
Tóth Zsigmond (1872–1950) orvos, rektor (1940/1941)
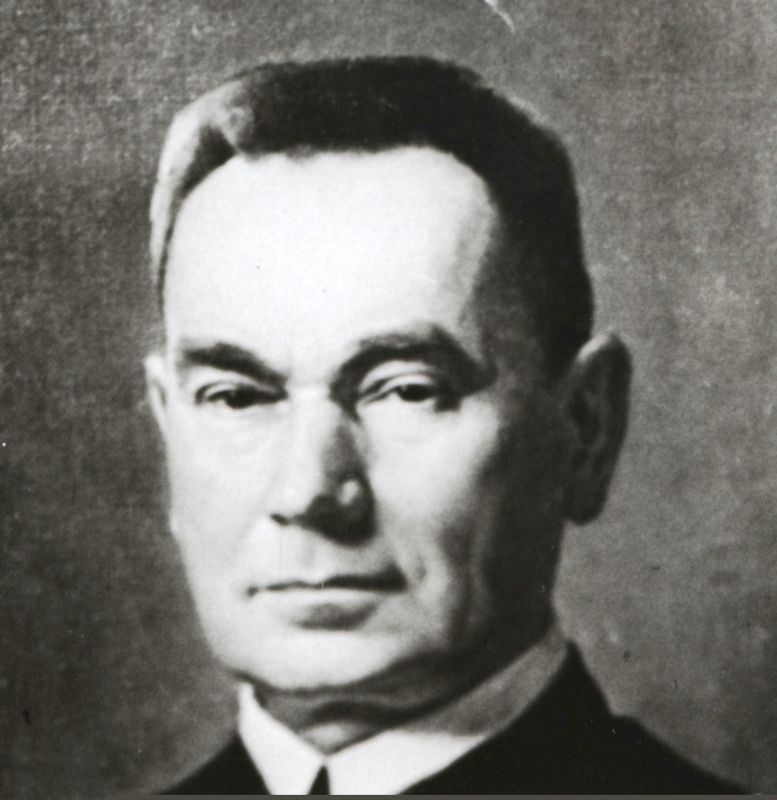
Vargha Damján György (1873–1956) irodalomtörténész, rektor (1941/1942)
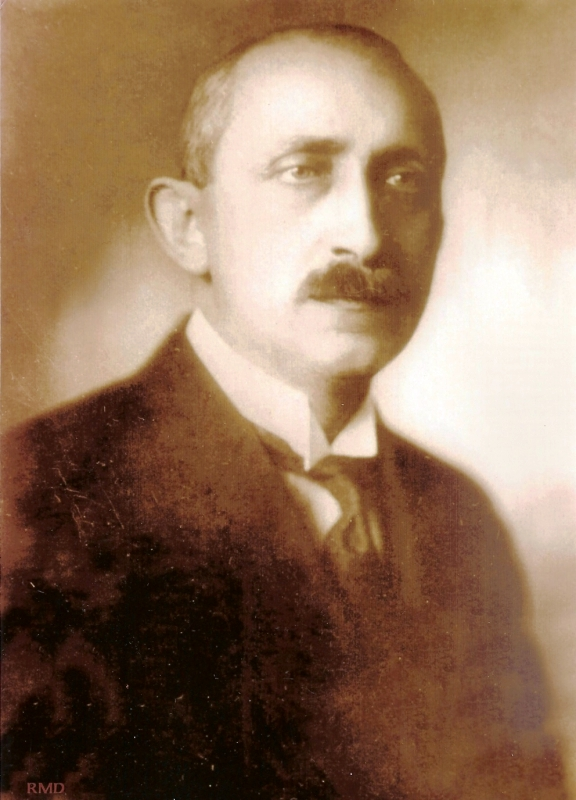
Schaurek Rafael (1882–1960) jogász, rektor (1942/1943)
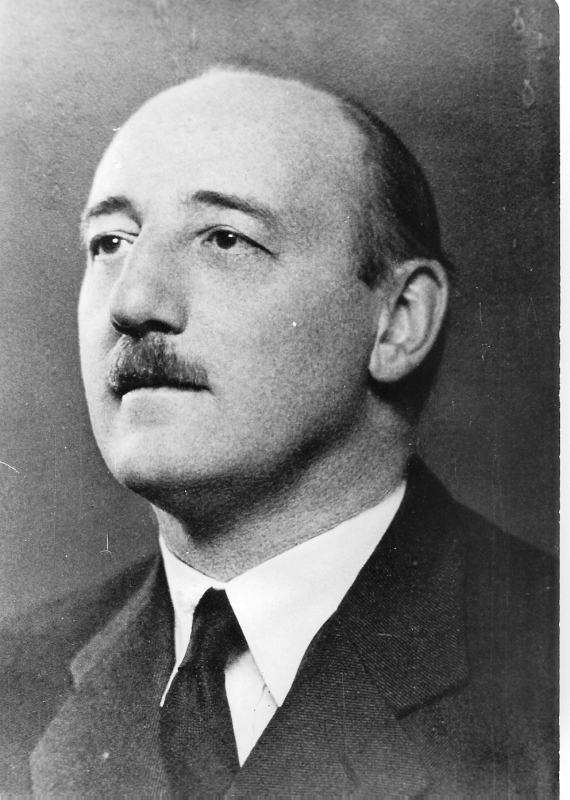
Ángyán János (1886–1969) orvos, rektor (1943/1944)
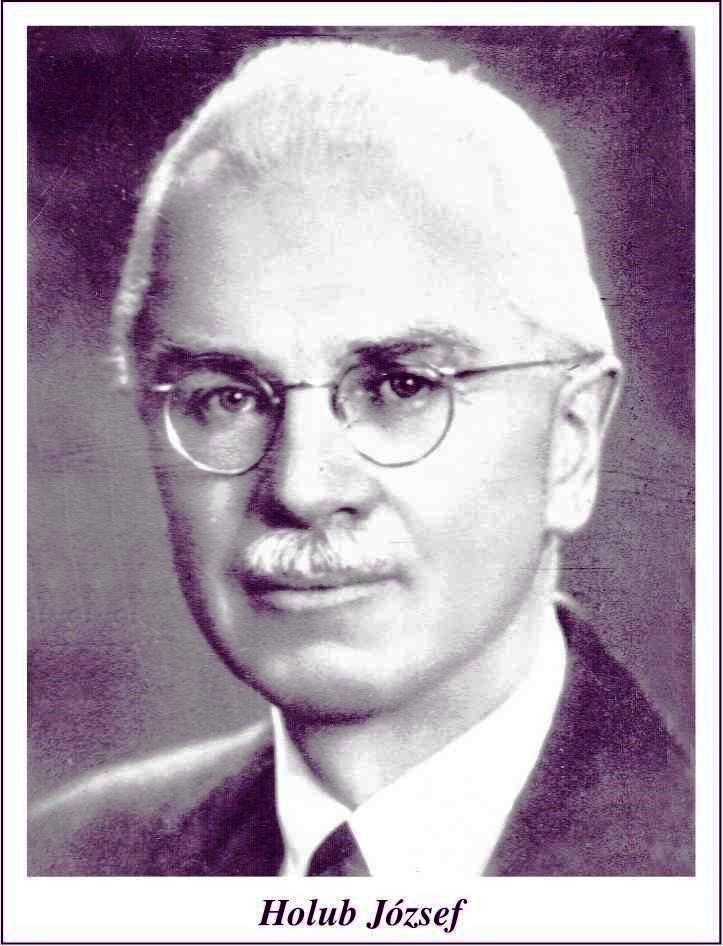
Holub József (1885–1962) jogász, történész, rektor (1944/1945)
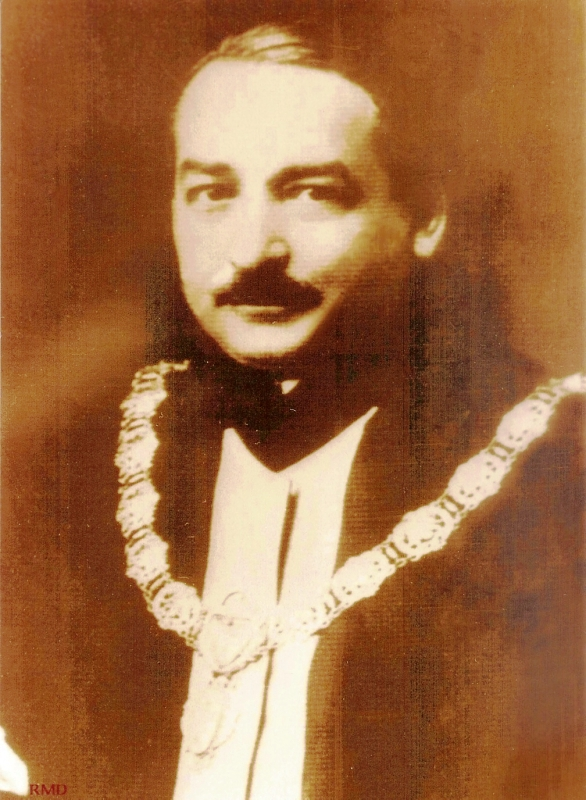
Krisztics Sándor (1890–1966) jogász, rektor (1946/1947)
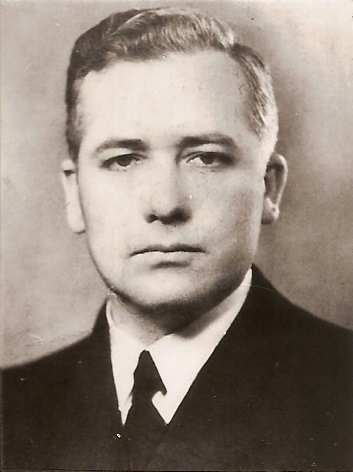
Kocsis Mihály (1899–1970) jogász, az ÁJK rektori jogú dékánja (1951/1956)
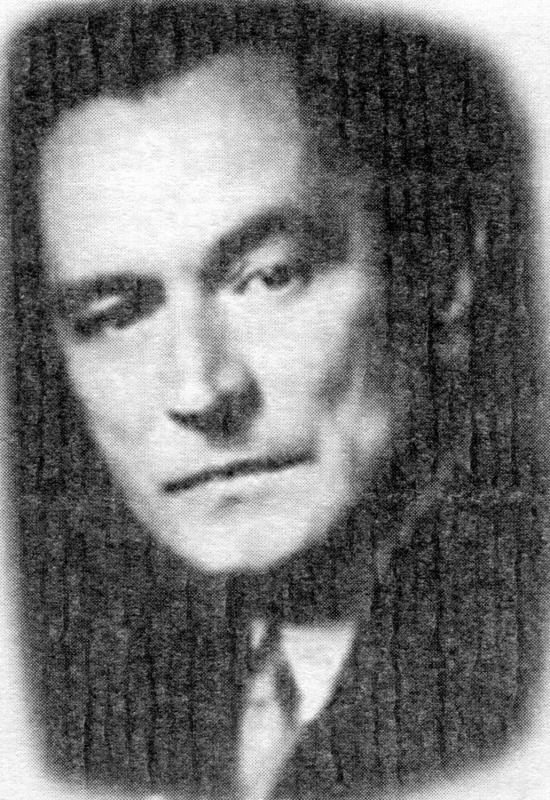
Kauser Lipót (1882–1962) jogász, PTE ÁJK-nak rektori jogú dékánja (1956/1957)
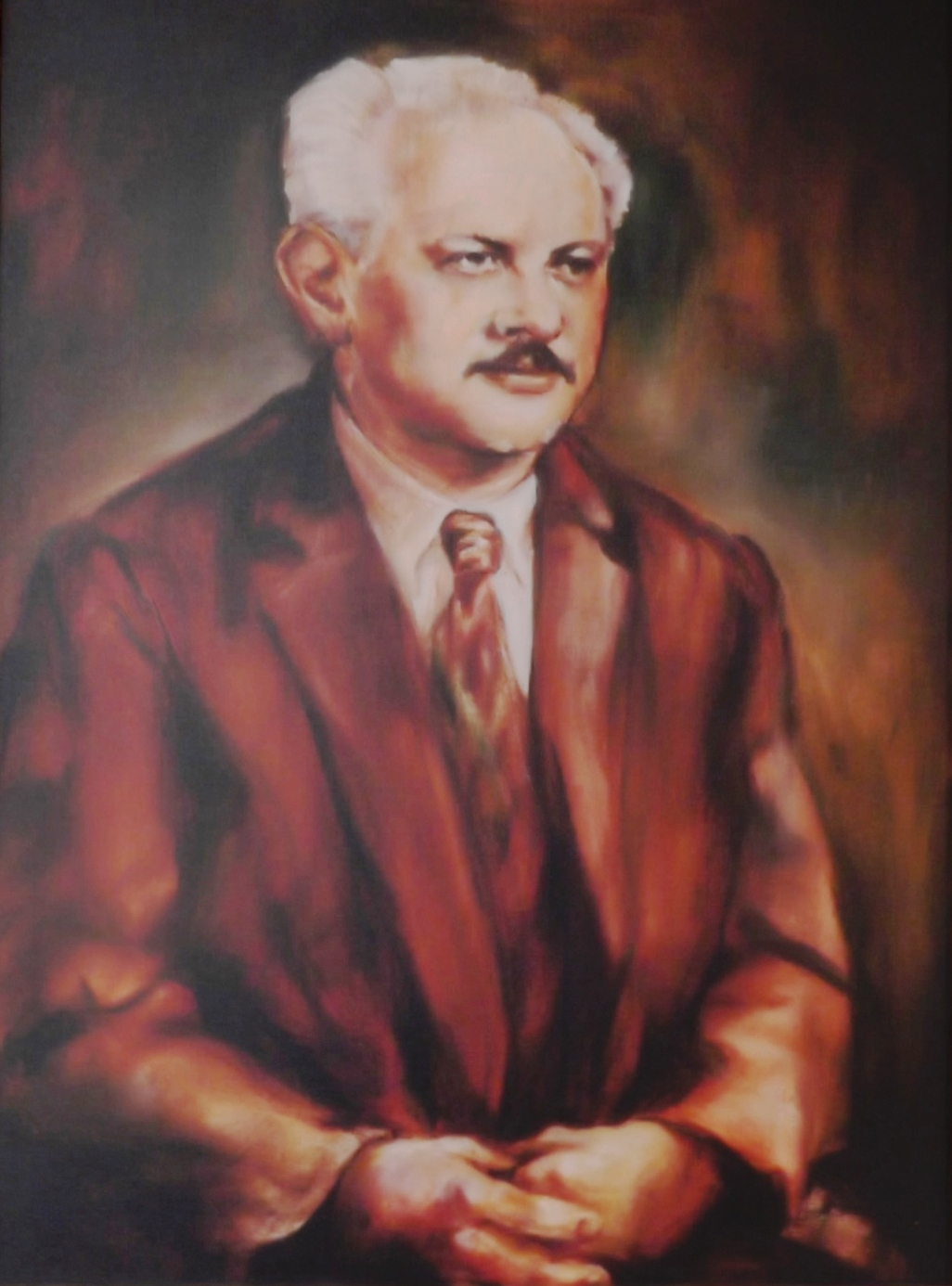
Bihari Ottó (1921–1983) jogász, PTE ÁJK-nak rektori jogú dékánja (1957/1964)
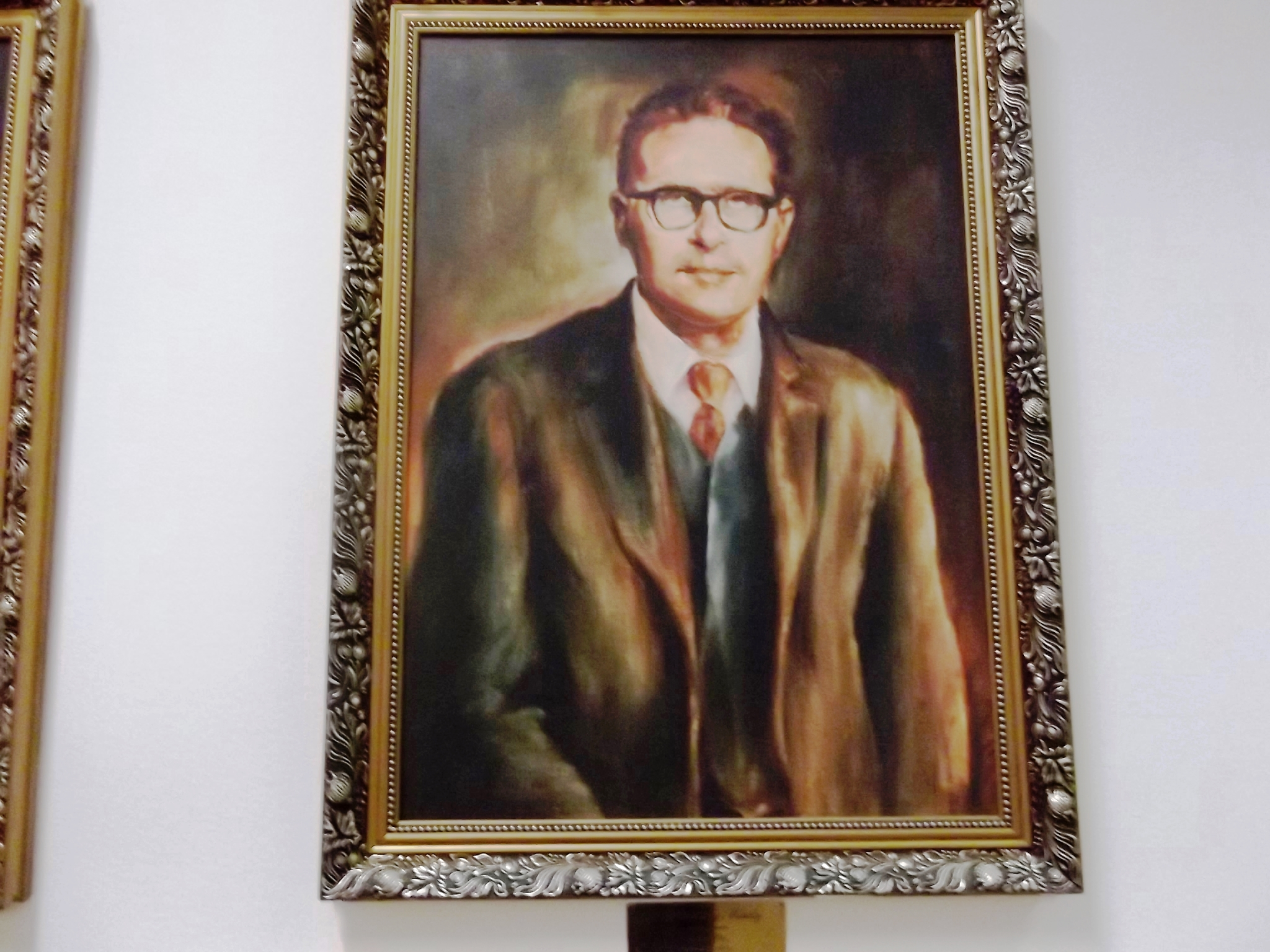
Szotáczky Mihály (1928–1998) jogász, PTE ÁJK-nak rektori jogú dékánja (1968/1974)
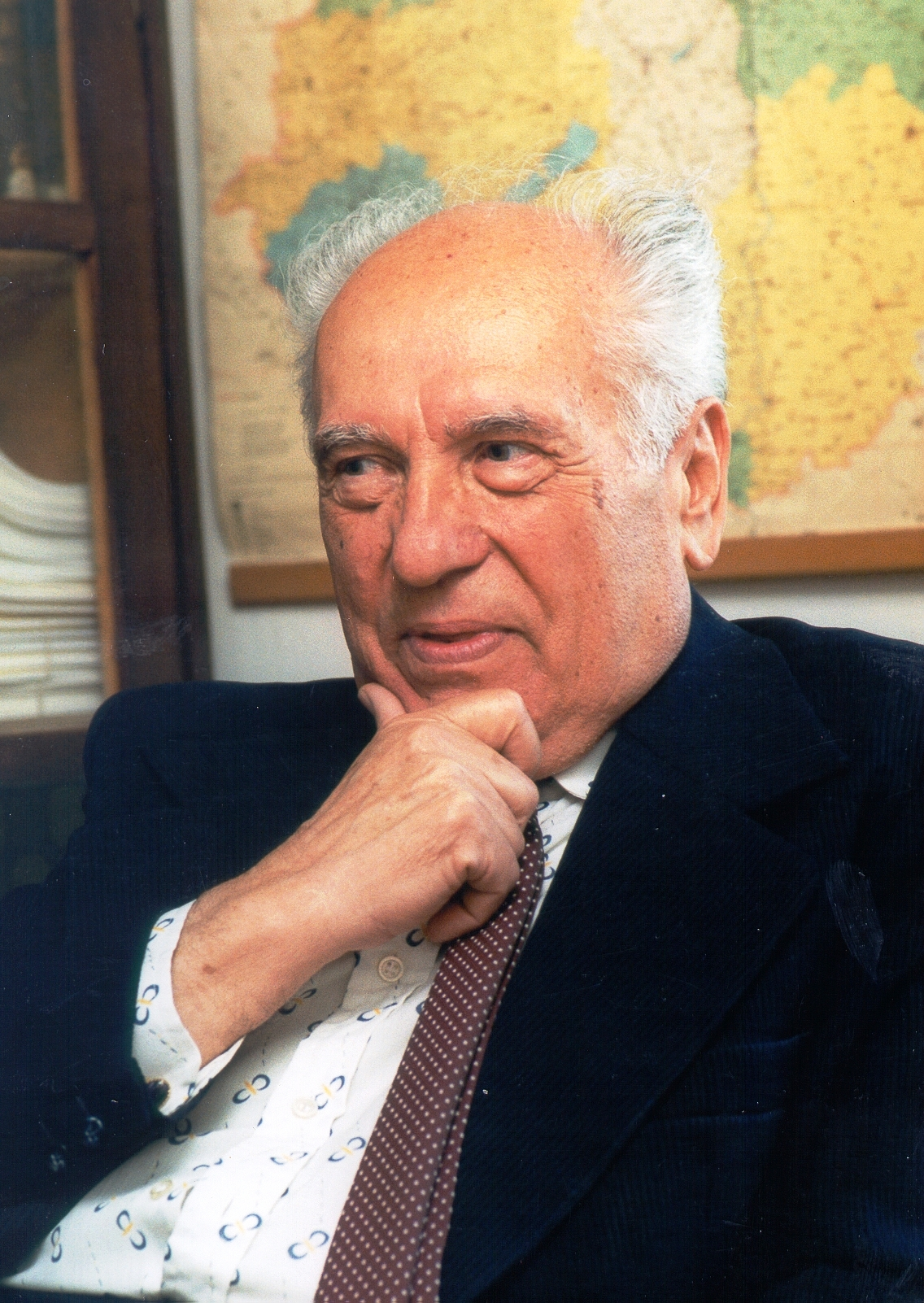
Földvári József (1926–2006) jogász, PTE ÁJK-nak rektori jogú dékánja (1974/1975) és a JPTE első rektora (1975/1984)
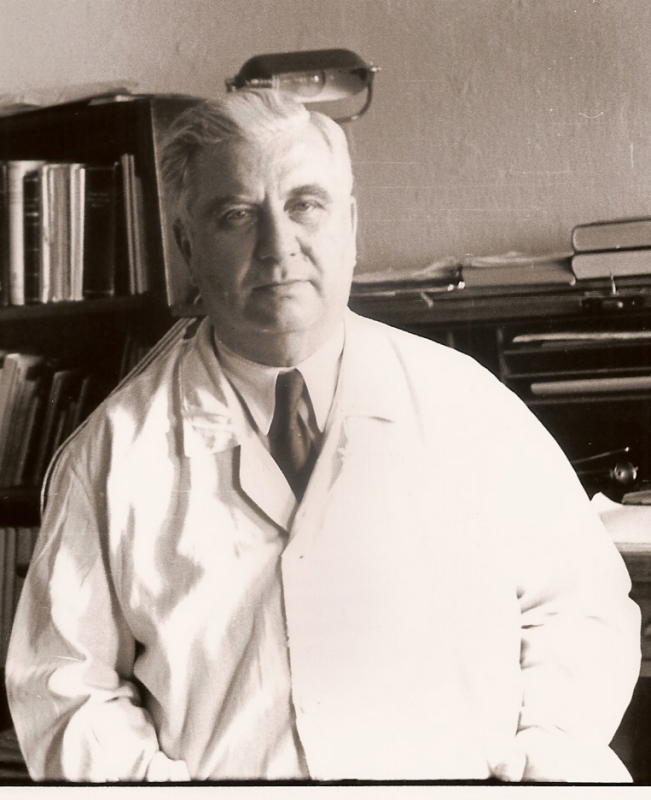
Méhes Gyula (1897–1970) orvos, az ÁOK-nak rektori jogú dékánja (1951/1954)
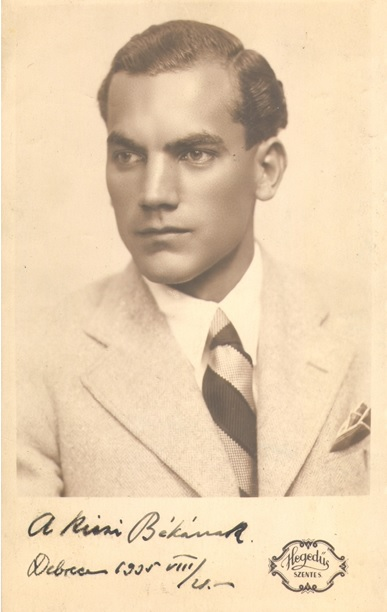
Lissák Kálmán (1908–1982) orvos, az ÁOK-nak rektori jogú dékánja (1956/1957)
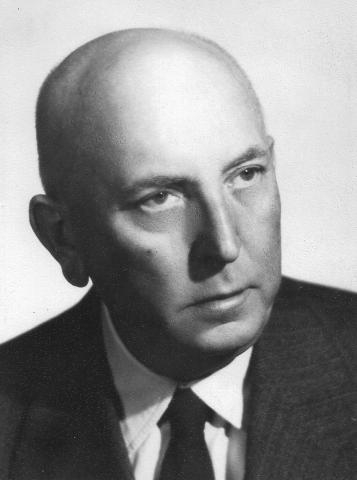
Cholnoky László (1899–1967) orvos, az ÁOK-nak rektori jogú dékánja (1961–1964)
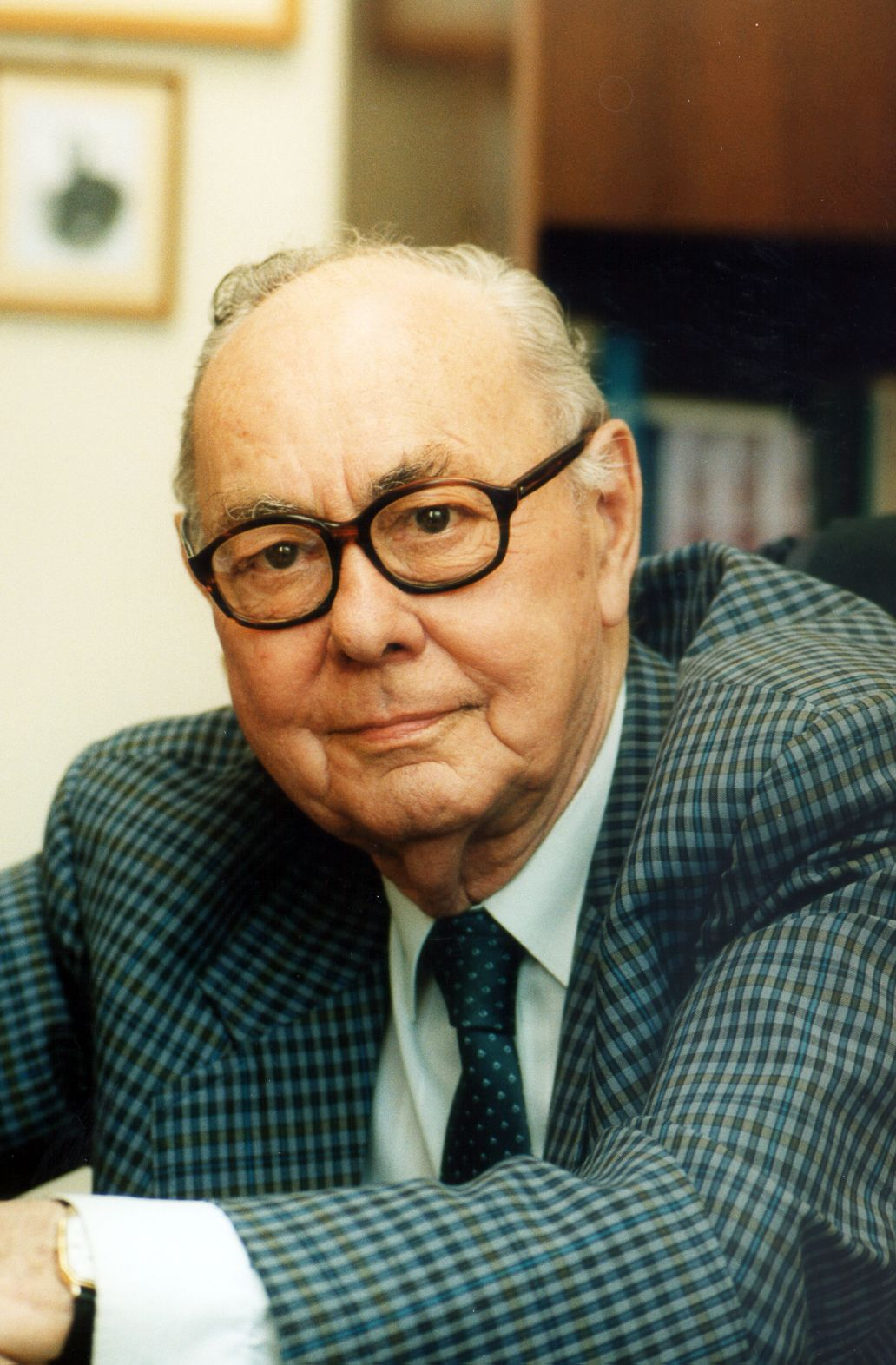
Flerkó Béla (1924–2003) orvos, a POTE rektora (1979/1985)
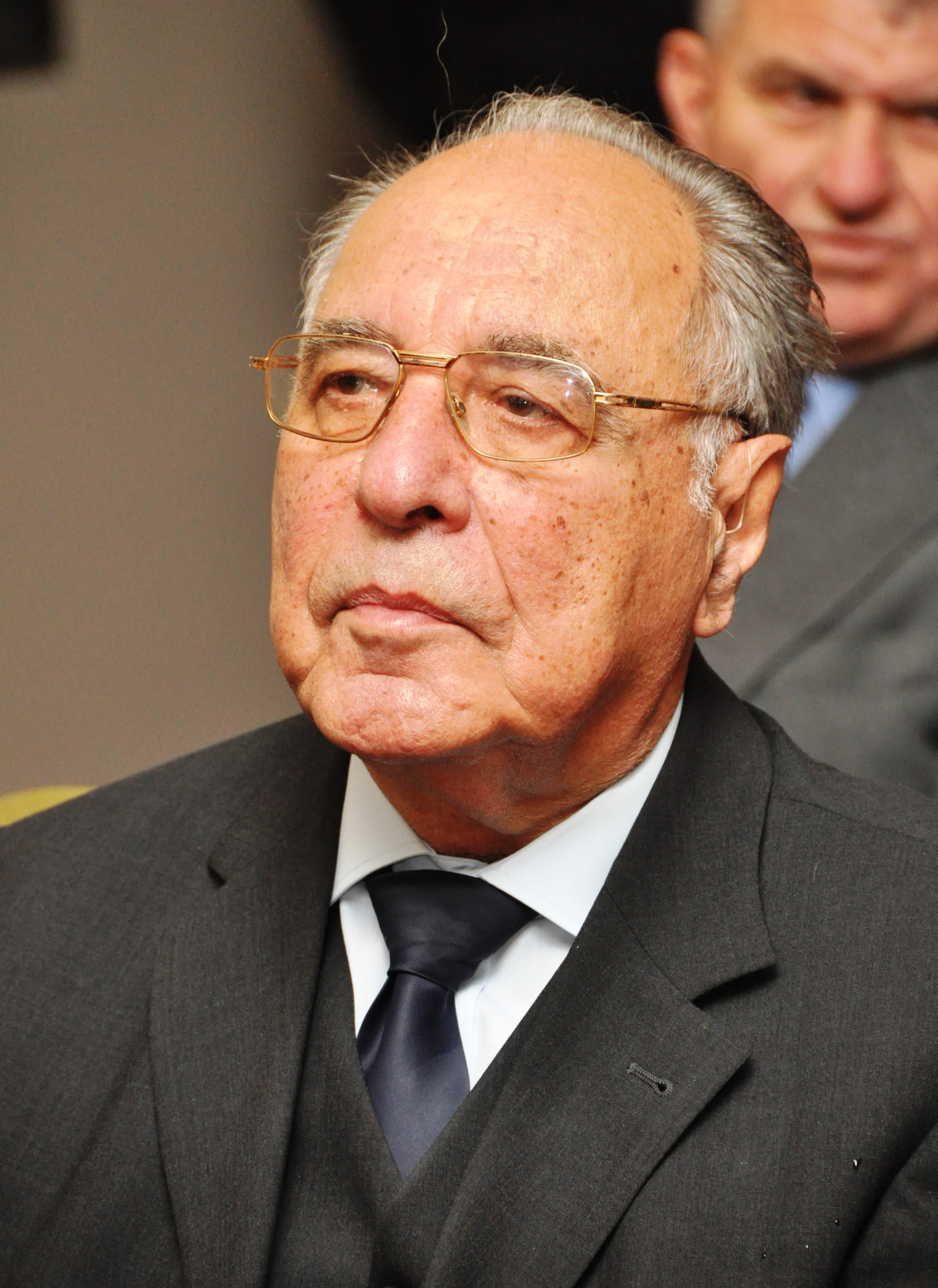
Bauer Miklós (1929–) orvos, a POTE rektora (1985/1991)
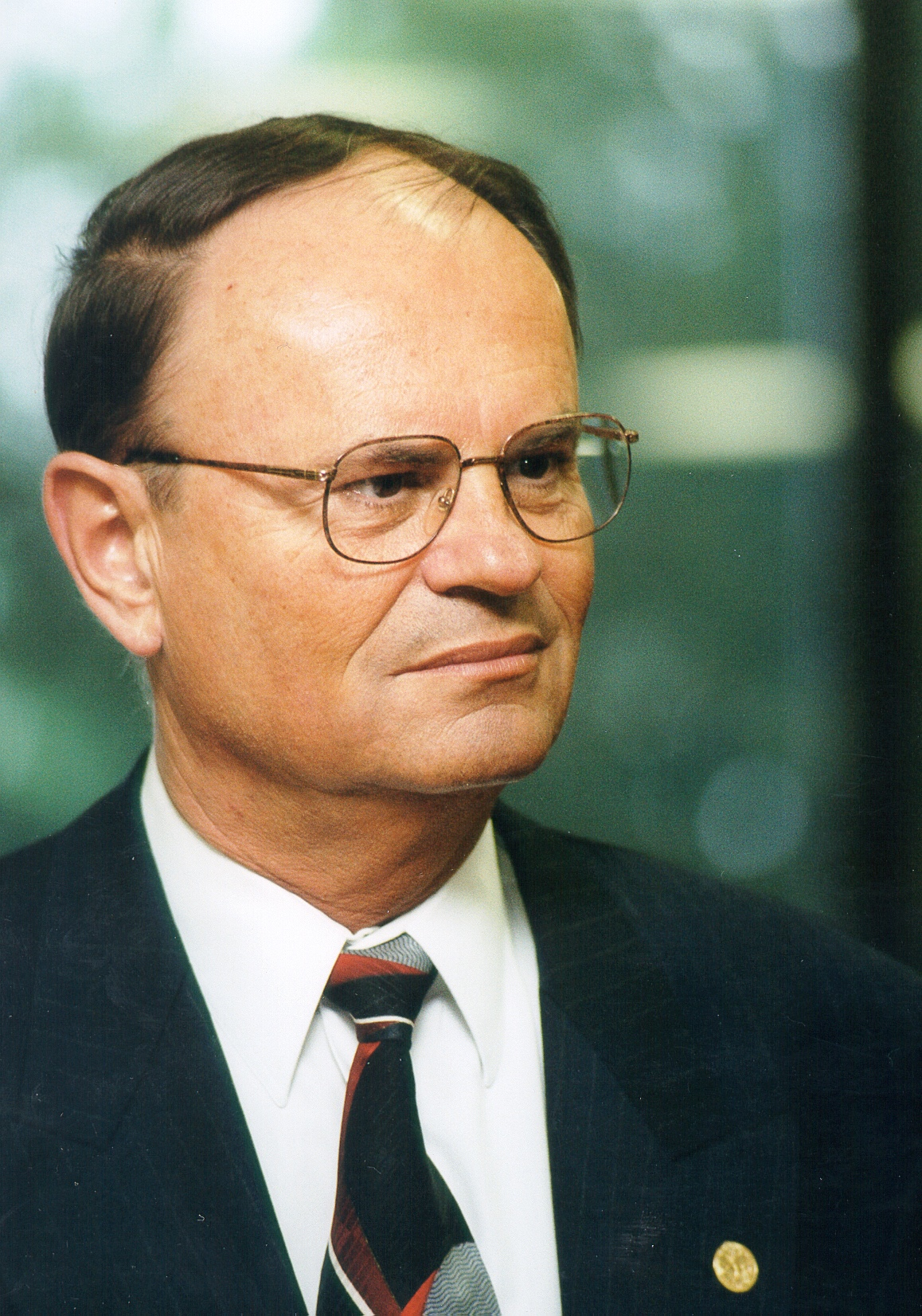
Bellyei Árpád (1942–) orvos, a POTE rektora (1997/1999)
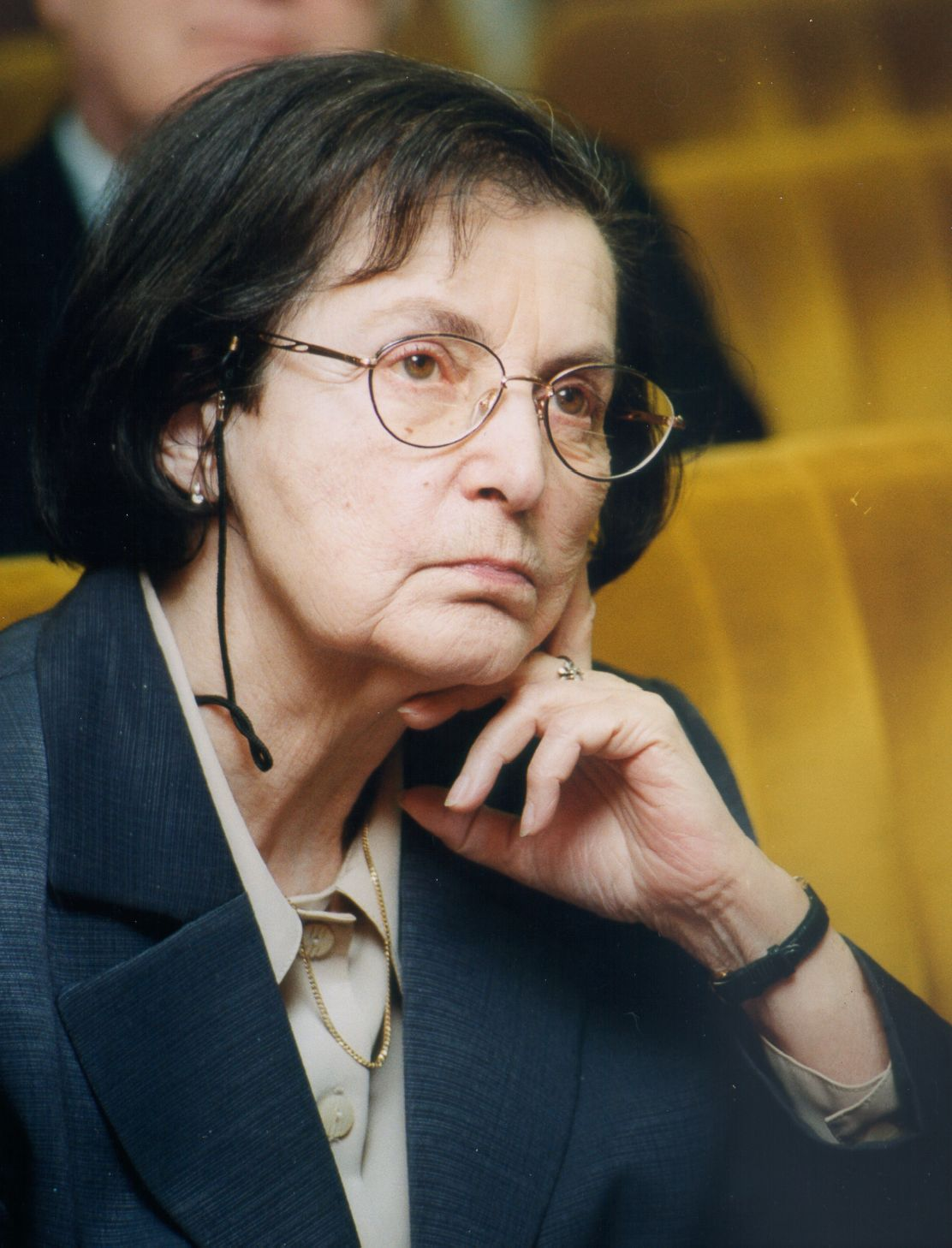
Ormos Mária (1930–2019) történész, a JPTE-nek rektora (1984/1992)
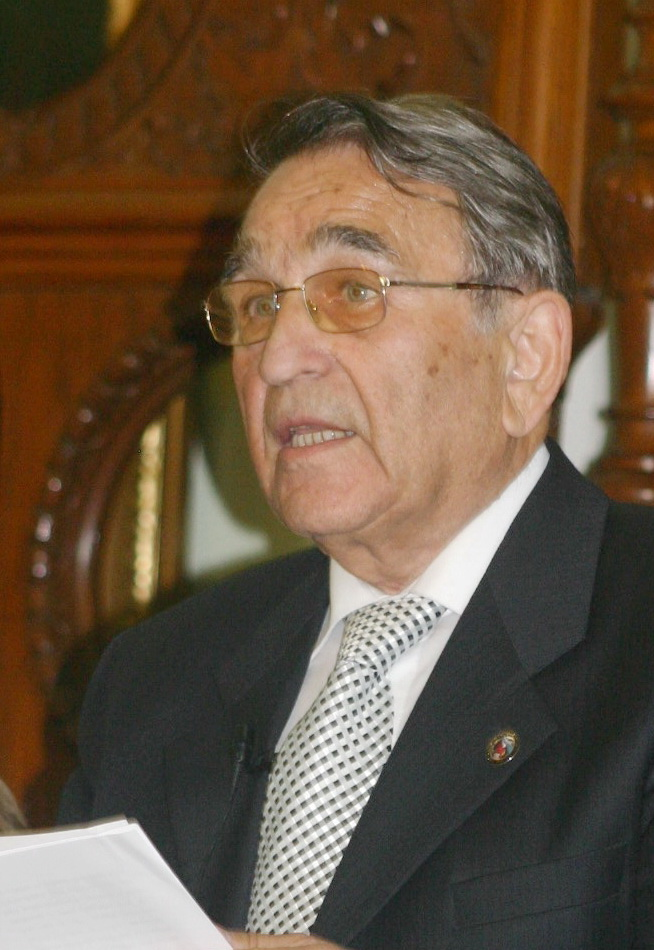
Hámori József (1932–2021) orvos, a JPTE-nek rektora (1992/1994)
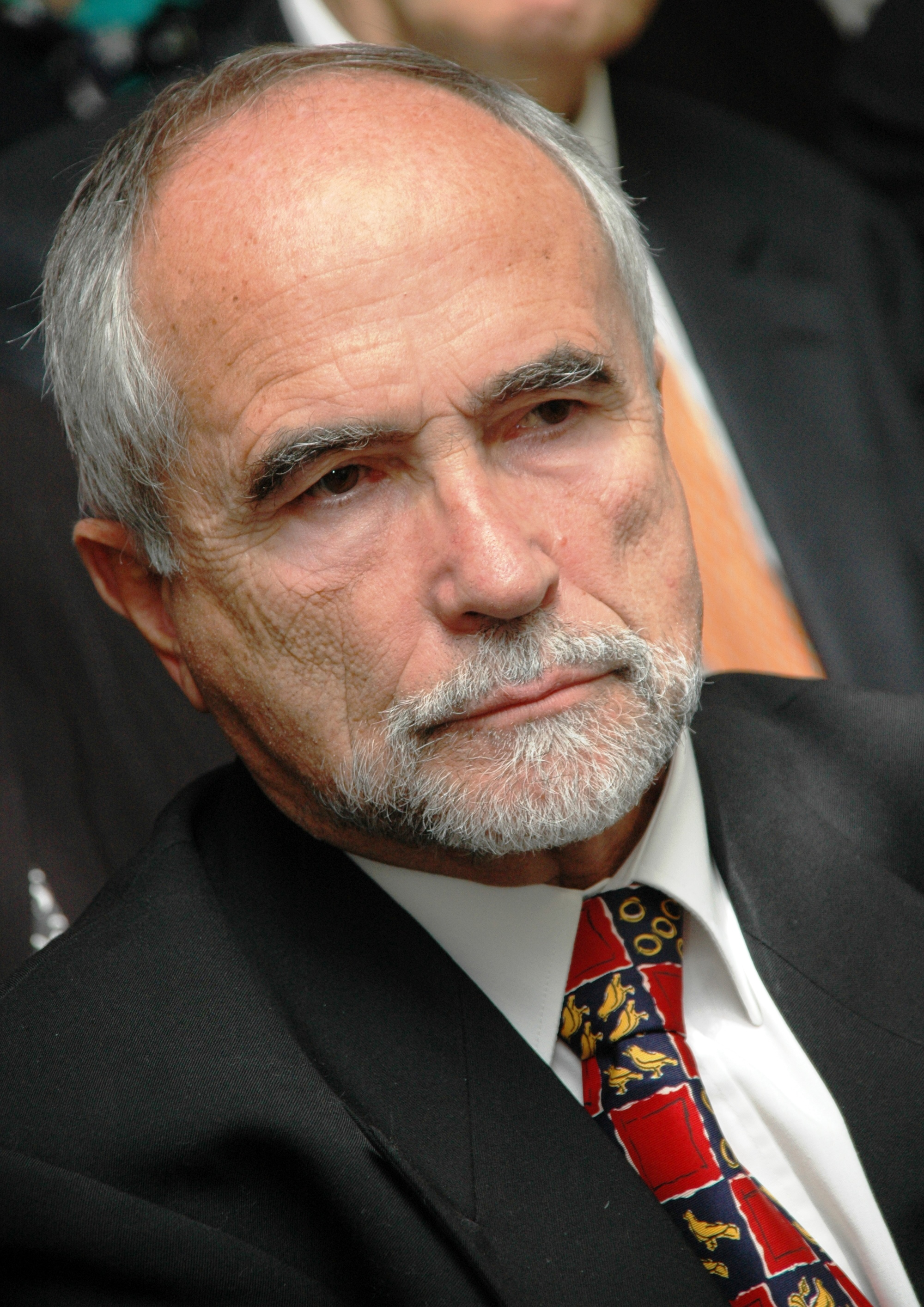
Barakonyi Károly (1938–) közgazdász, a JPTE-nek rektora (1994/1997)
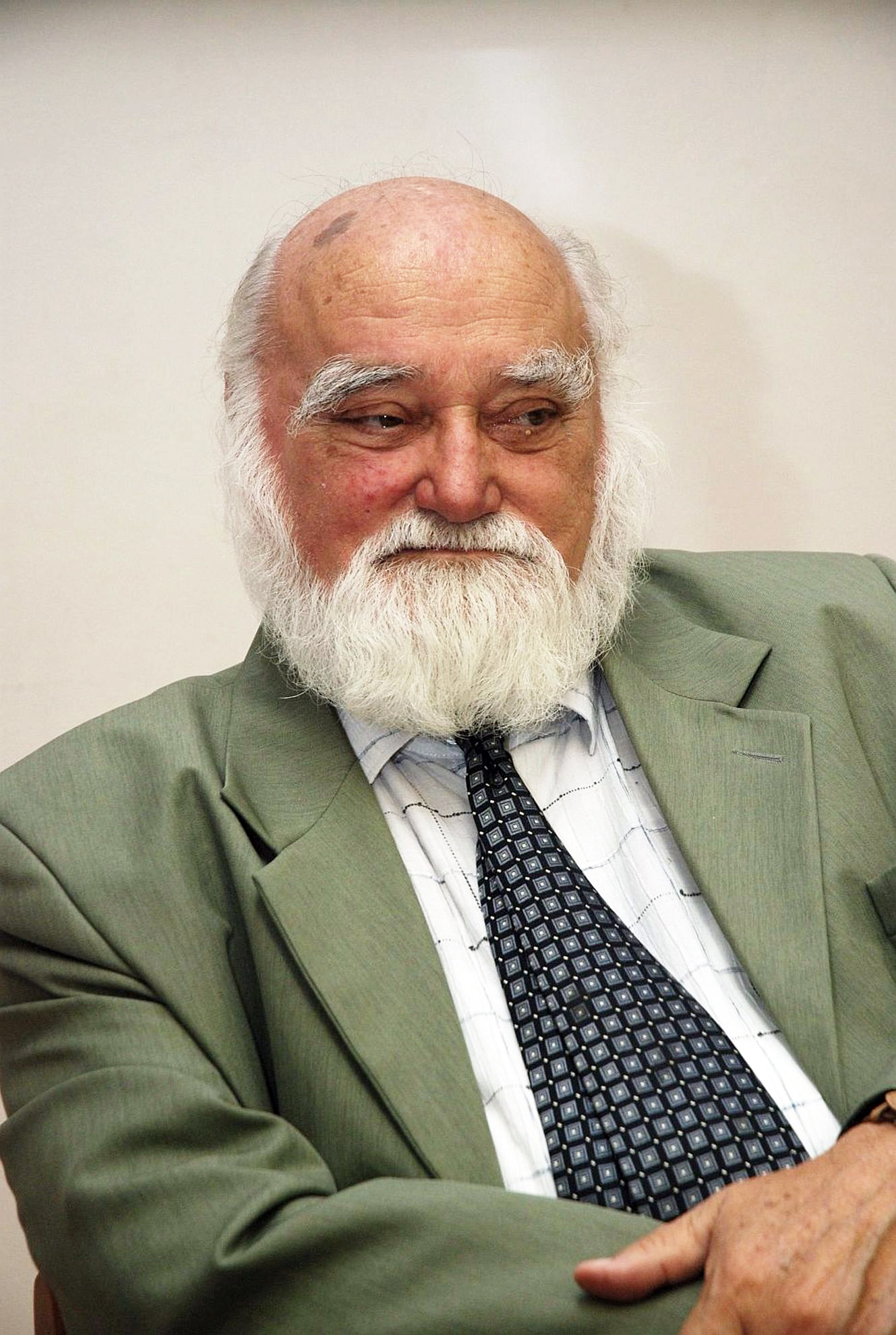
Tóth József (1942–2013) geográfus, a JPTE-nek rektora (1997/1999), majd a PTE rektora (2000/2003)
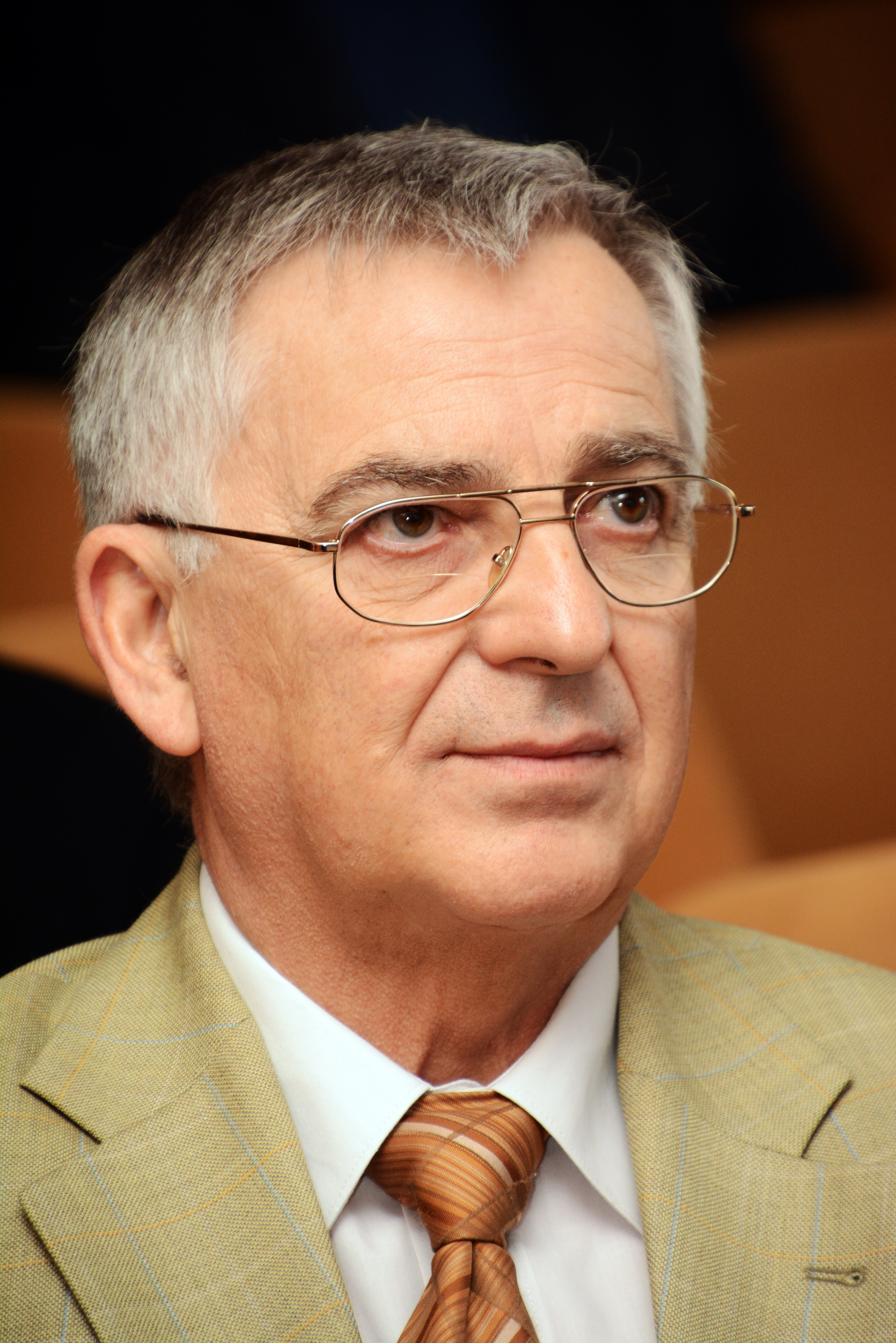
Lénárd László (1944–) orvos, a PTE rektora (2003/2007)
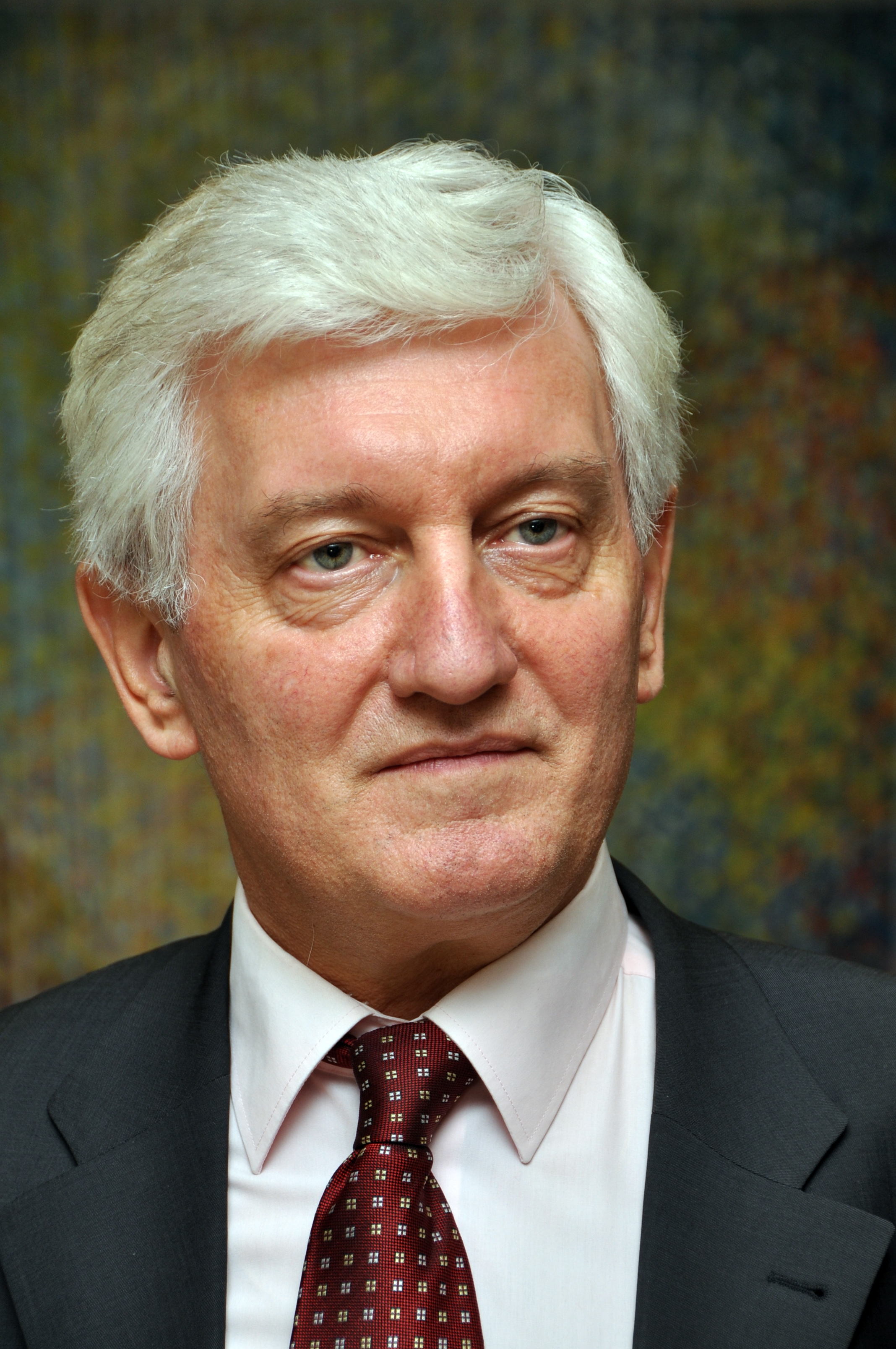
Bódis József (1953–) orvos, a PTE rektora (2010/2018)
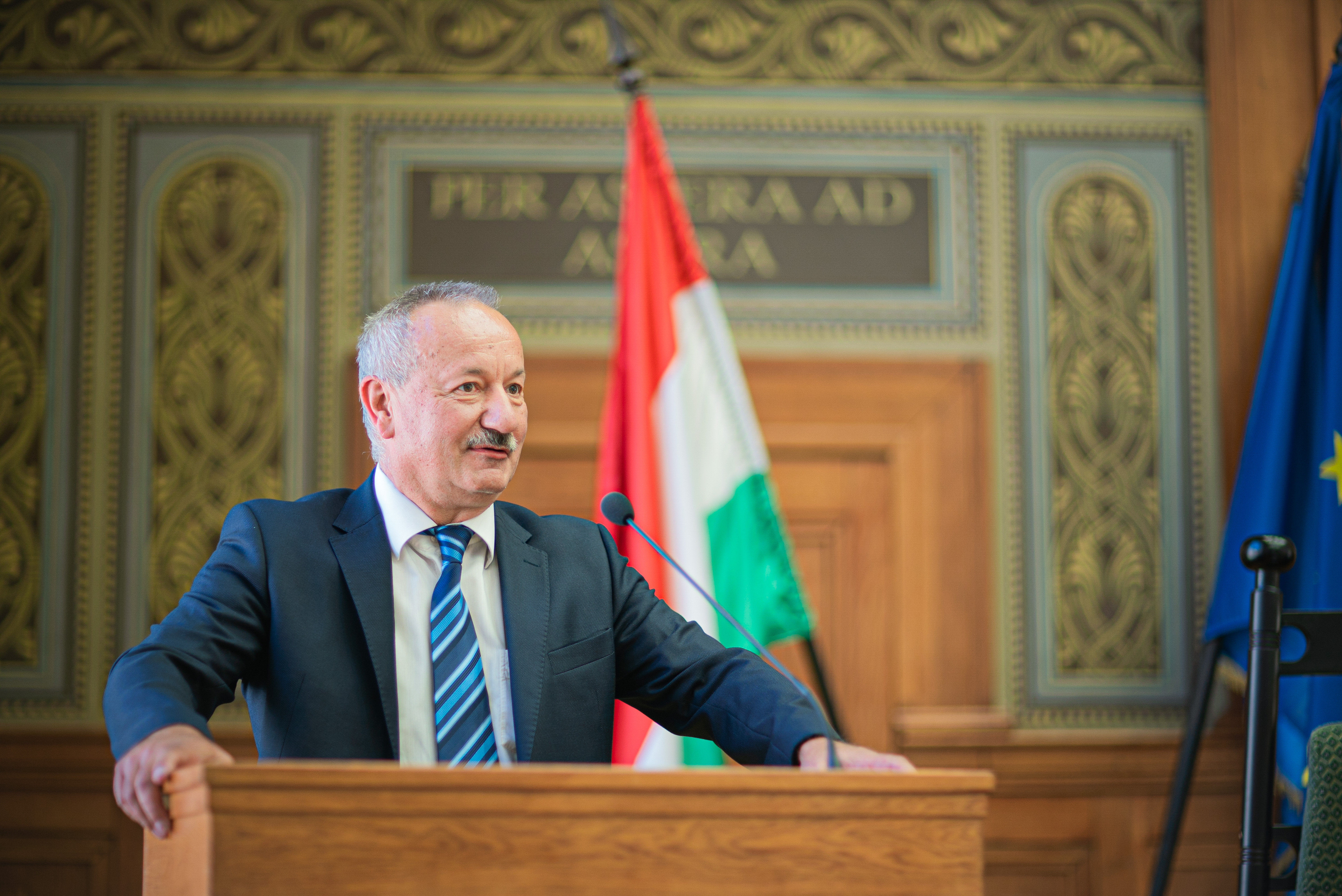
Miseta Attila (1960–) orvos, a PTE rektora (2018/)